# 東京国立博物館
東京国立博物館（とうきょうこくりつはくぶつかん）は、日本と東洋の文化財（美術品、考古遺物など）の収集保管、展示公開、調査研究、普及などを目的として独立行政法人国立文化財機構が運営する、日本の国立博物館である。東京都台東区の上野恩賜公園内にある。1872年（明治5年）に創設された日本最古かつ最大の博物館であり、本館、表慶館、東洋館、平成館、法隆寺宝物館の5つの展示館と資料館その他の施設からなる。
2025年4月時点で、国宝89件、重要文化財653件を含む収蔵品の総数は約12万件。日本政府は同年5月時点で美術・工芸品のうち902件を国宝に、10,820件を重要文化財に指定しているので、当館は美術・工芸品の国宝の約10%、重要文化財の約6%を収蔵していることになる。また2023年3月末時点でこれとは別に、国宝54件、重要文化財260件を含む総数2,668件の寄託品を収蔵している。これらの収蔵品のうち東博コレクション展（平常展）に一度に展示している文化財の件数は約3,000件で、それぞれの文化財は4週間から8週間ごとに展示替えされており、2024年度の平常展の展示替え回数は383回、展示総件数は9,686件。

## 沿革

### 草創期

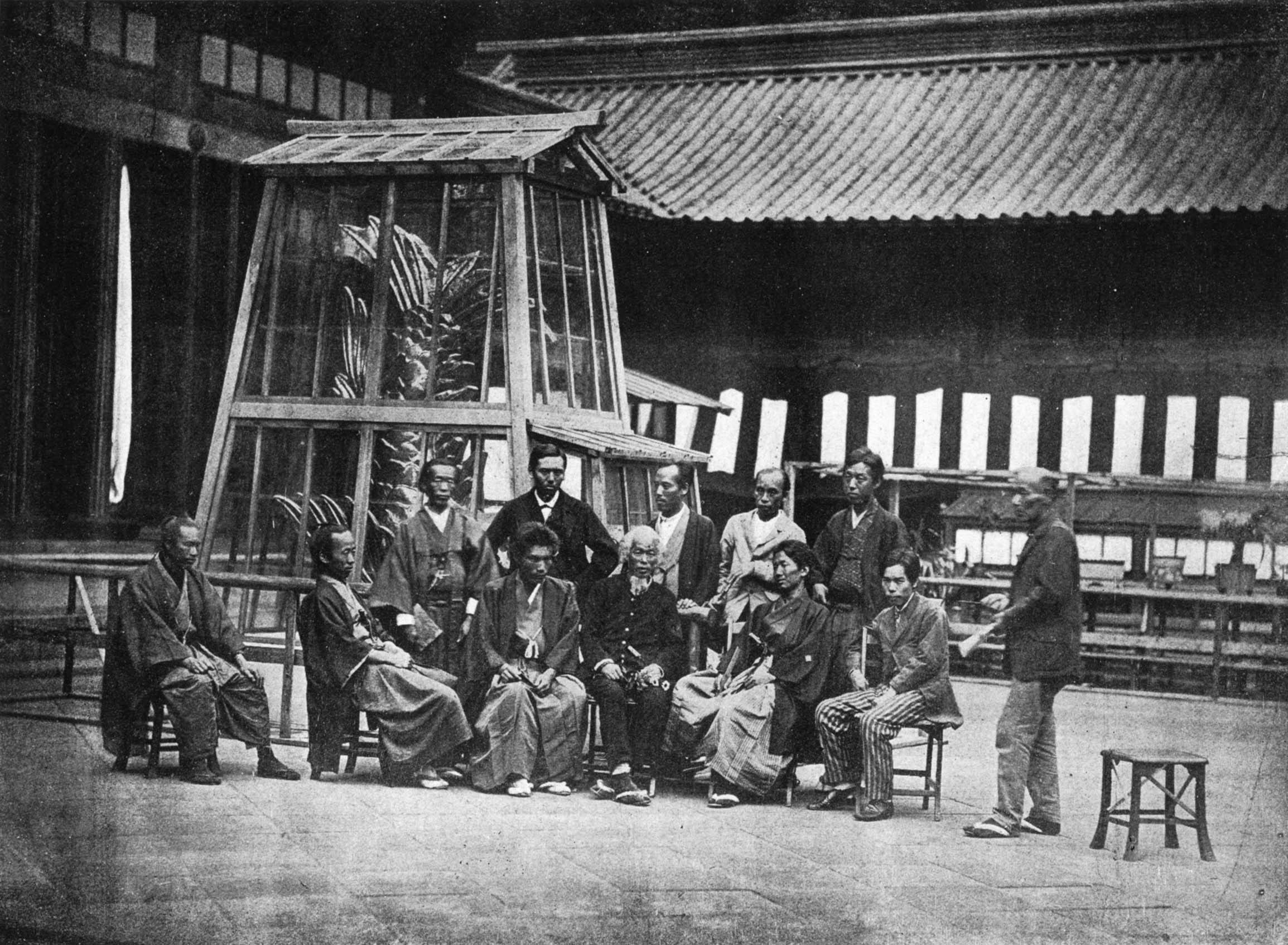
明治5年湯島聖堂博覧会関係者の記念写真、背後に展示物の一つであった名古屋城の金鯱が見える（横山松三郎撮影）

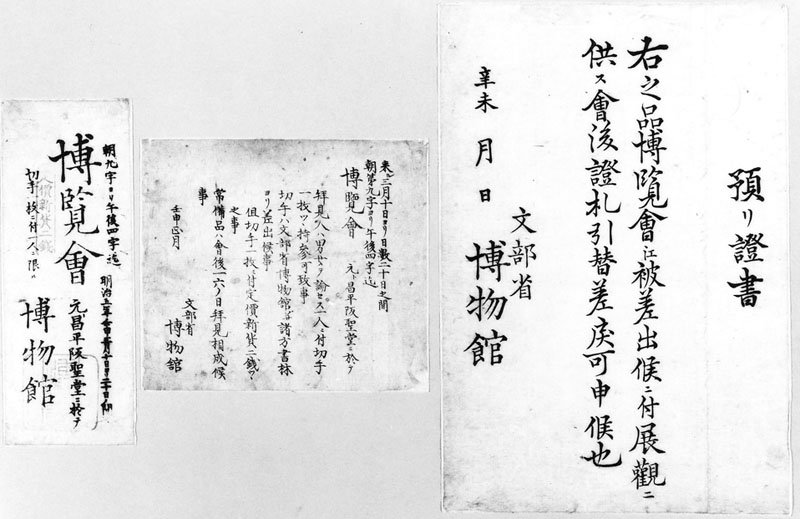
明治5年湯島聖堂博覧会関係資料：左から観覧券、広告、預り証書

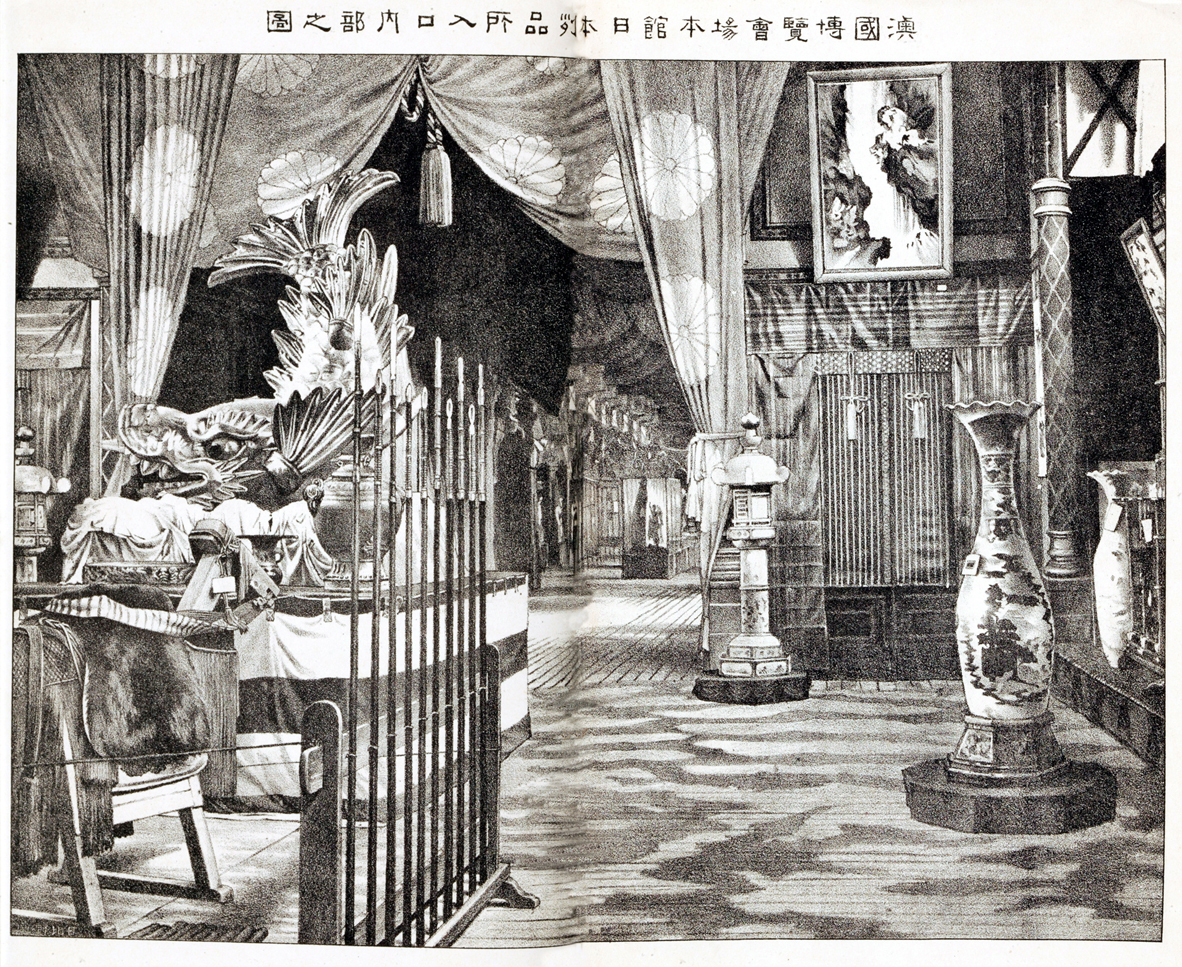
ウィーン万国博覧会の日本館

1872年（明治5年）3月10日、その前年に設置された文部省博物局による最初の「博覧会」として湯島聖堂博覧会が、東京・湯島の湯島聖堂大成殿で20日間開催された。これを機に「文部省博物館」が発足し、東京国立博物館はこの年を創設の年としている。展示品は、翌1873年（明治6年）開催のウィーン万国博覧会への出品予定品が中心であった。当時の錦絵に見られるように、会場にはガラスケースが所狭しと置かれ、書画、骨董、動植物の剥製や標本などが並べられており、展示品のなかでは名古屋城の金鯱（しゃちほこ）が人気を集めた。この博覧会は3月10日から20日間の会期を予定していたが、あまりの人気に入場制限をせざるをえないほどで、会期を再度延長し、4月末日まで開催された。総入場者数は15万人と推定されている。
1873年（明治6年）、「文部省博物館」は太政官正院の「博覧会事務局」（1872年設置）に併合され、場所も湯島から内山下町（現在の東京都千代田区内幸町）に移転した。この年は4月15日から3か月半にわたって博覧会が開かれ、博覧会終了後は毎月1と6の日に公開された。以後、上野に新しい博物館が建設される1881年までの展示はこの内山下町で行われた。なお、この当時の博物館は動物、植物、鉱物などの標本も収集展示の対象であった。
博物館の設置後まもない1872年8月、文部省により湯島聖堂の大講堂に書籍館（しょじゃくかん）が設けられた。これは、紅葉山文庫本、昌平坂学問所本など、旧幕府からの引き継ぎ書籍を収蔵するもので、日本における公立図書館の端緒である。書籍館は1874年に浅草蔵前に移転して「浅草文庫」と称した。この浅草文庫の蔵書約14万冊は、一部は内務省に移管されたが、大部分は1882年、上野に移転開館した博物館に引き継がれて、東京国立博物館の蔵書の基礎となった。
博物館設置の端緒となったウィーン万国博覧会は1873年5月1日から11月2日までの会期で開催。日本館には陶磁器、七宝、漆器、染織品などの伝統工芸品が展示され、日本庭園も造られた。日本館は当時の欧州における日本ブームもあり、好評であったと伝えられる。翌々年の1875年、博覧会事務局副総裁の佐野常民は大部のウィーン万国博覧会報告書を提出し、その中で大東京博物館設置の必要性を力説した。
1875年（明治8年）、「博覧会事務局」はふたたび「博物館」と改称され、内務省の管轄となった。「博物館」は一時「内務省第六局」と改称されたが、翌1876年（明治9年）、再度「博物館」に改称。同年、町田久成が博物館長に任命された。薩摩藩出身の官僚であった町田は、明治時代初期に博物館設置や文化財保護に尽力した人物である。東京国立博物館では彼を初代館長としており、博物館の裏庭には町田の顕彰碑が建立されている。なお、博物館の所管官庁は、1881年（明治14年）に農商務省、さらに1886年（明治19年）に宮内省へと変わった。

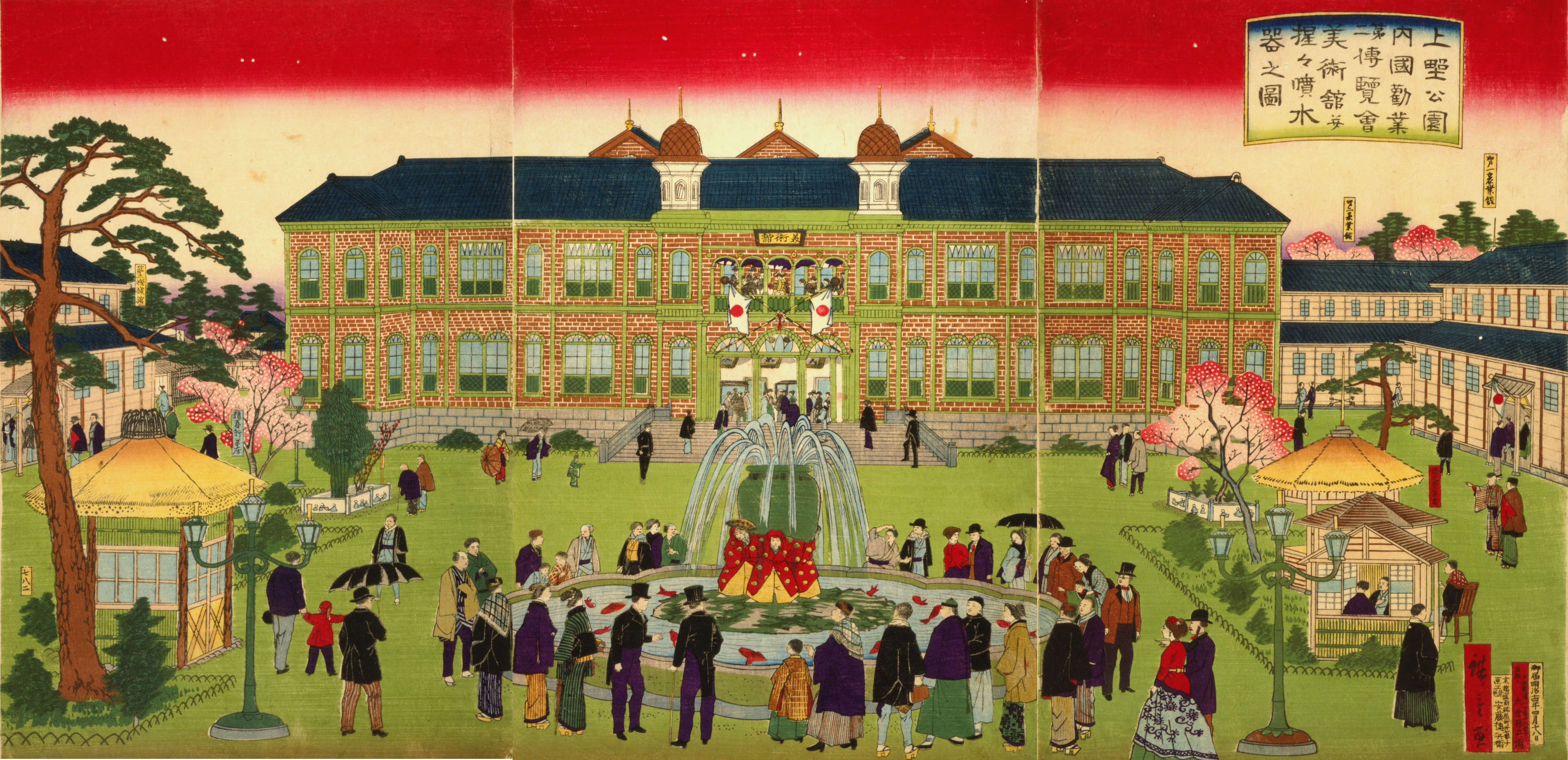
1881年竣工の上野本館（東京名所 上野公園内国勧業第二博覧会美術館図、三代歌川広重筆）

1877年（明治10年）、上野の寛永寺本坊跡地（後に東京国立博物館の敷地となる）で第1回内国勧業博覧会が開催された。これは当時の「富国強兵・殖産興業」の国策に沿って開催されたもので、この博覧会の展示館の1つである「美術館」は、日本で最初に「美術館」と称した建物として知られる。この「美術館」は、博覧会終了後も使用することを前提として煉瓦造で建設された。初代館長の町田久成は、内山下町の博物館は手狭であり、火災等の危険も大きいとして、博物館の上野公園への移転を陳情していたが、この1877年、太政官より上野移転の裁可を得た。
1881年（明治14年）、上野公園の寛永寺本坊跡に煉瓦造2階建の本館が完成。イギリス人建築家ジョサイア・コンドルの設計であった。この本館は、同年上野で開催された第2回内国勧業博覧会の展示館として使用された後、翌1882年（明治15年）3月から博物館の本館として使用されるようになった。4年前の第1回内国勧業博覧会の際に建てられた「美術館」の建物も新博物館の「2号館」として活用されたが、関東大震災で本館・2号館共に損壊し、現存しない。上野での開館式は1882年3月20日、明治天皇の行幸を得て行われた。博物館とともに設置準備が進められていた附属動物園（恩賜上野動物園の前身）もこの時に開園。やや遅れて同年9月20日からは前述の旧浅草文庫の書籍の公開が開始されている。このように、初期の博物館は、美術館、自然史博物館、動物園、図書館を含む総合文化施設であった。

### 帝国博物館から帝室博物館へ

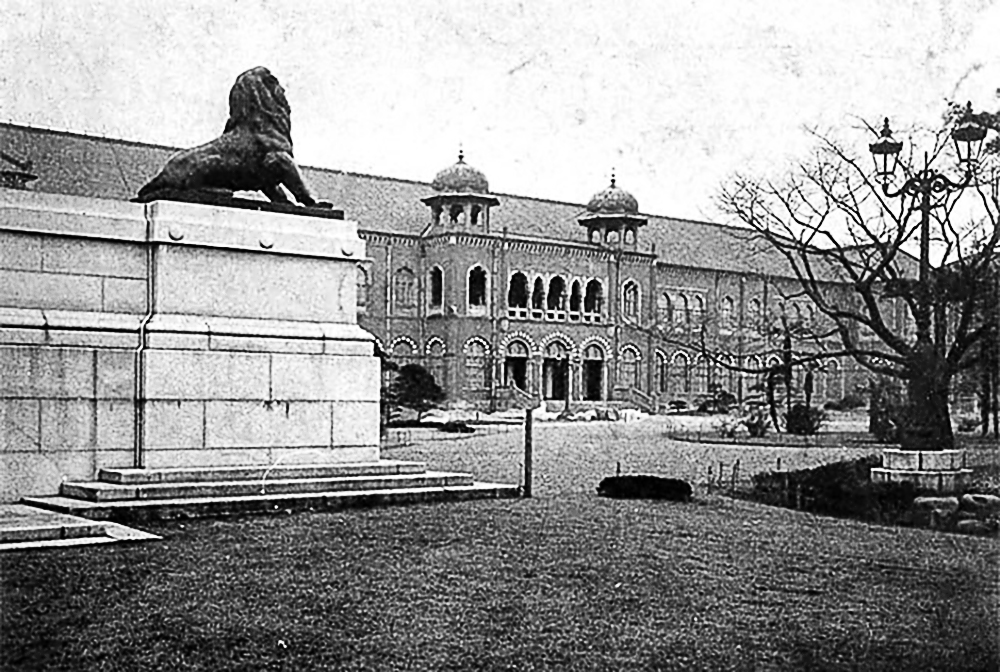
コンドル設計の旧東京帝室博物館

1889年（明治22年）、「帝国博物館」と改称、九鬼隆一が総長となった。この時、京都と奈良にも帝国博物館を置くこととなり、機関としての帝国京都博物館および帝国奈良博物館の設置はこの年である（実際の開館は京都が1897年、奈良が1895年）。当時の帝国博物館美術部長は明治時代の美術界の理論的指導者であった岡倉覚三（天心）であり、アメリカから来た哲学者・美術史家のアーネスト・フェノロサも美術部理事を務めていた。従来、博物館が担当してきた博覧会関係の業務は農商務省に移管され、この頃から歴史・美術工芸系の博物館としての性格が強まる。なお、動物園が博物館から分離したのは1924年（大正13年）である。この年、動物園を含む上野公園が宮内省から東京市に下賜された。同じ1924年、博物館の天産部も廃止され、同部に属していた動植物の標本などの列品は、同年から翌年にかけて、文部省管轄の東京博物館（国立科学博物館の前身）へ移された。
1900年（明治33年）、当時東京・京都・奈良にあった各「帝国博物館」を「帝室博物館」と改称。「帝室博物館」の名称は1947年（昭和22年）まで使用された。この1900年には当時の皇太子（後の大正天皇）の成婚を祝福するため、上野の帝国博物館内に新たな美術館を建造することとなった。宮廷建築家片山東熊の設計になる新美術館は、翌1901年着工。基礎補強に時間を要したこと、たびたび設計変更があったこと、日露戦争の影響などにより工事は長引き、7年後の1908年に竣工、翌1909年開館した。石造および煉瓦造2階建て、ネオ・バロック様式のこの新美術館は表慶館と名付けられ、21世紀に至るまで博物館の展示の一翼を担っている。
1923年（大正12年）の関東大地震では、コンドル設計の本館のほか、当時存在した2号館、3号館が大破して使用不能となり、本館復興までの十数年間、陳列は表慶館のみで行われた。復興本館の建設が決まったのは1928年（昭和3年）のことで、昭和天皇の大礼を期に大礼記念帝室博物館復興翼賛会（会長徳川家達）が設立された。建設は設計競技方式で行うこととされ、「日本趣味を基調とした東洋式」の建物とするという条件付きであった。1931年4月に設計案の公募が締切られ、273点の応募作のなかから渡辺仁の案が採用された。渡辺案をもとに宮内省臨時帝室博物館営繕課で実施設計を行い、1932年12月に着工、1937年11月に竣工、1938年11月に開館した。これが現存する鉄骨鉄筋コンクリート造2階建ての東京国立博物館本館（重要文化財）である。当時としては、耐火、防盗への対策を最高レベルで講じたもので、閉館時には窓の鎧戸を下ろし、電気を切断。監視人が別館から張番を行う「金庫式の堅城」と呼ばれるものであった。
復興本館開館からまもない1940年には、「皇紀2600年」を記念して「正倉院御物特別展観」が開催された。これは正倉院宝物（当時は「正倉院御物」）が一般に公開された初の機会であり、11月6日から11月24日の間に41万4300余人が入場。博物館の年間入場者数約37万人を19日間で上回ることとなった。

### 帝室博物館から国立博物館へ
1947年（昭和22年）5月、新憲法公布の日をもってそれまでの帝室博物館は「国立博物館」と改称、所管は宮内省から文部省へ移った。1952年（昭和27年）に文部省の機構変更にともない「東京国立博物館」と改称された。国立移管後の初代館長は安倍能成である。
戦後まもない1947年9月に機関紙「博物館ニュース」が創刊されている。同ニュース創刊号の第1面には「国民と博物館 古美術品は見直されねばならない」という論説記事が掲載され、大戦前の「帝室博物館」から国民のための博物館への転換姿勢が明確に示された。第二次大戦後の博物館は、新たな展示館（東洋館、法隆寺宝物館）の建設と収蔵品の増大によって平常陳列の拡充をはかるとともに、毎年多くの特別展や特集陳列を実施してきた。中でも1965年（昭和40年）のツタンカーメン展、1974年（昭和49年）のモナ・リザ展などは大きな反響を呼び、社会的な話題となった。創立100周年の1972年（昭和47年）には「東京国立博物館所蔵名品展」、創立120周年の1992年（平成4年）には特別展「日本と東洋の美」が開催され、館の歴史に関わる資料なども併せて展示された。
機構面では、1950年（昭和25年）、文化財保護委員会が設置されるとともに東京国立博物館は同委員会の附属機関となった。同委員会が1968年（昭和43年）に廃止され、これに代わって文化庁が新設されたことに伴い、博物館は文化庁の附属機関となった。中央省庁再編に伴う独立行政法人制度が発足した2001年（平成13年）には、独立行政法人国立博物館の管轄下に移り、2007年（平成19年）に独立行政法人国立文化財機構の施設となる。それに伴い数度の組織改編が行われ、機能分業による効率化と来館者の視点を取り入れを図っている。

### 新館の建設

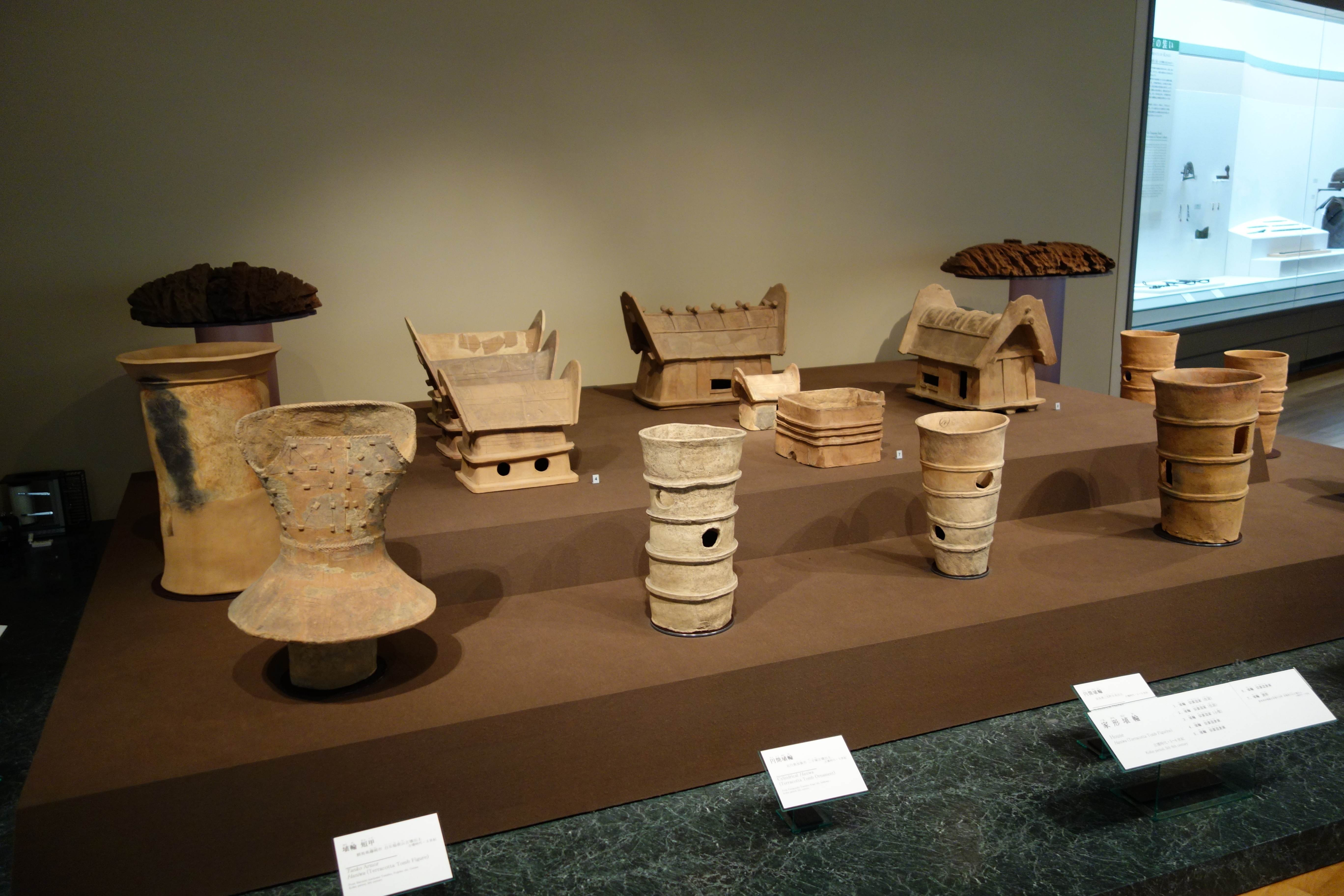
展示状況（平成館考古展示室、埴輪の展示

第二次世界大戦後の東京国立博物館では、新たな展示館の建設が相次いだ。1962年（昭和37年）には、構内南西隅に法隆寺宝物館が竣工し、2年後の1964年（昭和39年）から一般公開されるようになった。
これは、1878年（明治11年）に廃仏毀釈で困窮した法隆寺に皇室が一万円を下賜し、代わりに献納された宝物300余件を収蔵展示するためのもので、その建設は長年懸案とされていたものであった。なお、この時の建物は30年ほど使用された後に取り壊され、1999年（平成11年）にレストランや資料室を備えた新・法隆寺宝物館が開館している。
1968年（昭和43年）には構内東側に東洋館が開館し、日本以外のアジアの美術品はこちらへ移された。1984年（昭和59年）には構内西側、表慶館裏手に資料館が開館し、従来公開要望の多かった、館所蔵の図書・歴史資料・写真資料などが、研究者に公開されるようになった。
博物館においては、平常陳列とともに特別展の開催も重要な事業の1つである。しかし、大規模な展覧会の場合は、本館の平常陳列を一時撤去して特別展会場とせざるをえず、恒久的な特別展会場を含む新館建設の必要性が論議されてきた。このため、構内の中長期整備計画の中でその建設地が検討され、本館西側にあった別館（大講堂などがあった）と北倉庫を取り壊して、新たな展示館を建設することとなった。特別展会場・考古資料展示室・大講堂などを含む新展示館は平成館と名付けられ、1999年（平成11年）に開館した。

## 施設

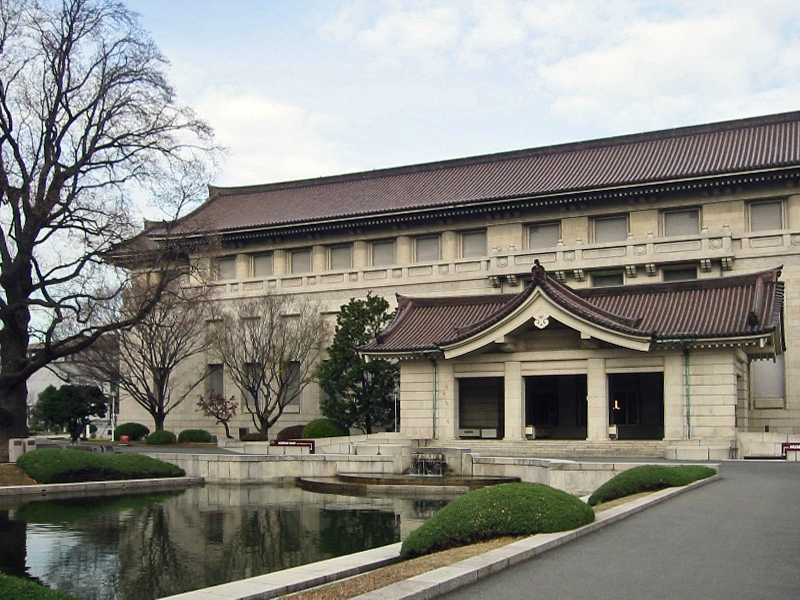
本館

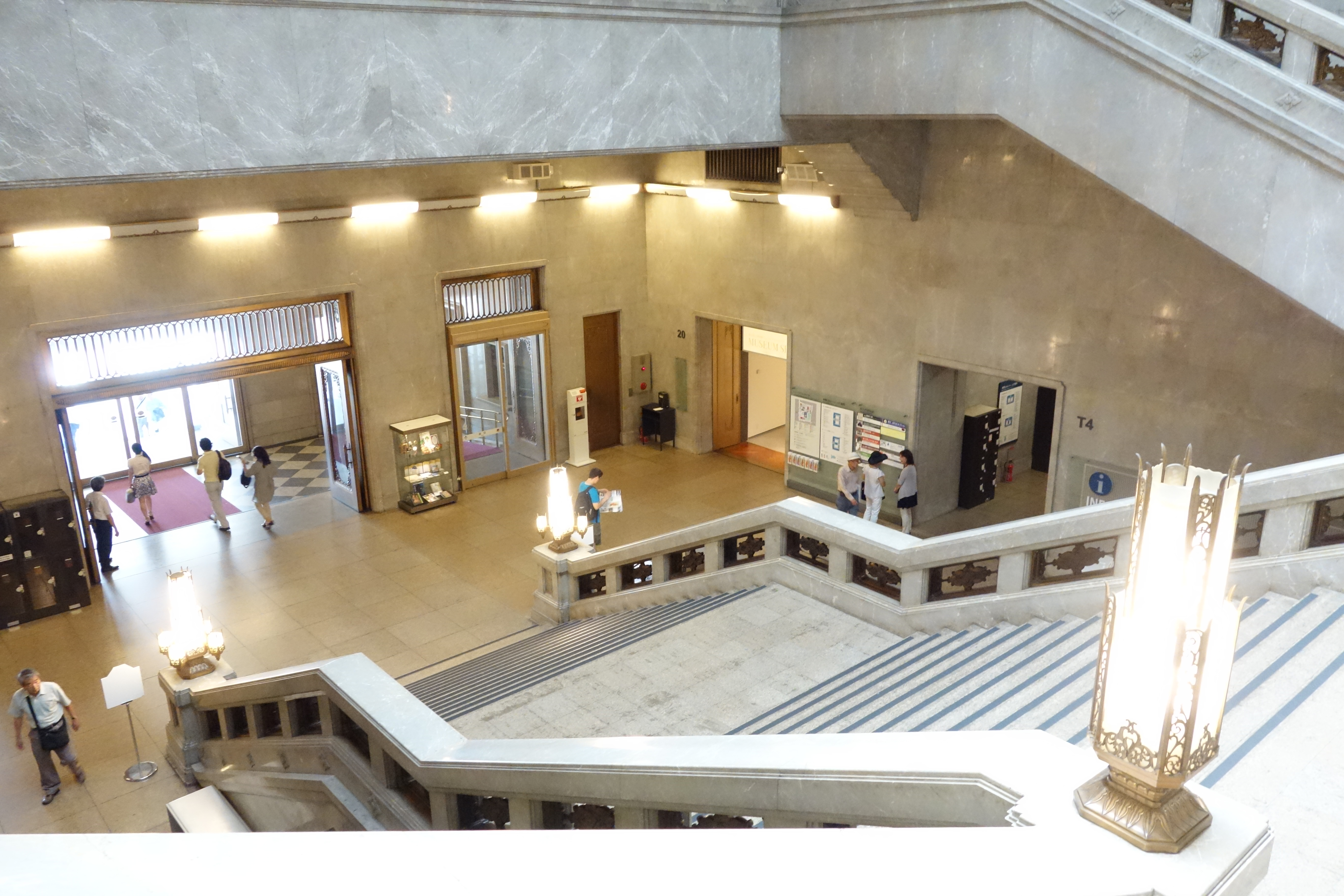
本館中央ホール

### 本館
1932年（昭和7年）着工、1937年（昭和12年）に竣工し、翌1938年開館した。設計は1931年に公募が行われ、渡辺仁の案が採用された。明治神宮宝物殿と同様に、日本伝統の木造建築を鉄筋コンクリートに置き換えた、形と技術の和洋折衷建築となっている。鉄筋コンクリート造などの不燃式建築に和風瓦葺の屋根を載せた帝冠様式の代表的建築と紹介されることがある。ただし、当建物については壁体の意匠が洋風でなく和風であるため帝冠様式に分類するのは誤りだとする研究者もいる。
2001年6月15日に「旧東京帝室博物館本館」の名称で重要文化財に指定されている。展示室は1・2階に計26室あり（普段閉鎖・転用されている室を含む）、中央の大階段を取り巻いて「ロ」の字状に展示室が配置されている。日本の絵画、彫刻、工芸、書跡が展示されている。「日本ギャラリー」の別称を付している。本館デザイン室の活動成果が評価され、平成18年度「日本デザイン学会年間作品賞」を受賞した。
2025年現在の陳列状況は以下の通りである。
- 第1室～第10室（2階） - 全体を「日本美術の流れ」と題し、「仏教の美術」「茶の美術」「武士の装い」「能と歌舞伎」などの小テーマを付した展示を行っている[36]。
  - 第1室「日本美術のあけぼのー縄文・弥生・古墳」「仏教の興隆ー飛鳥・奈良」
  - 第2室「国宝室」 - 国宝1点のみを交替で展示（絵画・書跡のみ）
  - 第3室「仏教の美術ー平安〜室町」「宮廷の美術ー平安〜室町」「禅と水墨画ー鎌倉〜室町」
  - 第4室「茶の美術」
  - 第5・6室「武士の装いー平安〜江戸」
  - 第7室「屏風と襖絵ー安土桃山〜江戸」
  - 第8室「暮らしの調度ー安土桃山・江戸」「書画の展開ー安土桃山〜江戸」
  - 第9室「能と歌舞伎」
  - 第10室「浮世絵と衣装ー江戸」
- 第11室～第19室（1階） - 1階は「ジャンル別展示」となっており、第11室～第16室には彫刻、漆工、金工、刀剣、陶磁、歴史資料、民族資料（アイヌ、琉球）が展示されている[36]。
  - 第11室 - 彫刻
  - 第12室 - 漆工
  - 第13室 - 金工、刀剣、陶磁
  - 第14室 - 特集
  - 第15室 - 歴史の記録（歴史資料）
  - 第16室 - アイヌと琉球
  - 第17室 - 保存と修理
  - 第18室 - 近代の美術
  - 第19室 - みどりのライオン（教育普及スペース）
  - 第20室 - ミュージアムショップ。東京国立博物館の出版物を含め美術、考古、歴史に関係する図書およびミュージアムグッズの販売を行う。東京国立博物館運営協力会が運営および商品開発を行っている。
- 特別1・2室（2階） - 第1室および第10室の北側にある小展示室で、「新収蔵品展」などの企画展示が行われる。
- 特別3室（1階） - 第11室の北側にある小展示室。
- 特別4室（1階） - 第20室の北側にある小展示室。
- 特別5室（1階） - 大階段裏に吹き抜けの広大な空間をもつこの展示室は数々の名品の展示場にあてられてきた。1974年（昭和49年）にはレオナルド・ダ・ヴィンチの代表作「モナ・リザ」が展示され、150万人超の入場者を記録した[39]。ほかツタンカーメン（1965年）、ドラクロワの『民衆を導く自由の女神』（1999年）、興福寺の「仏頭」（2005年）[40]、レオナルド・ダ・ヴィンチの『受胎告知』（2007年）[41]。台北の国立故宮博物院の『翠玉白菜』（2014年）などの展示会場となった[42]。
- 高円宮コレクション室（2階） - 高円宮憲仁親王と憲仁親王妃久子の根付コレクションの展示。
- 地下1階 - みどりのライオン（教育普及スペース）。

### 東洋館

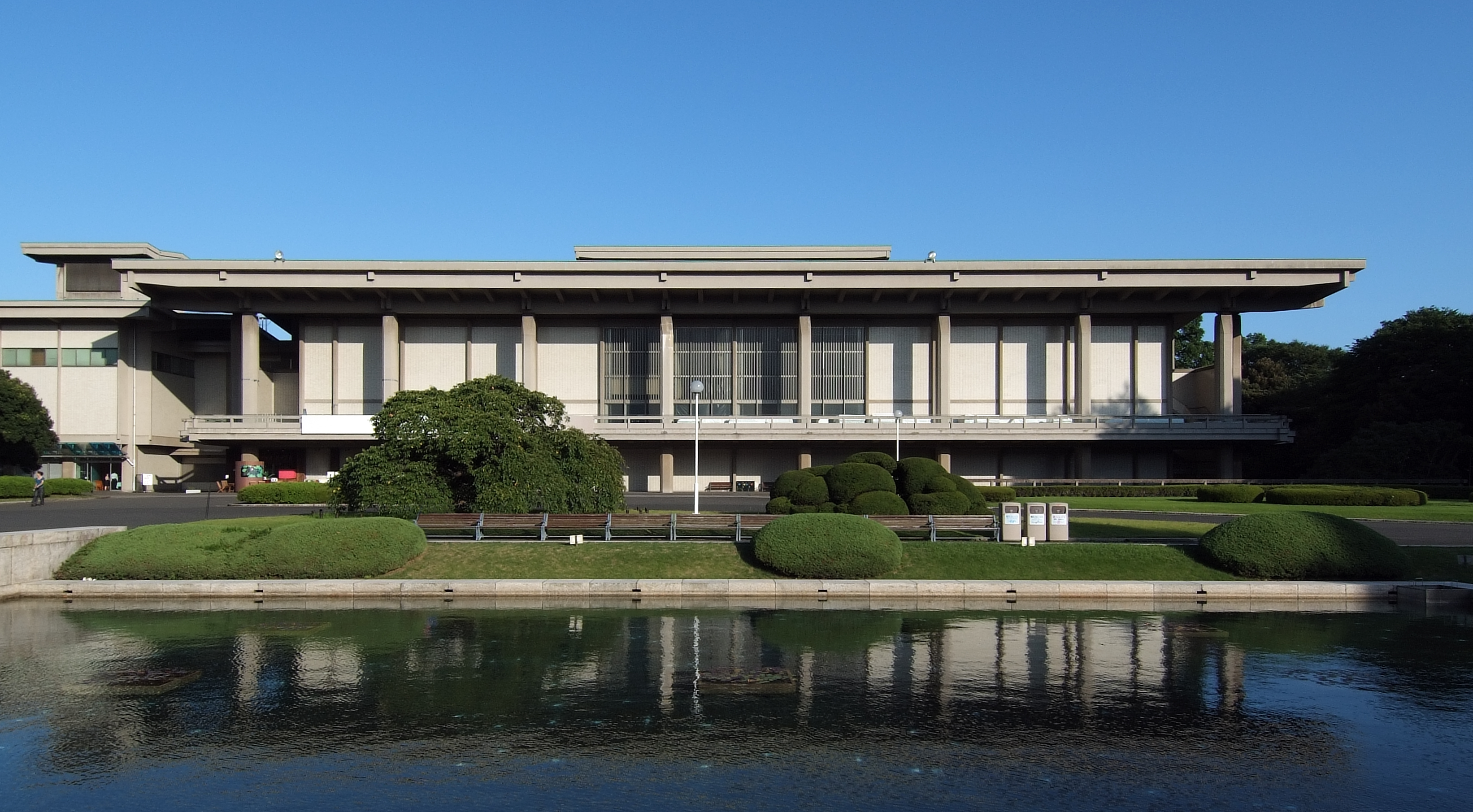
東洋館

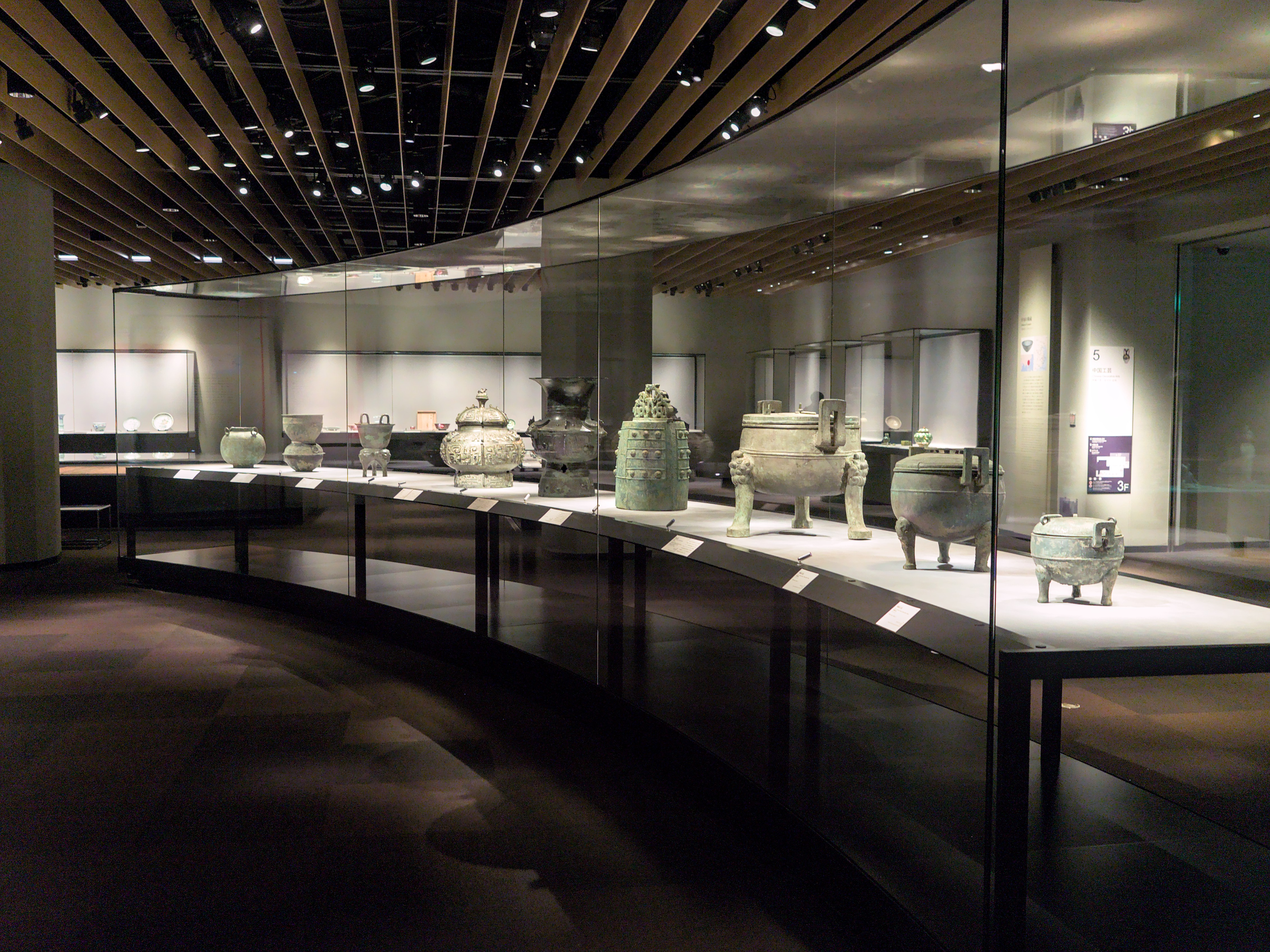
東洋館の展示（中国古代青銅器）

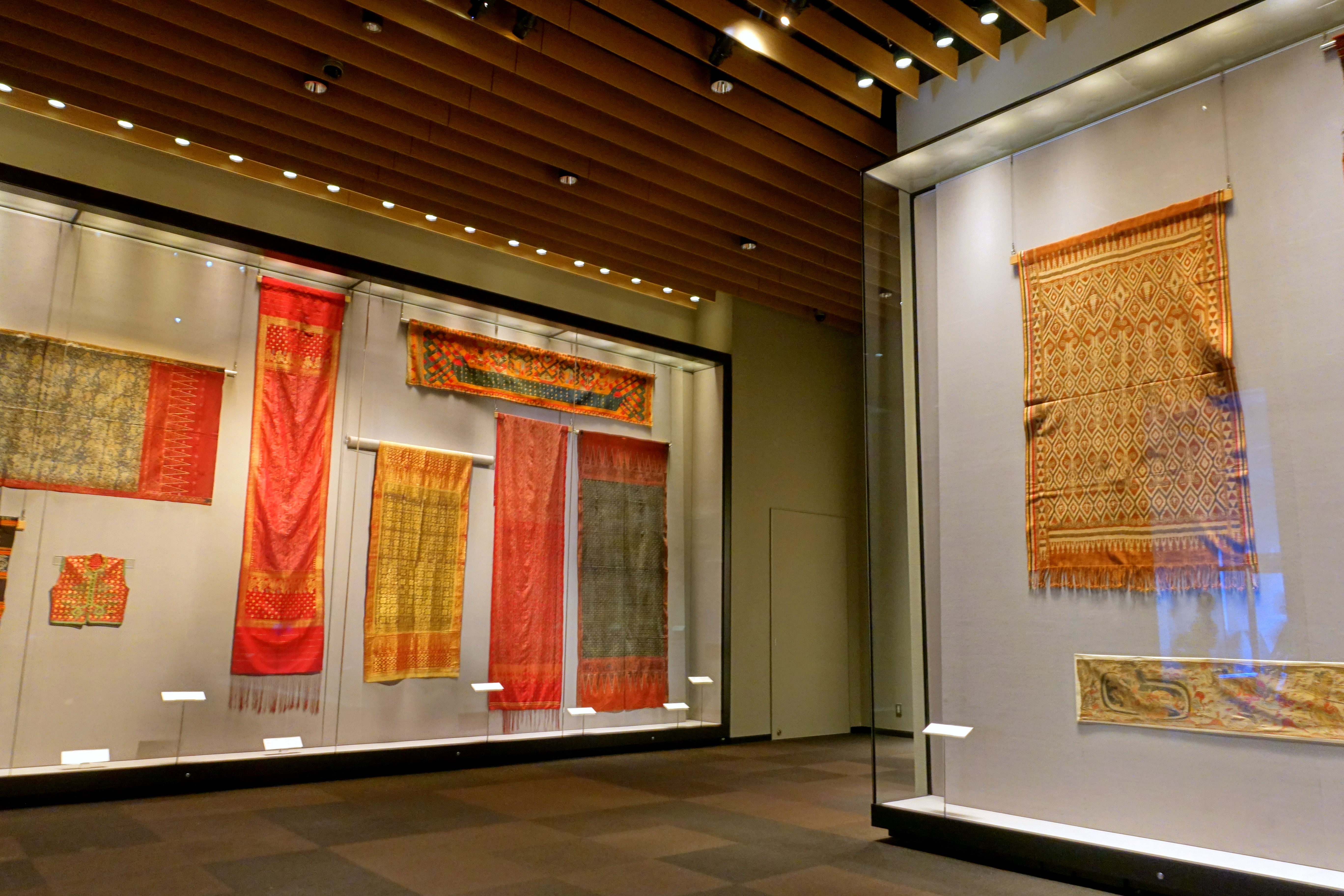
東洋館の展示（染織）

1963年（昭和38年）よりアジアの文化財を展示する施設の計画が検討され、最終的には谷口吉郎による設計で1964年（昭和39年）に工事が始まり、1968年（昭和43年）10月に開館した。中国、朝鮮半島、東南アジア、インド、エジプトなどの美術品を展示している。展示室は13室（うち2室は展示はなく教育普及スペースとなっている）。「アジアギャラリー」の別称を付している。
耐震工事と展示設備のリニューアルのため2009年6月から2012年12月まで休館し、2013年1月2日に展示を再開した。再開に伴って展示室の面積が3,409平方メートルから4,250平方メートルへ拡大されている。
2025年現在の陳列状況は以下の通りである。
- 第1室（1階） - 中国の仏像
- 第2室（2階） - 「オアシス2」（教育普及スペース）
- 第3室（2階） - インド、ガンダーラの彫刻、西域の美術、西アジア、エジプトの美術
- 第4室（3階） - 中国文明のはじまり
- 第5室（3階） - 中国の青銅器、墳墓、陶磁、染織など
- 第6室（3階） - 「オアシス6」（教育普及スペース）
- 第7室（4階） - 中国の石刻画
- 第8室（4階） - 中国の絵画・書跡、中国文人の書斎
- 第9室（5階） - 中国漆工、清の工芸
- 第10室（5階） - 朝鮮の磨製石器、金属器、陶磁、美術など
- 第11室（地階） - クメールの彫刻
- 第12室（地階） - 東南アジアの金銅像、考古、陶磁
- 第13室（地階） - アジアの染織、インドの細密画アジアの民俗文化
- ミュージアムシアター（地階） - 地下1階に凸版印刷と共同で運営するミュージアムシアターがある。文化財デジタルアーカイブスを基にCGで作成された3D文化財映像を鑑賞できる。2007年から2012年まで資料館にあったミュージアムシアターを東洋館に新設する形で[47]、2013年1月にリニューアルオープンし、2018年1月に上映設備を更新した[48]。
- ミュージアムショップ（1階）

### 表慶館

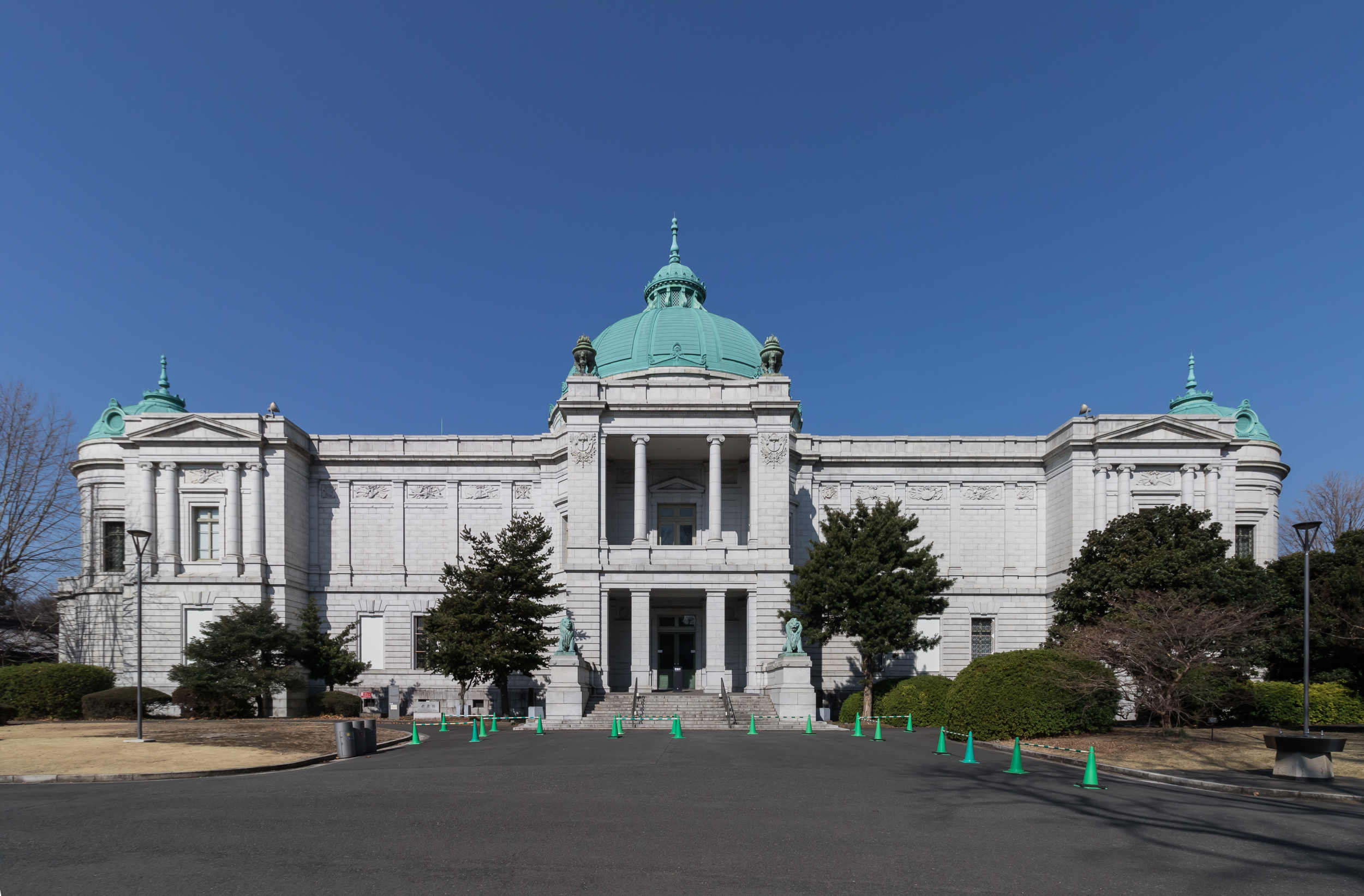
表慶館

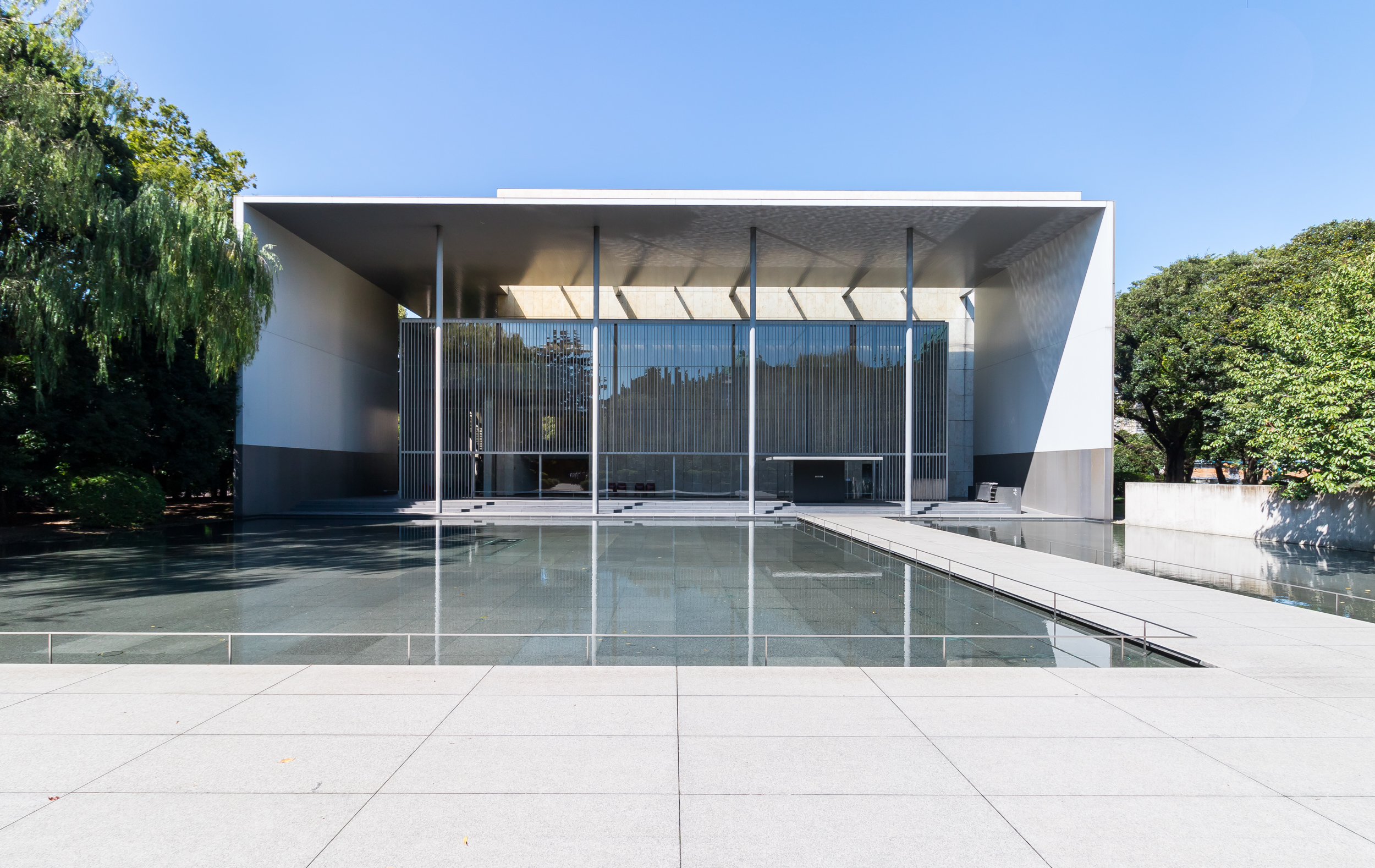
法隆寺宝物館

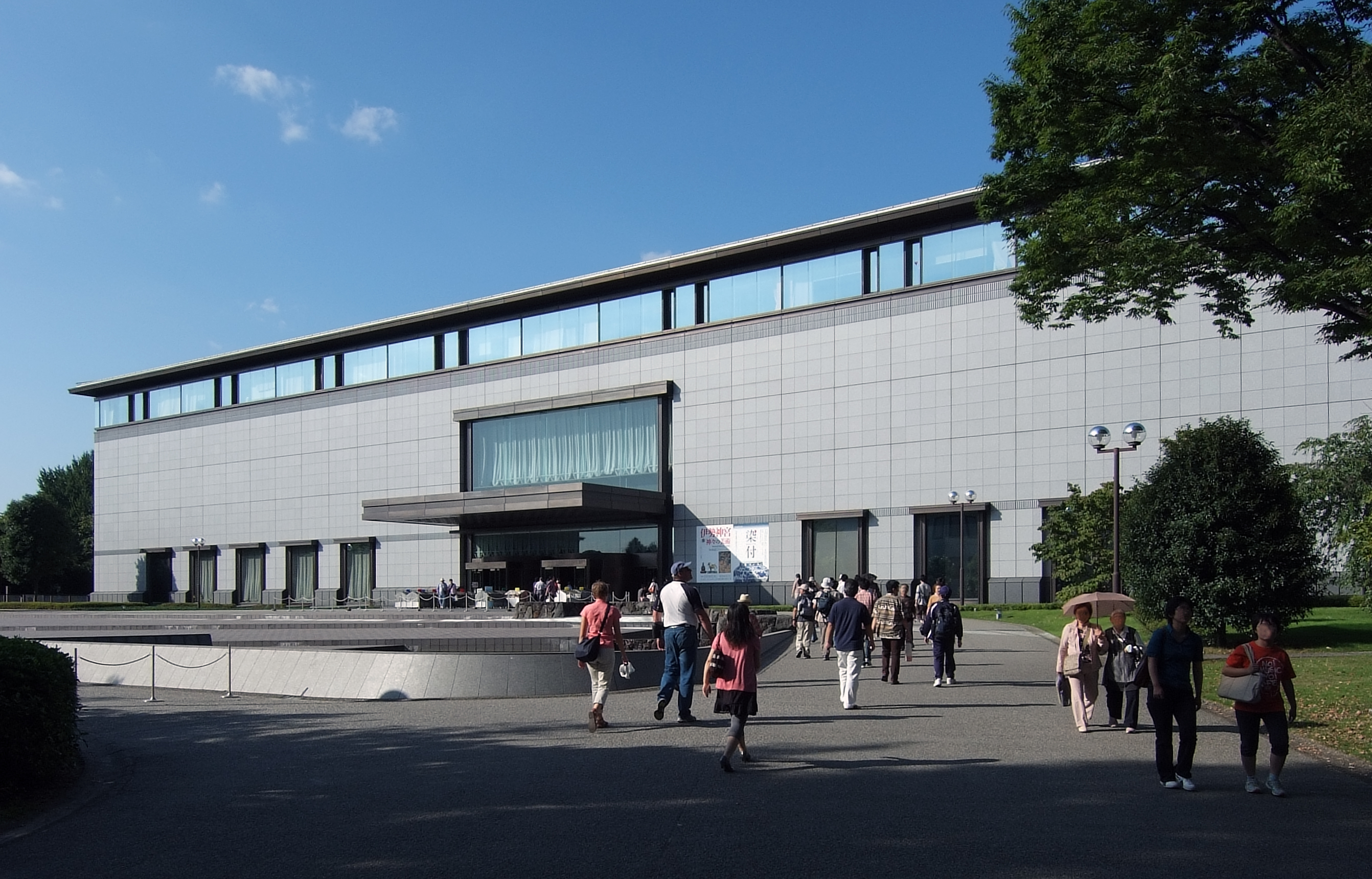
平成館

1909年（明治42年）、東宮皇太子嘉仁親王（のちの大正天皇）の成婚を祝う目的で開館した。設計は宮廷建築家の片山東熊（かたやまとうくま）。建物は重要文化財に指定されている。石造および煉瓦造2階建て、ネオ･バロック様式の建物で、中央と南北両端にドームがあり、中央のドームは吹き抜け、南北のドームの下は階段室になっている。正面入口左右のライオン像は大熊氏廣の作である。展示室は1階の左右に第1、2、7、8室、2階に第3 - 6室、1階の正面奥に第9室がある。当初は美術工芸の展示場とされ、第二次大戦後、平成館開館までは考古資料の展示に使われていた。2025年現在は特別展、イベント会場として利用されている。

### 法隆寺宝物館
1878年（明治11年）、法隆寺から皇室に献納された「法隆寺献納宝物」300件あまりを保存展示するため、1964年（昭和39年）に開館した。ただし、当初の建物は展示室と収蔵庫を兼ねていたため、開館日は毎週木曜日に限られ、木曜日が雨天の場合は公開されなかった。現在の建物は2代目で、1999年7月開館。金銅仏などの材質堅固な作品は常設展示となり、館自体の休館日以外は天候にかかわらず毎日公開されている。設計は谷口吉生（東洋館設計者・谷口吉郎の子）。
2025年現在、1階は灌頂幡、金銅仏・光背・押出仏、伎楽面、2階は木・漆工、金工、染織の展示が行われている。伎楽面の展示は作品保護のため、金曜日・土曜日のみ公開されている。

### 平成館
1980年代より第二本館構想が議論され、1993年の皇太子徳仁親王（浩宮）の成婚を記念して建設が始まり、1999年（平成11年）10月に開館した。この時の工事で別館、北倉庫、職員宿舎などが取り壊された。1階は考古資料展示室と企画展示室、大講堂などがあり、2階は4室からなり特別展会場となっている。

### 庭園

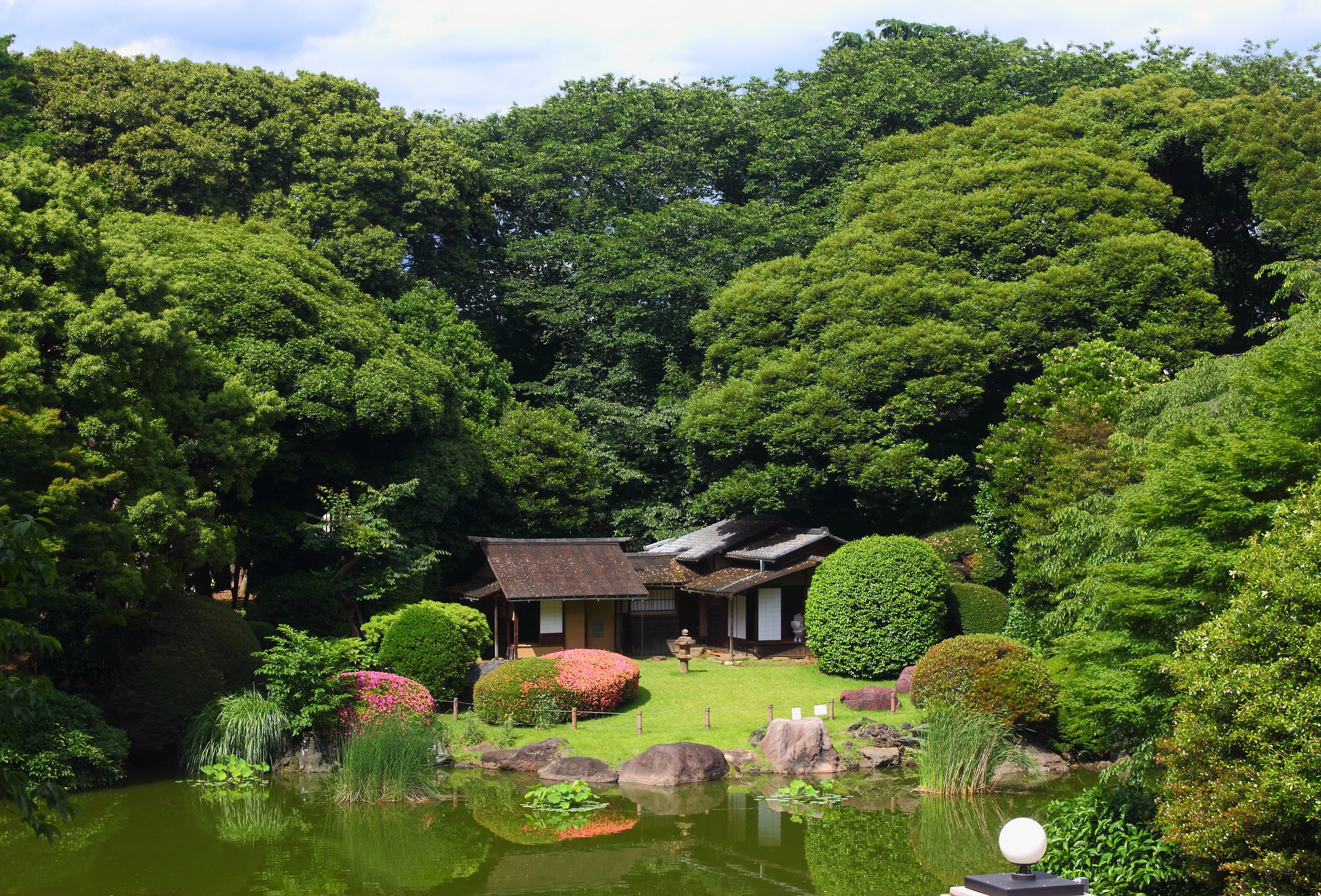
庭園（茶室は転合庵）

本館裏には池を中心とする庭園があり、旧寛永寺庭園の名残をとどめるものである。庭園は春・秋などに期日を限って公開される。庭園内には以下の建物がある。
- 応挙館 - もと愛知県明眼院の書院で、実業家・益田孝邸を経て1933年に寄贈され、1936年に移築。
- 九条館 - 東京赤坂の九条公爵邸にあったもので、1934年に寄贈され、1936年に移築。
- 六窓庵 - もと奈良・興福寺にあった江戸時代の茶室で、館の草創期の1877年に移築されたものである。
- 春草盧 - 河村瑞賢が摂津国に建てた草庵で、数度の移転を経て、1959年に現在地に移築された。
- 転合庵 - 京都・伏見にあった小堀遠州好みの茶室で、1963年に移築された。

### 旧因州池田家表門

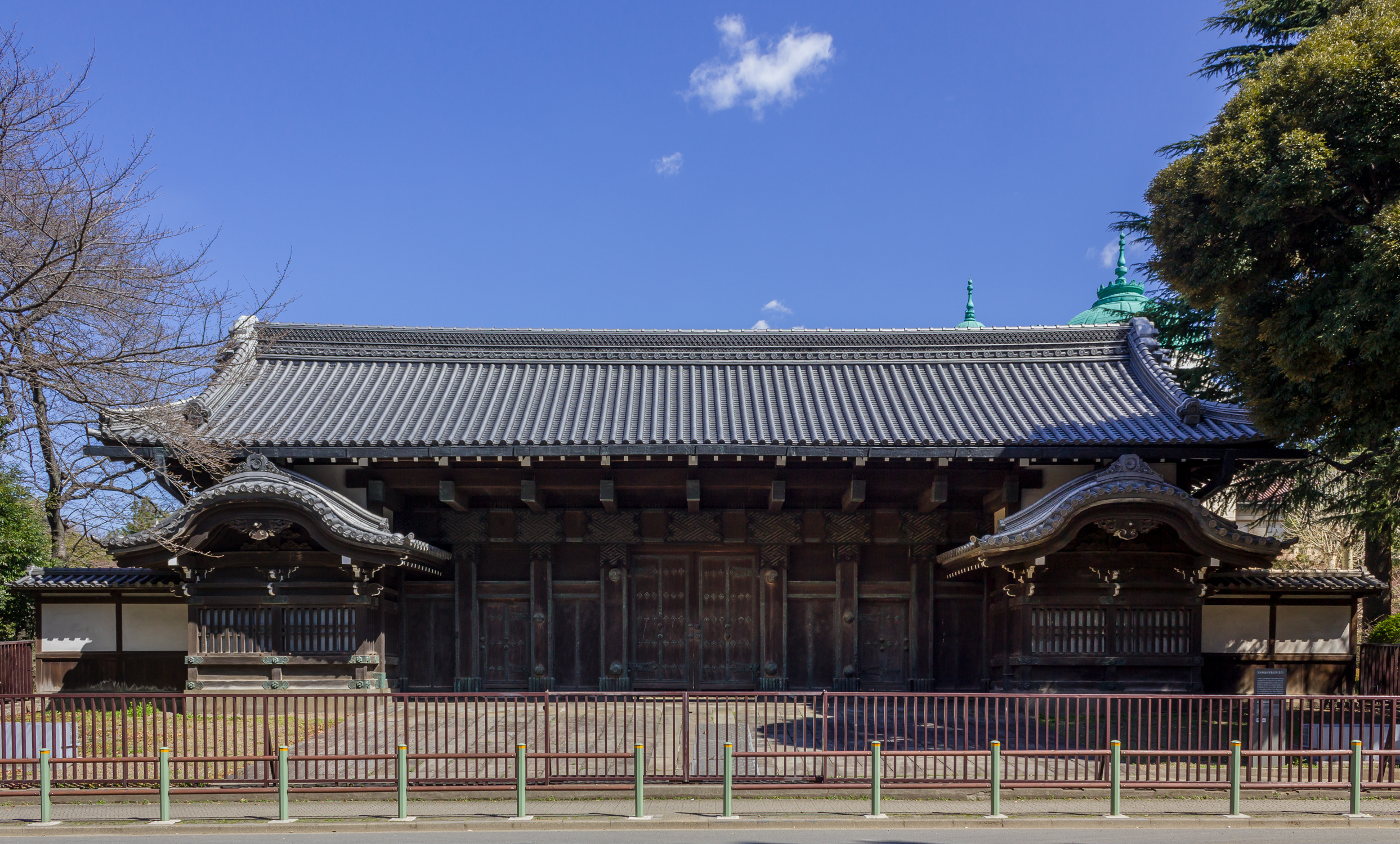
旧因州池田屋敷表門

旧因幡鳥取藩池田家の江戸屋敷の表門であり、江戸時代には大名小路（現在の丸の内3丁目）に建てられていた。それを明治25年、芝高輪台町の常宮御殿の表門として移建され、のちに当時の高輪東宮御所の正門として使用された。昭和26年、国の重要文化財に指定され、昭和29年に当博物館に移築され保管されている。入母屋造、門の左右に唐破風の番所を備えている。大名屋敷表門では東京大学の赤門と並び称されるもので、黒門とも呼ばれる。

### その他
構内には他に、資料館（図書、写真等の資料を収蔵）、旧十輪院宝蔵（重文）、筑前福岡藩黒田家の江戸上屋敷の雲紋鬼瓦、ジェンナー銅像などがある。レストランは東洋館附属棟と法隆寺宝物館にある。また、館内には社団法人日本工芸会の本部がある。

### 構外施設

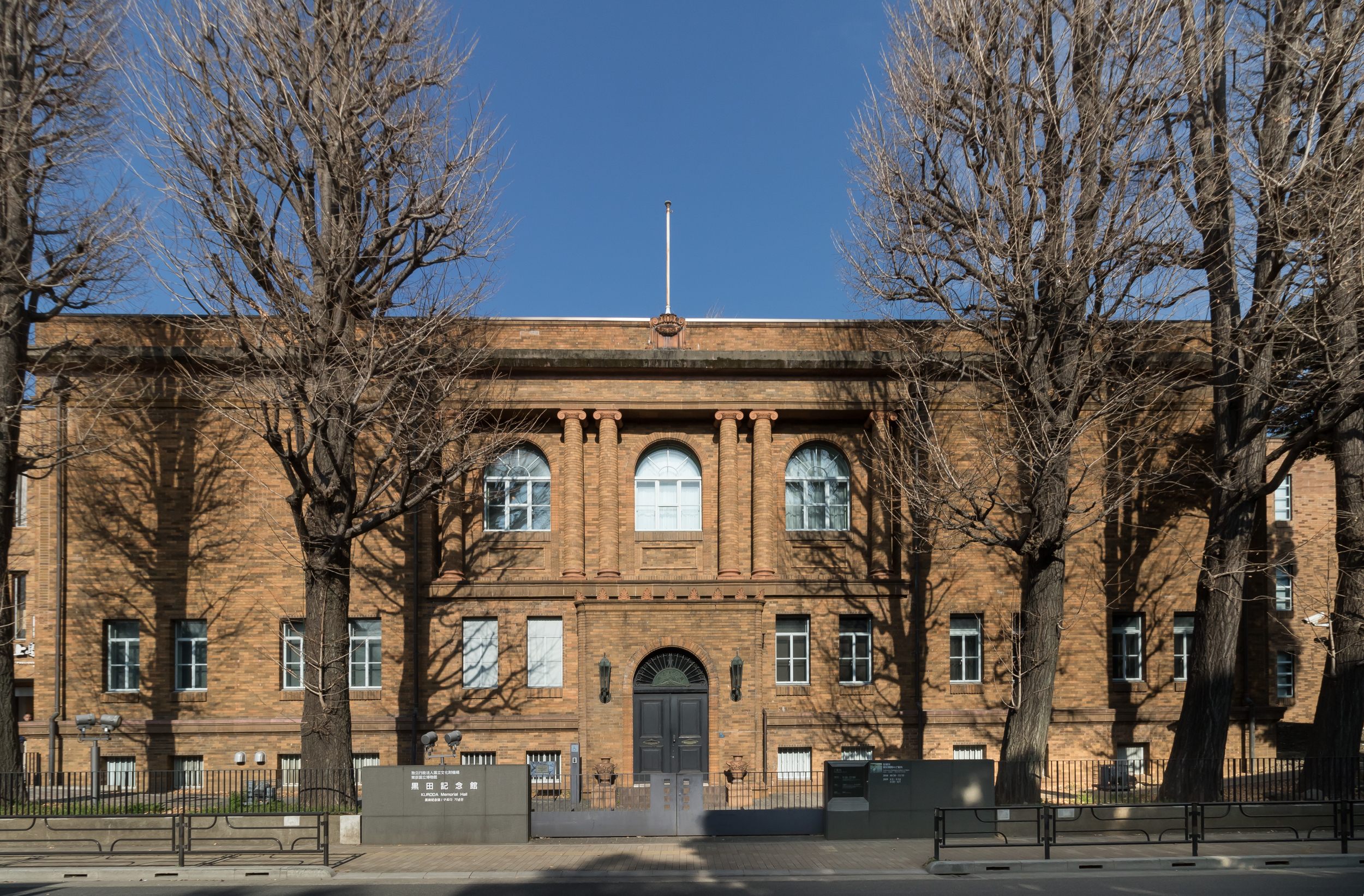
黒田記念館
博物館敷地から道路を隔てた西側にある。洋画家黒田清輝（1866 - 1924）の遺言により、黒田の遺産を活用して1928年（昭和3年）に建てられたもので、設計は岡田信一郎である。黒田記念室と特別室があり、『湖畔』『智・感・情』をはじめとする黒田の作品が収蔵展示されている。記念館は長らく東京国立文化財研究所（のち東京文化財研究所）の所管であったが、2007年に「国立博物館」と「文化財研究所」の2つの独立行政法人が統合して独立行政法人国立文化財機構が発足したことに伴い、記念館は東京国立博物館の所管となった。耐震工事を経て2015年1月2日にリニューアルオープンした。特別室の公開は年3回、各2週間のみ。
柳瀬荘
埼玉県所沢市坂の下にあり、もとは実業家で茶人の松永安左エ門の別荘であった。構内に建つ「黄林閣」は、もと東京府北多摩郡柳窪村（現・東久留米市柳窪）にあった村野家住宅を松永が1930年（昭和5年）に譲り受け、現在地に移築したもので、江戸時代の名主の住宅として国の重要文化財に指定されている。黄林閣を含む柳瀬荘は、1948年（昭和23年）に松永から東京国立博物館へ寄贈された。毎週木曜日に公開されている。
- 表慶館中央ドーム見上げ
- 表慶館階段手摺
- 茶室「六窓庵」
- 茶室「春草廬」
- 旧十輪院宝蔵（重要文化財）
- 応挙館（旧明眼院書院）
- 銅製五重塔（裏庭所在）
- ジェンナー銅像（米原雲海作）

## 組織と事業内容

### 目的
独立行政法人国立文化財機構法第3条は同法人の目的を「博物館を設置して、有形文化財（中略）を収集し、保管して公衆の観覧に供するとともに、文化財（中略）に関する調査及び研究等を行うことにより、貴重な国民的財産である文化財の保存及び活用を図ること」であるとしている。文化財の収集・展示とともに、調査研究活動が国立博物館の主要な活動であることがここに明示されている。
東京国立博物館には、館長、副館長のもとに営業開発部（渉外、経理など）、事業部（情報管理、教育普及事業、出版事業、特別展の企画など）、文化財部（展示、文化財の修復保存など）の3部が置かれている。

### 館長
- 銭谷真美

### 特別展
平成館開館以前は年2回程度、以後は5,6回開催。特別展には館が独自に企画・主催するものと、新聞社・テレビ局などと共催のものとがある。後者には「ベルリンの至宝展」（2005年）のように海外の美術館の所蔵品を紹介するもの、「国宝 興福寺展」（2009年）のように、社寺の宝物を一堂に公開するものなどがある。博物館では館内における特別展のほか、館の所蔵品を広く紹介するための巡回展を、日本国内・国外の美術館で開催している。また、特別展より小規模なものとして「特別企画」が随時行われている。

### 教育普及事業

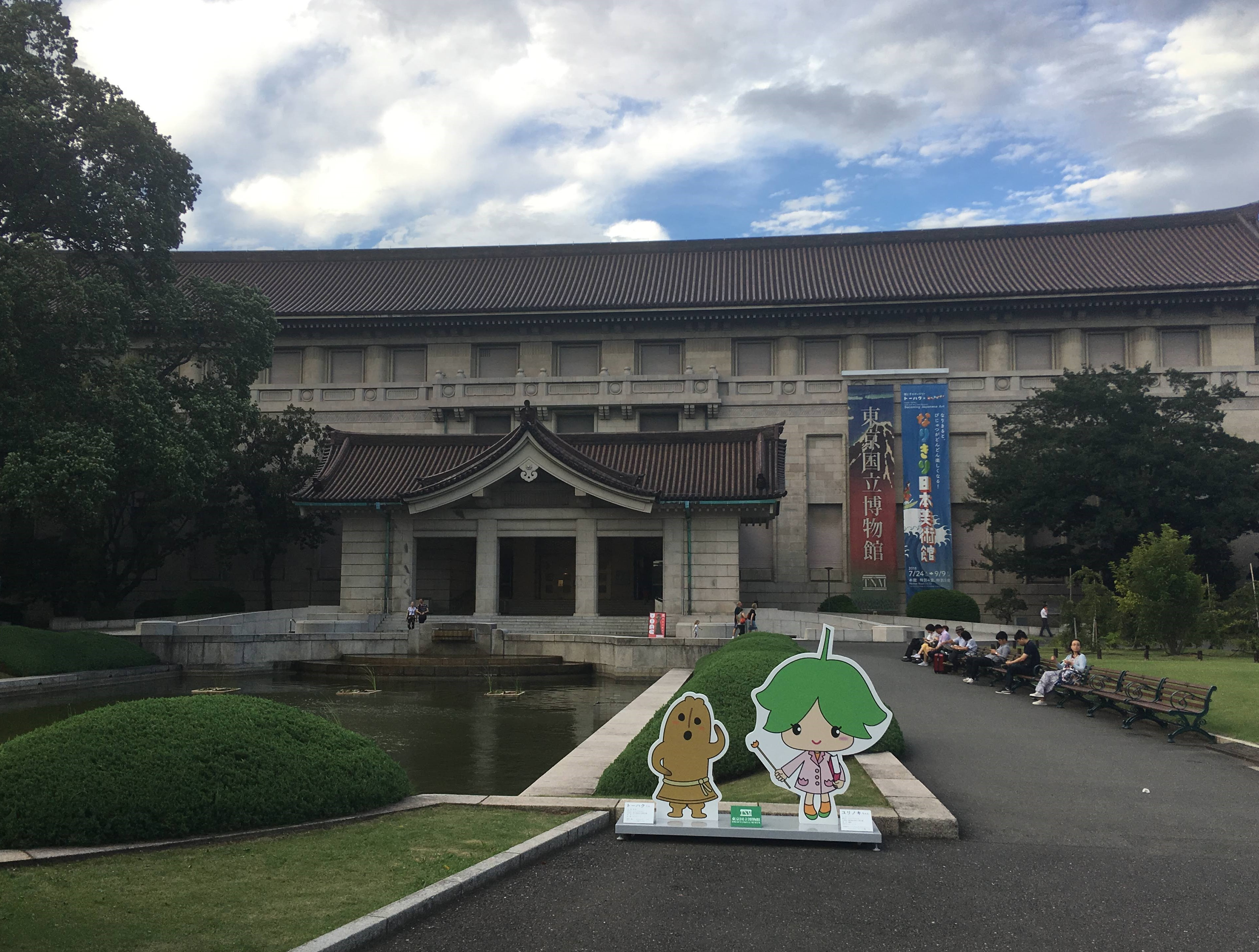
「トーハクくん」（中央左）と「ユリノキちゃん」（同右）

平成館内の大講堂では月例講演会のほか、特別展開催時などに記念講演会が実施されている。「ギャラリートーク」は展示室において、実際の展示を見ながら専門家の解説を聞くもので、月2回程度開催されている。このほか「スクールプログラム」「一般向けプログラム」「ファミリー・子供向けプログラム」などとして、ボランティアによるガイドツアー、ワークショップなどが随時開催されている。博物館学芸員を目指す学生向けには「インターンシップ」、大学の教員・学生向けに「キャンパスメンバーズ」制度が設けられている。また、コンサート、落語、茶会などの催し物、台東区の他の社会教育施設などとの連携事業が随時開催されている。2007年（平成19年）4月には教育普及スペース「みどりのライオン」がオープンし、現在は本館1階の第20室を中心に教育普及活動を広げている。
2012年（平成24年）には開館140周年を記念して、「トーハクくん」と「ユリノキちゃん」を公式キャラクターとして策定し、広報大使として活用している。トーハクくんは館所蔵の埴輪 踊る人々を、ユリノキちゃんは1881年（明治14年）から本館前に存在するユリノキの樹木をそれぞれモチーフしたものである。

### 出版事業
機関紙「東京国立博物館ニュース」（旧「国立博物館ニュース」）は1947年にタブロイド紙として創刊されたもので、現在は隔月発行となり、展示と催し物案内を主としている。
研究誌「MUSEUM」は、1951年に創刊された月刊誌で、館内外の研究者による論文を毎号3～4本ほど掲載している。
『東京国立博物館図版目録』博物館の膨大な所蔵品のジャンル別写真入り目録で、1960年に「浮世絵版画編 上」が刊行されて以来、刊行が継続されている。
上記のほか、名品図録、紀要、所蔵品の調査研究報告書などが刊行されている。

### ミュージアムグッズ
ミュージアムグッズは、日本を含む東洋の諸地域にわたる古美術および考古遺物などの文化財をもとにデザインされた布製品、文具・絵葉書等で、博物館内のミュージアムショップにて販売されている。また、日本各地の美術館や博物館で販売されているオリジナルグッズの先駆け的存在とも言われている。
- 展示会図録・図書など
- 文具・絵はがき
- バラエティーグッズ
- 布製品
- キッズコレクション
- アクセサリー
  - 天馬ネクタイ - 東京国立博物館に所蔵されている竜首水瓶に描かれている天馬を用いて作成されたネクタイ

## コレクション

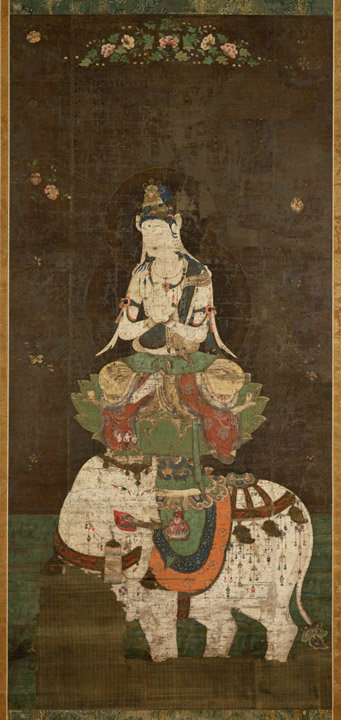
普賢菩薩像 平安時代（国宝）

伝・周文筆 竹斎読書図（国宝）

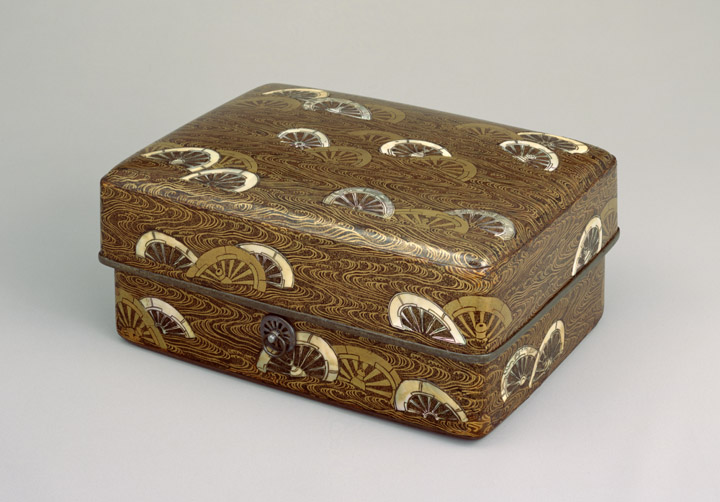
片輪車蒔絵螺鈿手箱（国宝）

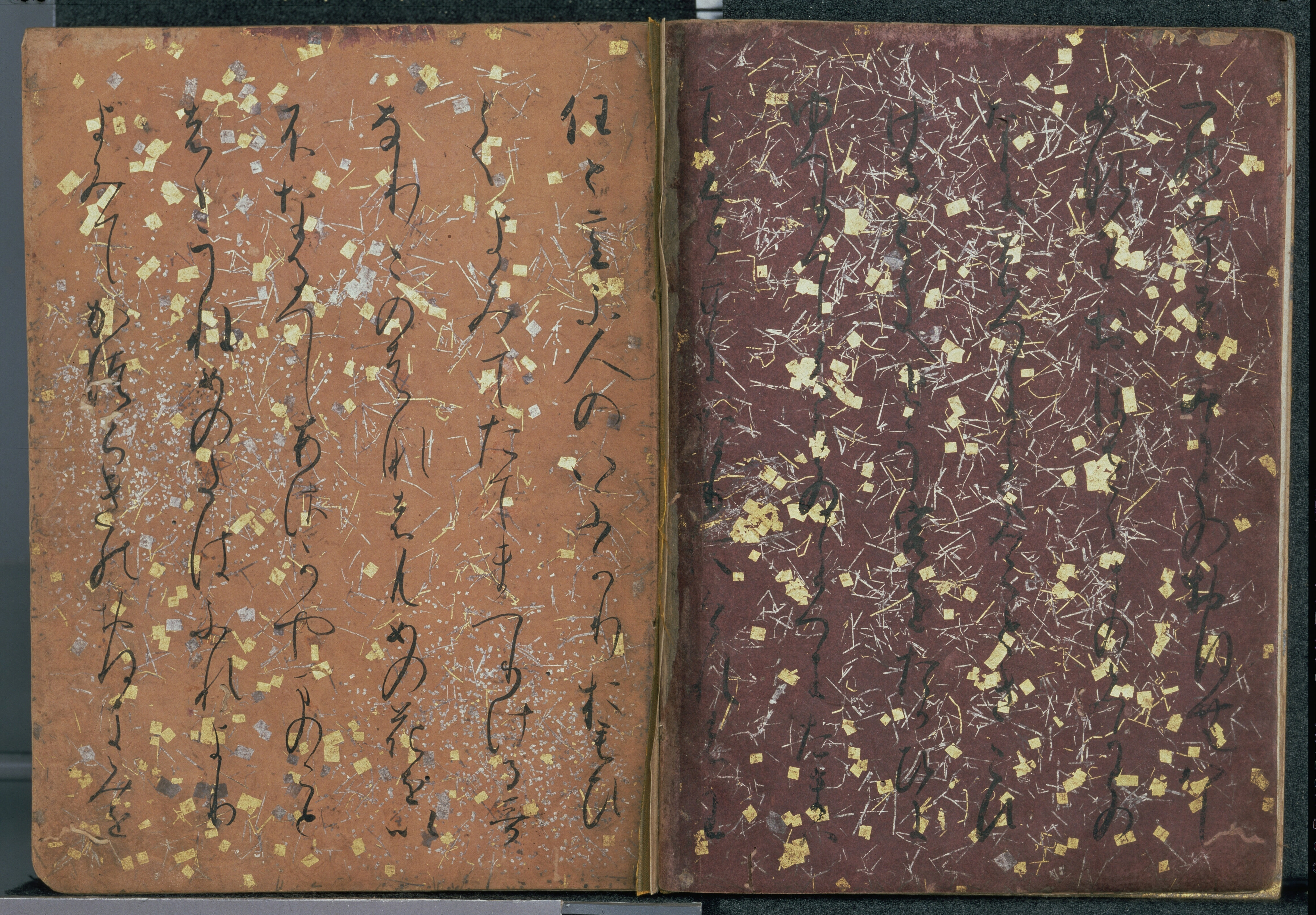
元永本古今和歌集 平安時代（国宝）

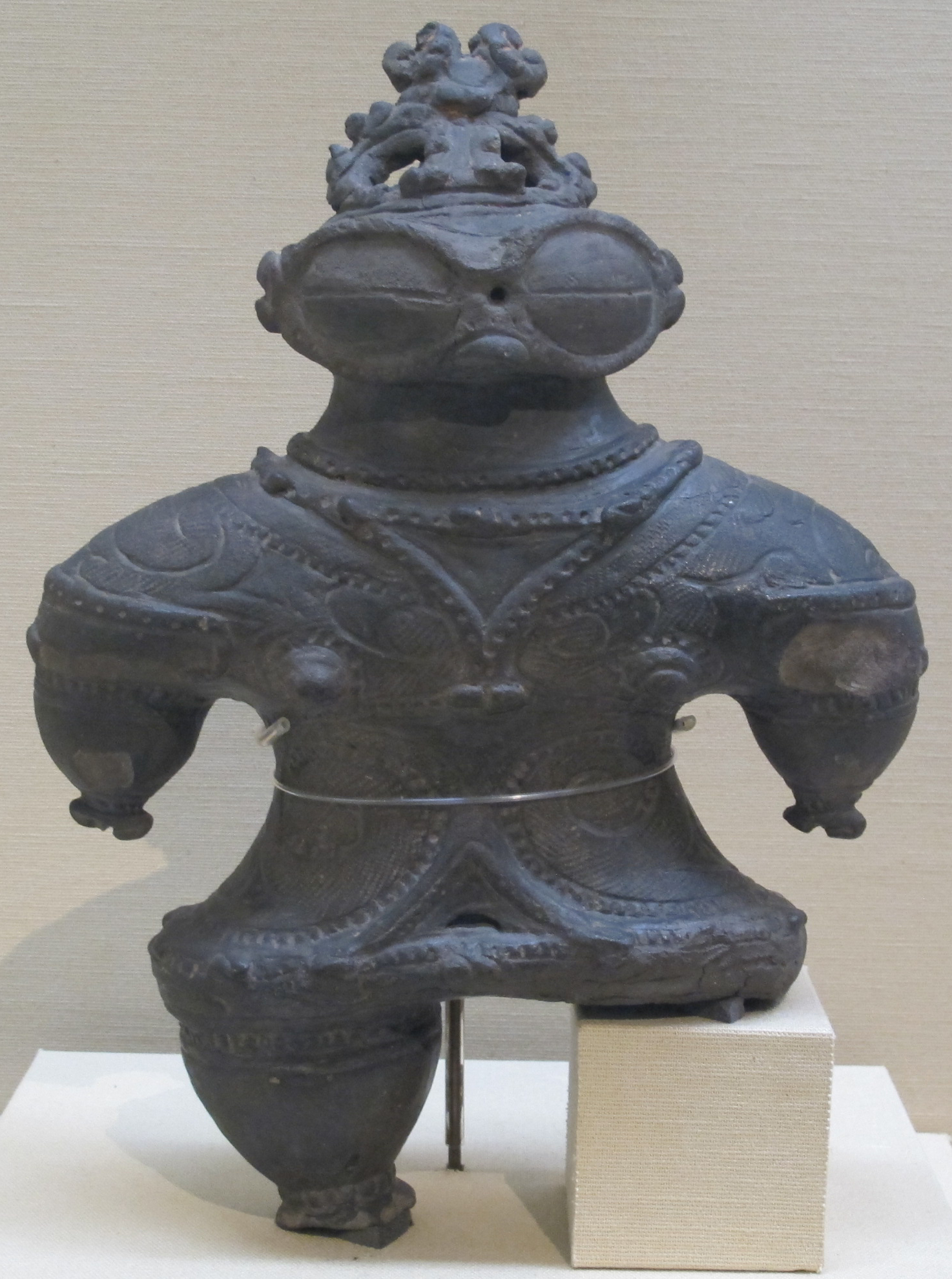
遮光器型土偶 青森県亀ヶ岡遺跡出土（重文）

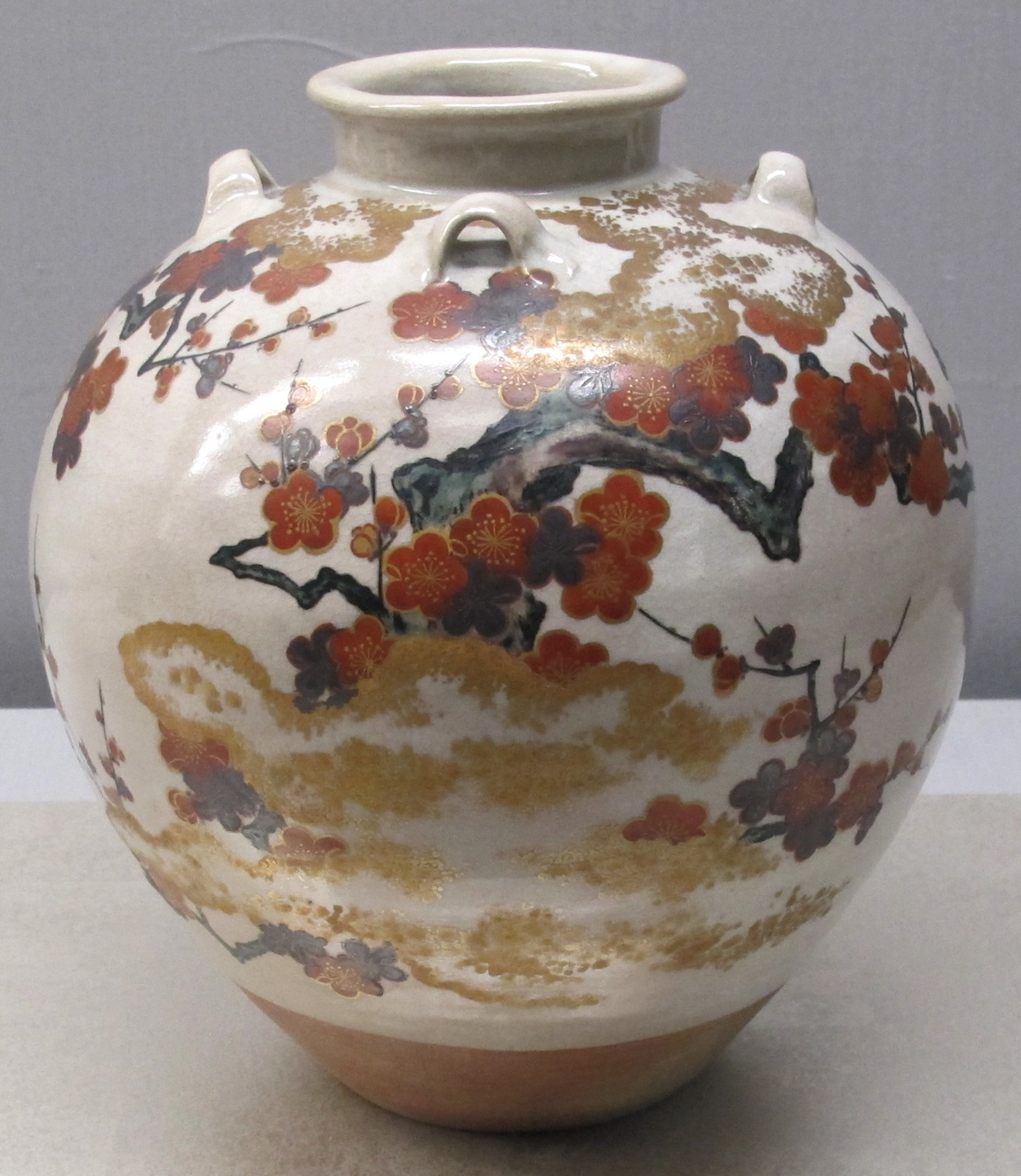
色絵月梅図茶壺 野々村仁清作 江戸時代（重文）

東京国立博物館の収蔵品（館の用語では「列品」という）の件数は約12万件である。ただし、考古資料などには1つの遺跡の出土品数百点が一括で「1件」と数えられている場合もあるため、収蔵品の点数はさらに膨大なものとなる。館の収蔵品のほかに社寺、個人所蔵家などからの寄託品も2,500件程度ある。収蔵品の入手経緯は、（1）明治初期以来、博物館の予算で購入してきたもの、（2）個人や団体からの寄贈品、（3）第二次世界大戦後に文化財保護委員会（のち文化庁）から管理換えされたものなどに分けられる。なお、いわゆる法隆寺献納宝物は1878年（明治11年）、法隆寺から当時の皇室に献納され、宮内省が管轄していたが、1947年（昭和22年）に国立博物館に移管されたものである。これらのうち平常展で展示されているのは約3,000件で、展示替えも含めた年間総展示件数は約9,000件。
収蔵品は、地域的には日本およびアジア諸国、時代的には先史時代からおおむね第二次世界大戦終戦頃までのものを収集・展示の対象としている。なお、日本の地域で制作されたもののうち、アイヌの人々の美術と琉球美術については独立した展示室があてられている。東洋美術は、日本と地理的に近く、文化的にも影響の大きい中国および朝鮮半島の美術に力点が置かれているが、他にエジプト、インド、東南アジア（ベトナム、タイ、クメールなど）、中近東（メソポタミアなど）、中央アジアなどの美術品が見られる。このほか、南太平洋諸島の民族美術、西洋近代の陶磁器やガラス製品なども収蔵されているが、通常は展示されていない。
いわゆる美術品の範疇に属するもの以外に、歴史資料、図書、写真資料も多く収蔵されている。収蔵する歴史資料の代表的なものとしては長崎奉行所キリシタン関係資料、江戸幕府が作成した絵地図（道中図）である「五海道其外分間延絵図並見取絵図」（ごかいどうそのほかぶんけんのべえず ならびに みとりえず）全80巻、伊能忠敬の測量図、日本初の文化財調査である壬申検査の関係資料、旧江戸城写真帖などがある。博物館構内西側に位置する資料館には、図書資料、江戸時代のものを中心とする古文献資料、拓本、絵図、地図などの歴史資料、写真やマイクロフィルムなどが収蔵され、研究者には閲覧の便が図られている。このほか、通常は陳列されていないが、帝室博物館時代に収集された世界の郵便切手も日本有数のコレクションである。
博物館の予算による列品の購入は、明治時代の博物館創設期から開始されている。考古部門の代表的収蔵品の1つである、熊本県江田船山古墳出土品一括（国宝）は、館創設の翌年である1873年（明治6年）に当時の白川県（現・熊本県）から購入したものである。また、平安絵画の名品とされる普賢菩薩像（国宝）、尾形光琳作の八橋蒔絵手箱（国宝）、本阿弥光悦作の舟橋蒔絵硯箱（国宝）は、博物館が現在地の上野公園に移る以前の1878～79年（明治11～12年）に購入されたものである。
館蔵品の充実には個人所蔵家の寄贈も大きく寄与しており、例として中国書画の高島コレクション（1965年、高嶋菊次郎寄贈）、中国陶磁の横河コレクション（1932年、横河民輔寄贈）、中国陶磁と茶道具が中心の広田松繁コレクション（1947年、1967年、1972年の3回にわたり、広田松繁寄贈）、朝鮮美術の小倉コレクション（小倉武之助収集、1981年小倉コレクション保存会寄贈）がある。寄贈品ではないが、西洋美術のコレクターとして知られる松方幸次郎の浮世絵コレクション約8,000点は一括して東京国立博物館に入っている。
東京国立博物館に対し大きなコレクションの寄贈をしたり、没後に関係者からコレクションが寄贈された人物を列記すると以下のとおりである（五十音順）。
- 小倉武之助（1870-1964） 朝鮮半島で活躍した実業家。大邱（テグ）電気（後の南鮮合同電気）創立者で朝鮮電力の社長や大邱商工銀行の頭取なども務めた。小倉の収集した朝鮮半島の文化財は1981年、財団法人小倉コレクション保存会から寄贈された。
- 高嶋菊次郎（1875-1969） 日本の製紙業に貢献した実業家。1965年、自身の満90歳を記念して中国書画コレクションを一括寄贈。没後にも遺族からの寄贈があった。
- 團伊能（1892-1973） 團琢磨の長男。東京帝国大学助教授。1944年に池大雅筆『楼閣山水図』（現国宝）などを寄贈[66]。
- 広田松繁（1897-1973） - 古美術商。生前、自ら蒐集した所蔵品のほぼすべて、計496点を寄贈[62]。
- 松平直亮（1864-1940） 伯爵、貴族院議員、旧松江藩主家当主。1938年、『平治物語絵巻』や禅僧墨蹟などを寄贈[67]。
- 松永安左エ門（1875-1971） 「電力の鬼」の異名をもつ実業家、茶人。1949年、茶道具などを寄贈。
- 三井高大（1908-1969） - 三井財閥11家のうち「室町家」の当主。本人の遺志により、1970年、国宝の元永本古今和歌集などが遺贈された[68]。
- 横河民輔（1864-1945） - 建築家、実業家、横河電機・横河橋梁創立者。1932年以降数回に分けて中国のものを中心とする陶磁器コレクションを寄贈[61]。

## 国宝の一覧
- 以下は、独立行政法人国立文化財機構所有、東京国立博物館保管の国宝の一覧である（2020年現在89件）。
- 国宝・重要文化財全件の一覧は別項「東京国立博物館所蔵文化財一覧」を参照。

### 絵画
仏画
- 普賢菩薩像 1幅 絹本著色 平安時代
- 虚空蔵菩薩像 1幅 絹本著色 平安時代
- 千手観音像 1幅 絹本著色  平安時代
- 孔雀明王像 1幅 絹本著色  平安時代
- 十六羅漢像 16幅 絹本著色 平安時代

大和絵・絵巻
- 地獄草紙 1巻 紙本著色 平安時代
- 餓鬼草紙 1巻 紙本著色  平安時代
- 平治物語絵詞 1巻 紙本著色 鎌倉時代
- 扇面法華経冊子 1帖 紙本著色 平安時代
- 一遍上人絵伝（巻第七）法眼円伊筆 1巻 絹本著色 鎌倉時代

室町水墨画
- 竹斎読書図 伝・周文筆 紙本墨画淡彩  1幅 室町時代
- 秋冬山水図 雪舟筆 2幅 紙本墨画 室町時代
- 山水図（破墨山水図）雪舟筆 紙本墨画 1幅  室町時代（1495年）

近世諸派
- 観楓図 狩野秀頼筆 紙本著色 六曲一隻 桃山時代
- 花下遊楽図 狩野長信筆 紙本著色 六曲一双（右隻の2扇を欠く） 桃山時代
- 松林図 長谷川等伯筆 紙本墨画 六曲一双  桃山時代
- 洛中洛外図 岩佐勝以筆 紙本金地著色 六曲一双  江戸時代
- 楼閣山水図 池大雅筆 紙本金地著色 六曲一双  江戸時代
- 檜図 伝狩野永徳筆 紙本金地著色 四曲一双  桃山時代
- 鷹見泉石像 渡辺崋山筆 絹本淡彩 1幅  江戸時代（1837年）
- 納涼図 久隅守景筆 紙本淡彩 二曲一隻  江戸時代

渡来画
- 出山釈迦図・雪景山水図・雪景山水図 梁楷筆 3幅 絹本墨画淡彩 南宋時代
- 紅白芙蓉図  李迪筆 2幅  絹本著色  南宋時代（1197年）
- 瀟湘臥遊図  1巻 紙本墨画  南宋時代
- 禅機図断簡（寒山拾得図） 因陀羅筆 1幅 紙本墨画  元時代

### 書跡
| 仏典 - 法華経方便品（竹生島経）1巻 平安時代 - 賢愚経残巻 1巻 奈良時代 古筆 - 秋萩帖・淮南鴻烈兵略間詁（紙背）（えなんこうれつ へいりゃくかんこ）1巻 平安時代（表）・唐時代（紙背） - 白氏詩巻 藤原行成筆 1巻 平安時代（1018年） 古文書 - 円珍関係文書典籍 8巻 平安時代 - 円珍贈法印大和尚位並智証大師諡号勅書（えんちん ぞうほういんだいかしょうい ならびに ちしょうだいししごうちょくしょ） 小野道風筆 1巻 平安時代（927年） 典籍 - 延喜式（九条家本）27巻 平安時代 - 元暦校本万葉集 20冊 平安時代 - 古今和歌集（元永本）2帖 平安時代 - 寛平御時后宮歌合（かんぴょうのおおんとき きさいのみやうたあわせ） 1巻 平安時代 - 三宝絵詞 3冊 鎌倉時代（1273年） - 医心方（半井家本）30巻1冊 平安時代 - 和歌躰十種 1巻・1幅 平安時代 | 漢籍 - 碣石調幽蘭（けっせきちょう ゆうらん） 1巻 唐時代 - 王勃集 巻第二十九、三十 1巻 唐時代 - 群書治要 13巻 平安時代 - 世説新書 1巻 唐時代 - 古文尚書 1巻 唐時代 墨蹟 - 圜悟克勤墨蹟（えんごこくごんぼくせき） 1幅 北宋時代（1124年） - 虚堂智愚墨蹟（きどうちぐぼくせき） 1幅 南宋時代 - 大慧宗杲墨蹟（だいえそうこうぼくせき） 1幅 南宋時代 - 馮子振墨蹟（ふうししんぼくせき） 1幅 元時代 - 無準師範墨蹟 1幅 南宋時代（1242年） - 了庵清欲墨蹟 1幅 元時代（1341年） |

### 工芸品
| 刀剣以外 - 片輪車螺鈿蒔絵手箱 1合 平安時代 - 片輪車蒔絵螺鈿手箱 1合 鎌倉時代 - 舟橋蒔絵硯箱 本阿弥光悦作 1合 江戸時代 - 八橋蒔絵螺鈿硯箱 尾形光琳作 1合 江戸時代 刀剣 - 山城国 - 太刀 銘三条（名物三日月宗近） 平安時代 - 太刀 銘定利 鎌倉時代 - 太刀 銘来国光 嘉暦二年二月日 鎌倉時代（1327年） - 短刀 銘吉光（名物厚藤四郎）鎌倉時代 - 相模国 - 短刀 銘行光 鎌倉時代 - 刀 無銘正宗（名物観世正宗）鎌倉時代 - 刀 金象嵌銘 城和泉守所持 正宗磨上本阿（花押）鎌倉時代 - 刀 無銘貞宗（亀甲貞宗）鎌倉時代 | - 備前国 - 太刀 銘備前国友成作 平安時代 - 太刀 銘長光（大般若長光）鎌倉時代 - 太刀 銘長光 鎌倉時代 - 太刀 銘備前国長船住景光 元亨二年五月日（小竜景光）鎌倉時代（1322年） - 太刀 銘助真 鎌倉時代 - 太刀 銘吉房 鎌倉時代（1955年国宝指定） - 太刀 銘吉房 鎌倉時代（1957年国宝指定） - 太刀 銘備前国包平作（名物大包平） 平安時代 - 伯耆国 - 太刀 銘安綱（名物童子切安綱） 平安時代 - 刀装 - 群鳥文兵庫鎖太刀 鎌倉時代 - 梨地螺鈿金装餝劔（なしじらでんきんそう かざりたち） 平安時代 |

### 考古資料
- 袈裟襷文銅鐸（けさだすきもん どうたく） 伝香川県出土 1箇 弥生時代
- 奈良県東大寺山古墳出土品 一括 古墳時代 - 2017年度国宝指定[69][70]
- 江田船山古墳（えたふなやまこふん）出土品 熊本県出土 一括 古墳時代
- 埴輪武装男子立像 群馬県太田市出土 1躯 古墳時代
- 文禰麻呂墓（ふみのねまろぼ）出土品 一括  奈良時代（707年）
- 興福寺金堂鎮壇具  一括 奈良時代

### 法隆寺献納宝物
- 絵画
  - 聖徳太子絵伝 秦致貞筆 10面 絹本著色 平安時代
- 書跡
  - 法隆寺献物帳 1面 奈良時代（756年）
  - 細字（さいじ）法華経 1巻 唐時代（694年）
- 工芸品
  - 金銅灌頂幡 1具 飛鳥時代
  - 鵲尾形柄香炉（じゃくびがた えごうろ） 1柄 飛鳥時代
  - 金銀鍍竜首水瓶 1口 飛鳥時代
  - 海磯鏡（かいききょう） 2面 唐時代
  - 金銅墨床・水注・匙 1具 奈良時代または唐時代
  - 黒漆七絃琴 1張 唐時代（724年）
  - 沈香木画箱（じんこう もくがはこ） 1合 奈良時代
  - 竹厨子 1基 奈良時代

## ギャラリー
Category:東京国立博物館の収蔵品も参照

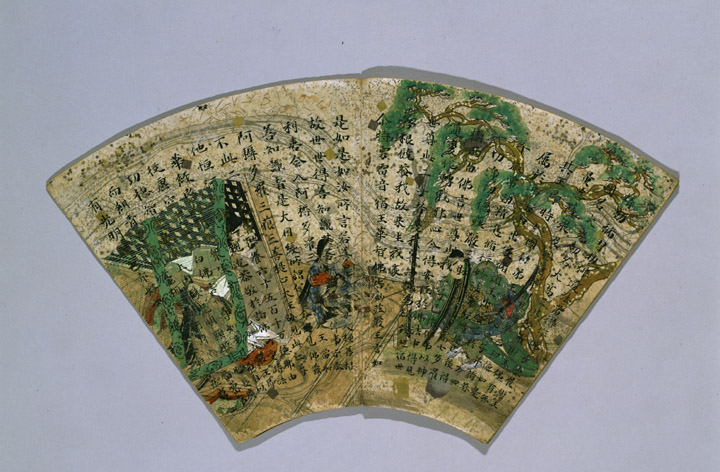
（日本の絵画 大和絵）扇面法華経冊子 平安時代後期 国宝
（日本の仏教絵画）孔雀明王像 平安時代後期 国宝
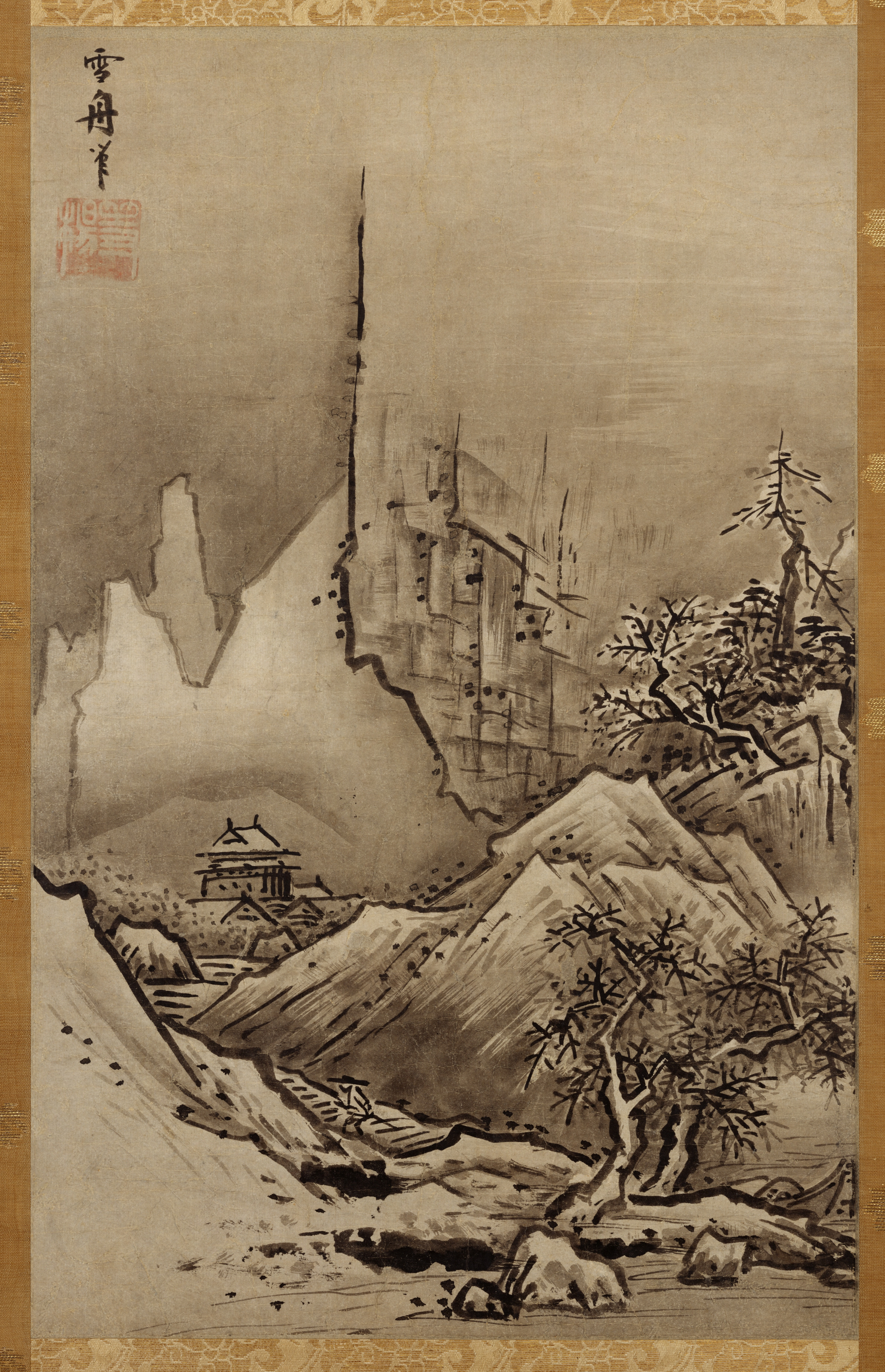
（日本の水墨画）雪舟 秋冬山水図のうち冬景 室町時代 国宝
（日本の近世絵画）渡辺崋山筆 鷹見泉石像 国宝
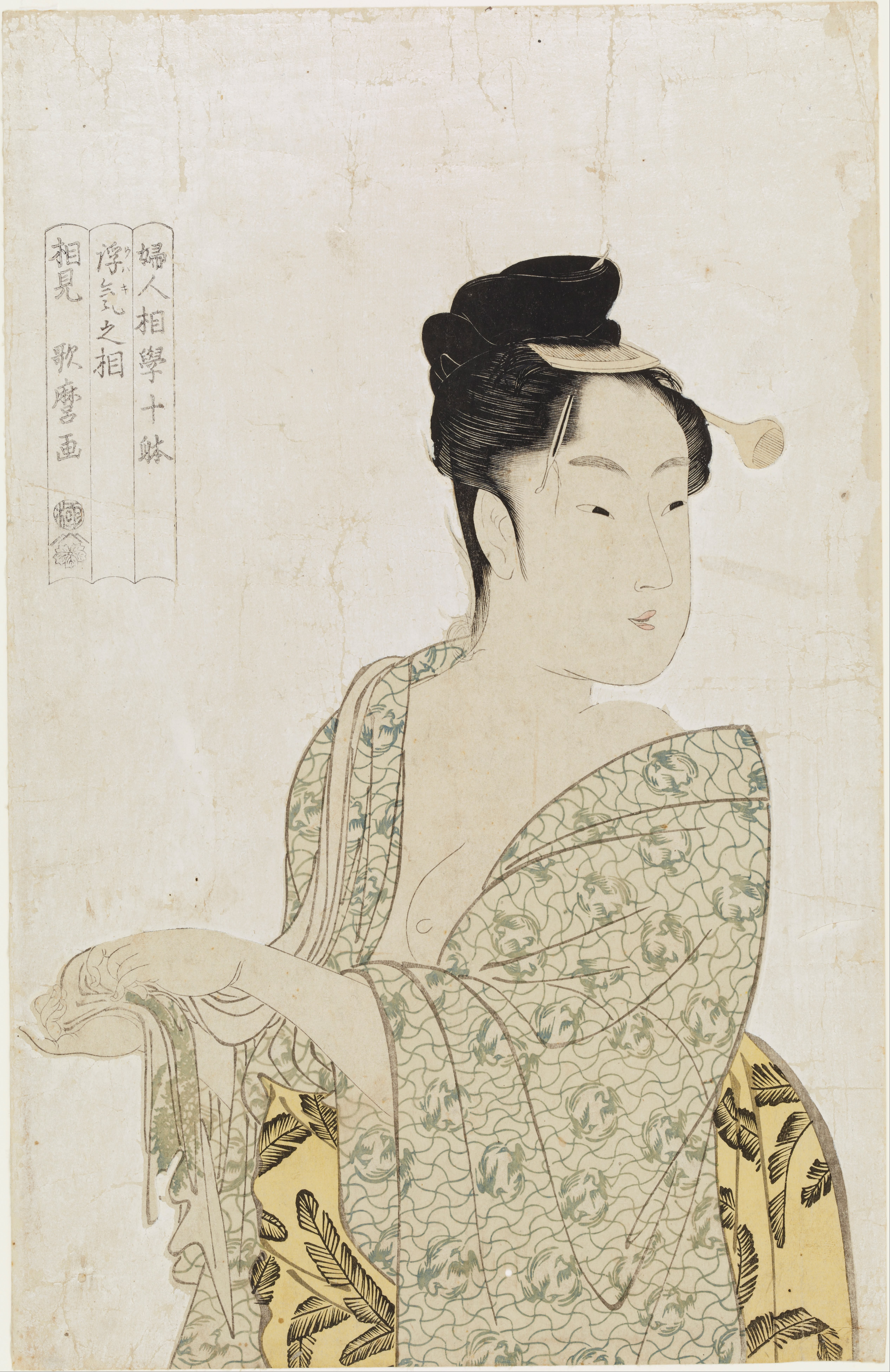
（日本の絵画 浮世絵）喜多川歌麿 『婦人相学十躰 浮気の相』 江戸時代18世紀 重要文化財
（日本の近代絵画）上村松園『焔』1918年
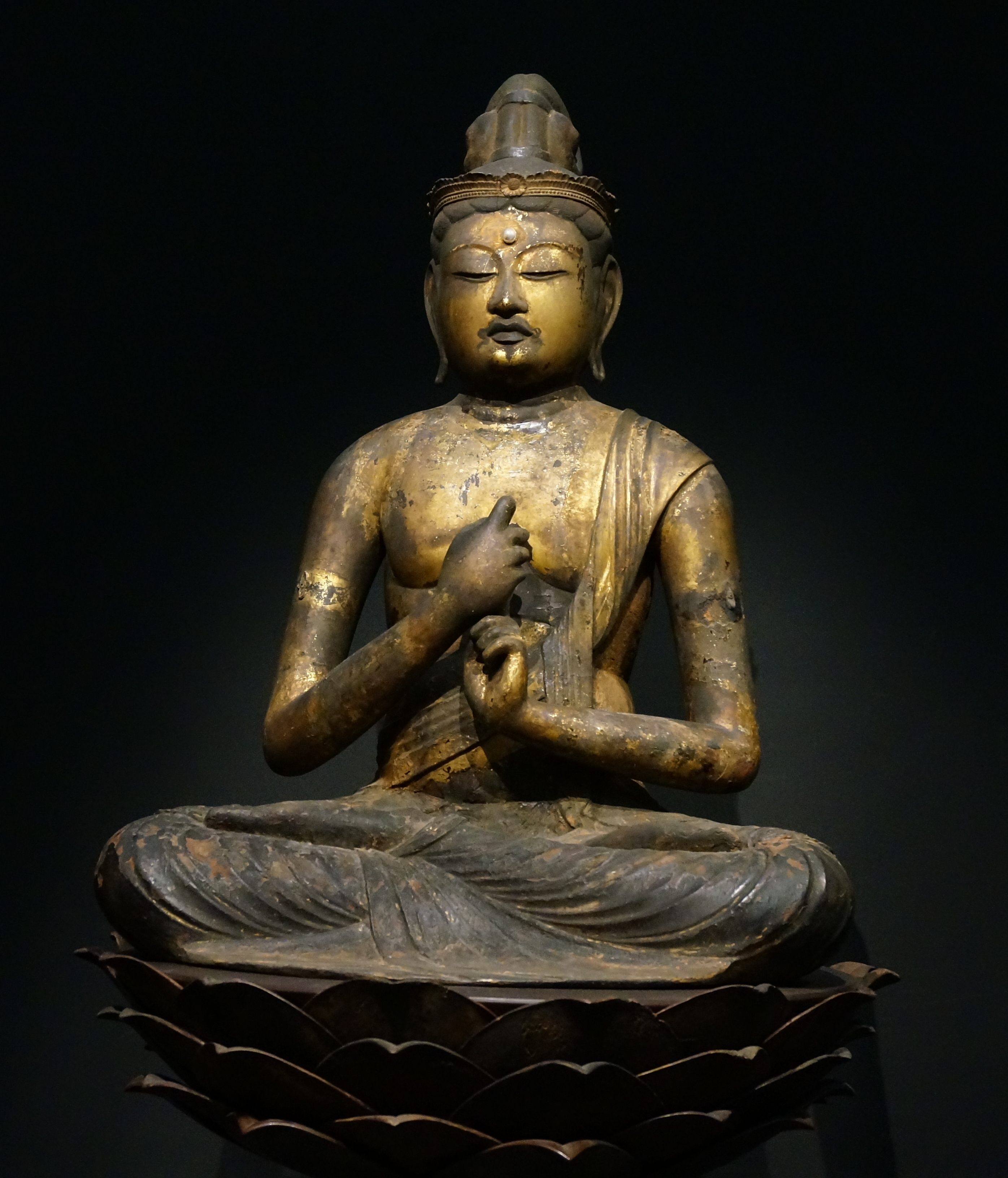
（日本の仏教彫刻）大日如来像 平安時代 重要文化財
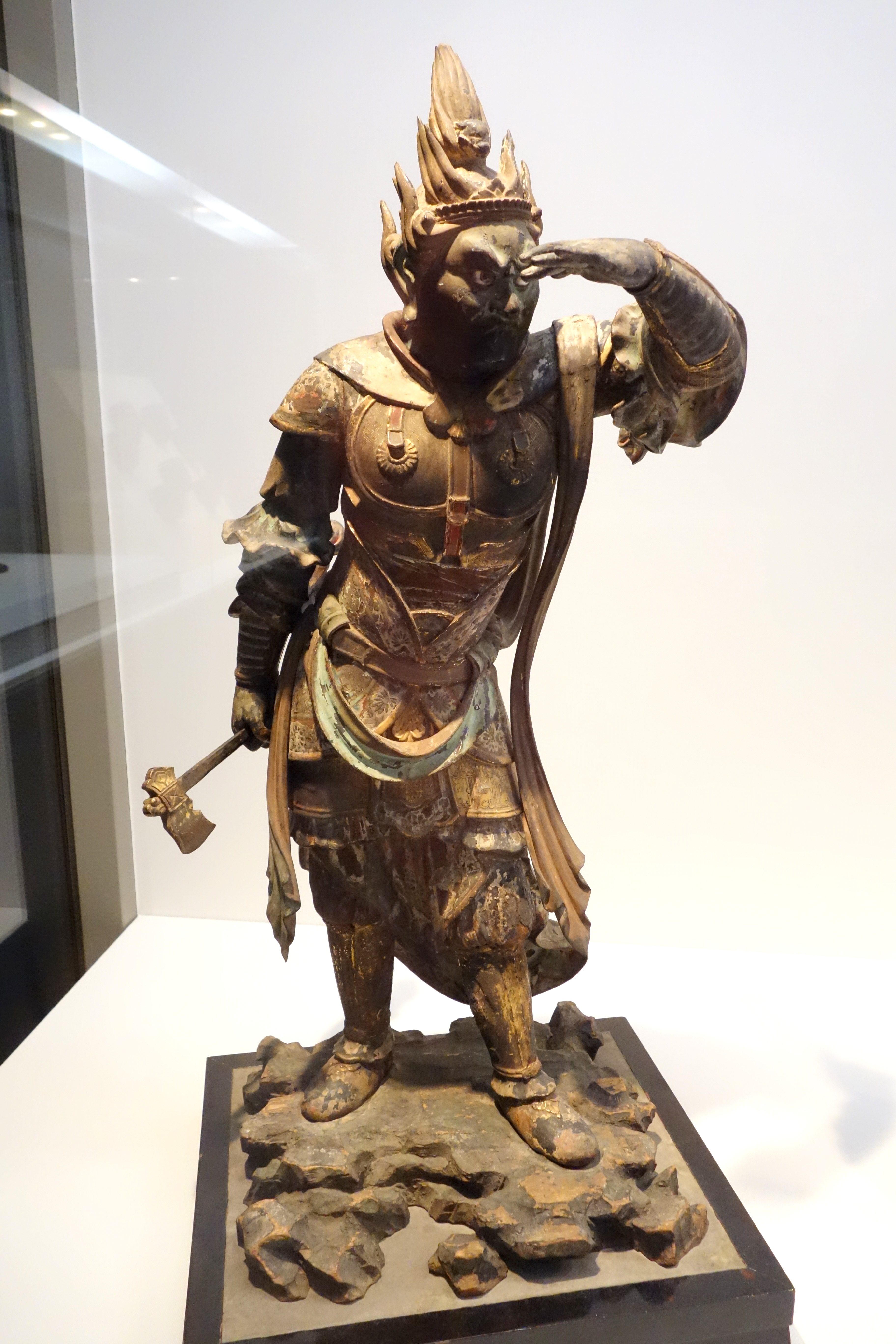
（日本の仏教彫刻）十二神将のうち戌神 鎌倉時代 重要文化財
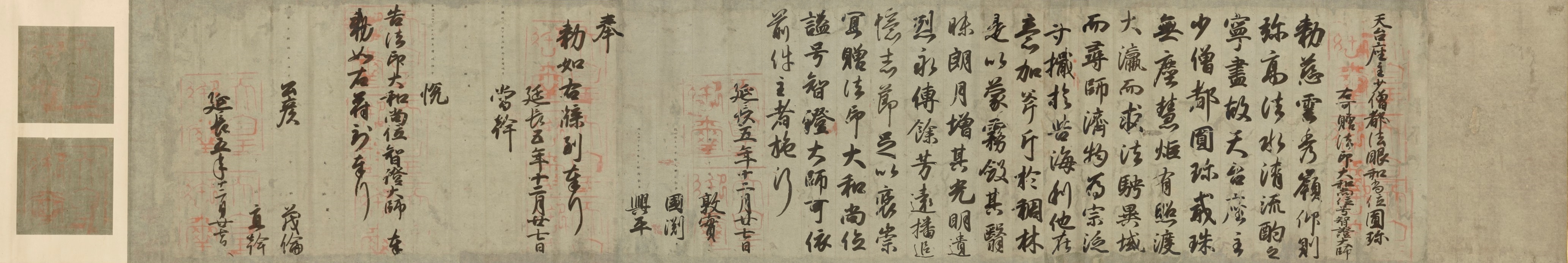
（日本の書跡（漢字））小野道風筆 円珍贈法印大和尚位並智証大師諡号勅書 平安時代 国宝
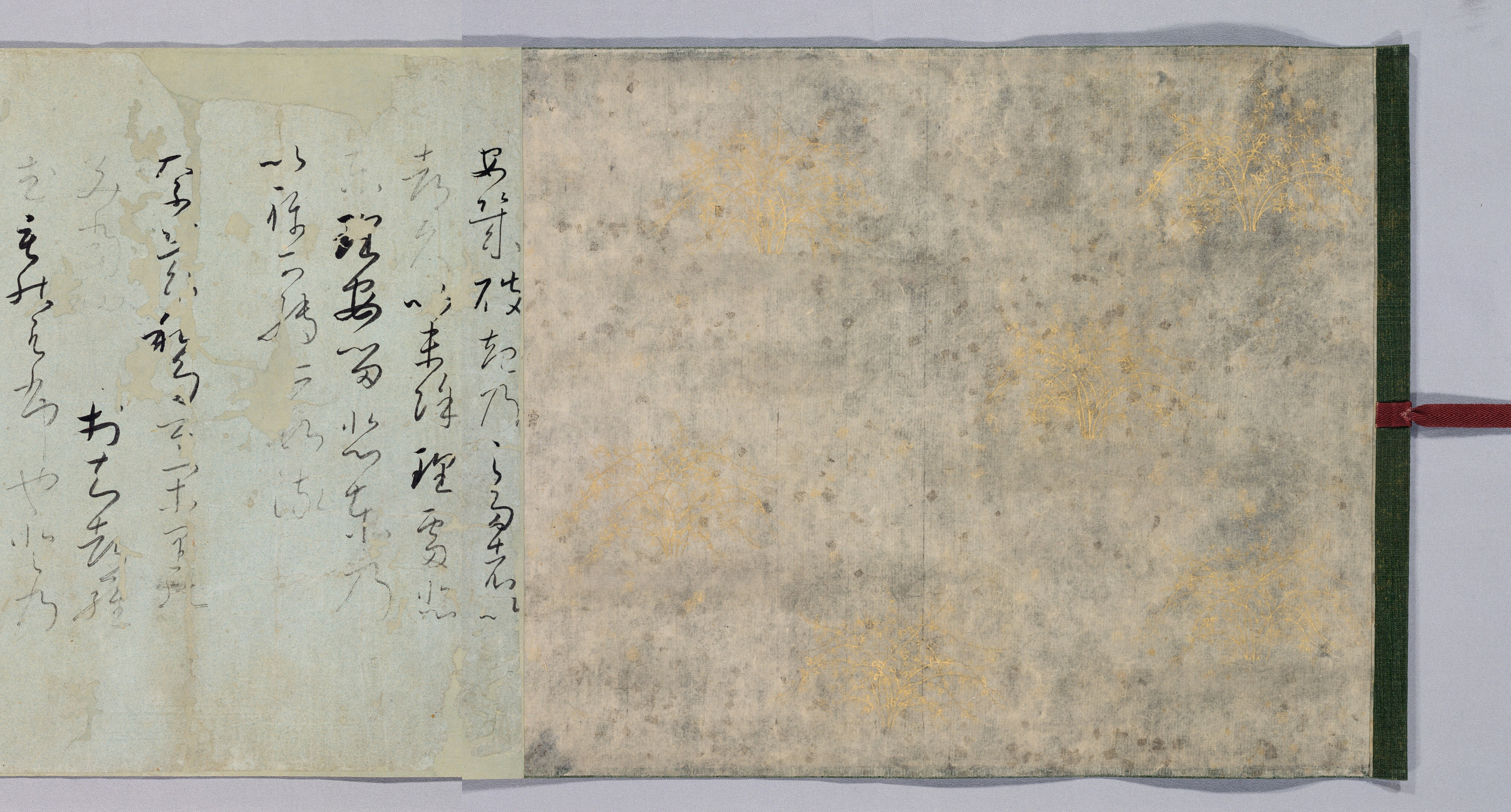
（日本の書跡（草仮名））秋萩帖 平安時代 国宝
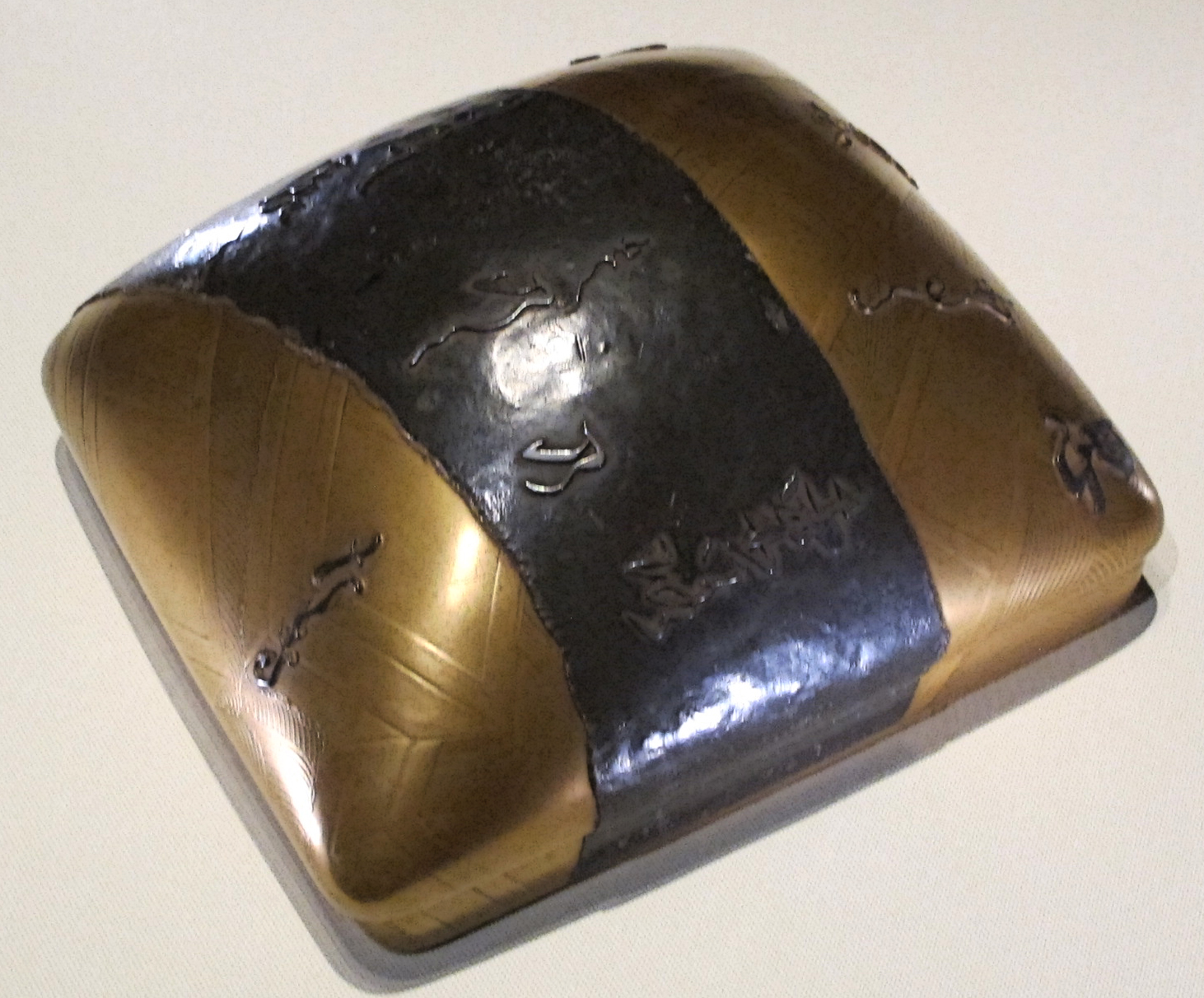
（日本の漆工）舟橋蒔絵硯箱 本阿弥光悦作 江戸時代 国宝
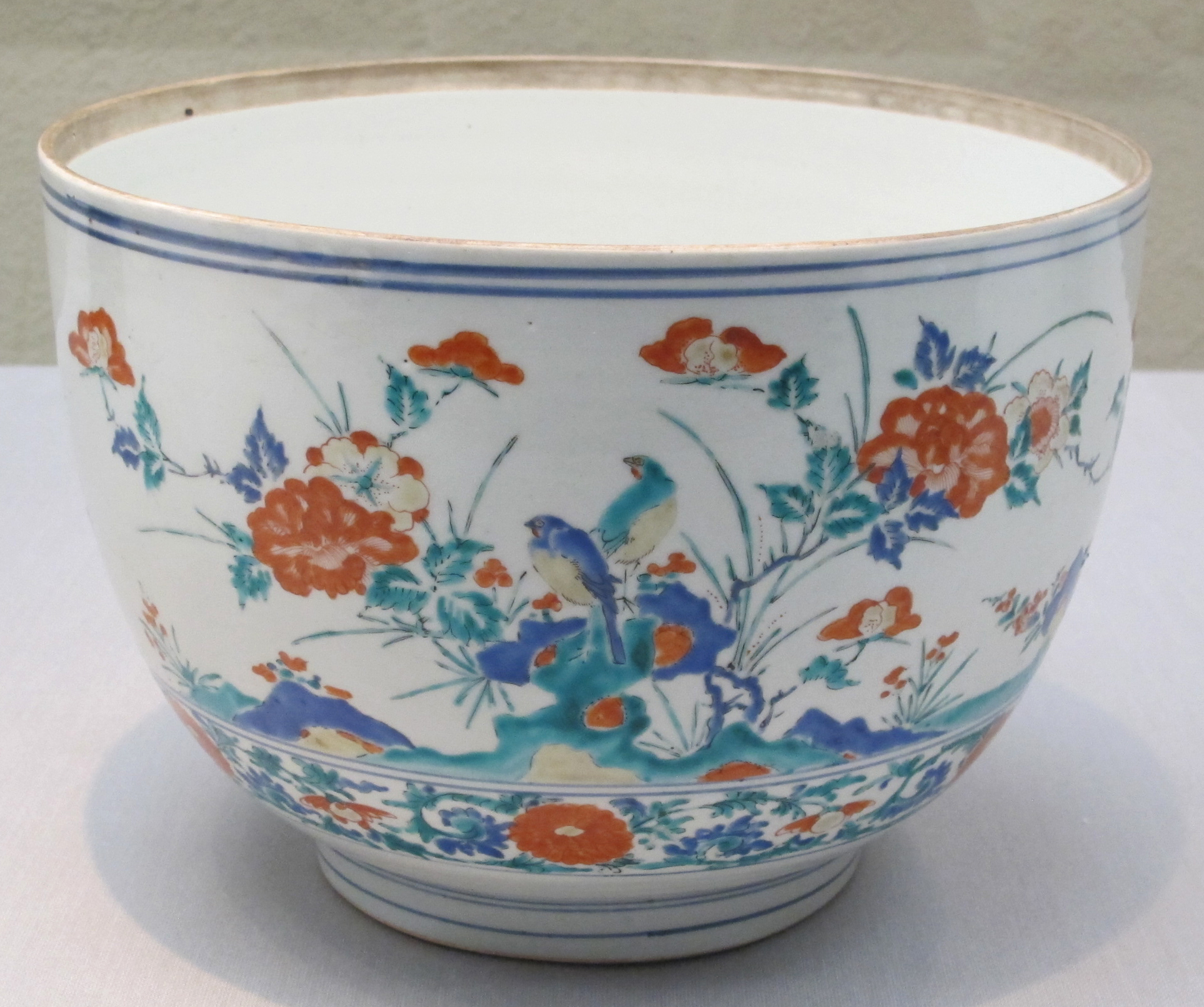
（日本の陶磁）色絵花鳥文大深鉢 伊万里・柿右衛門様式 江戸時代 重要文化財
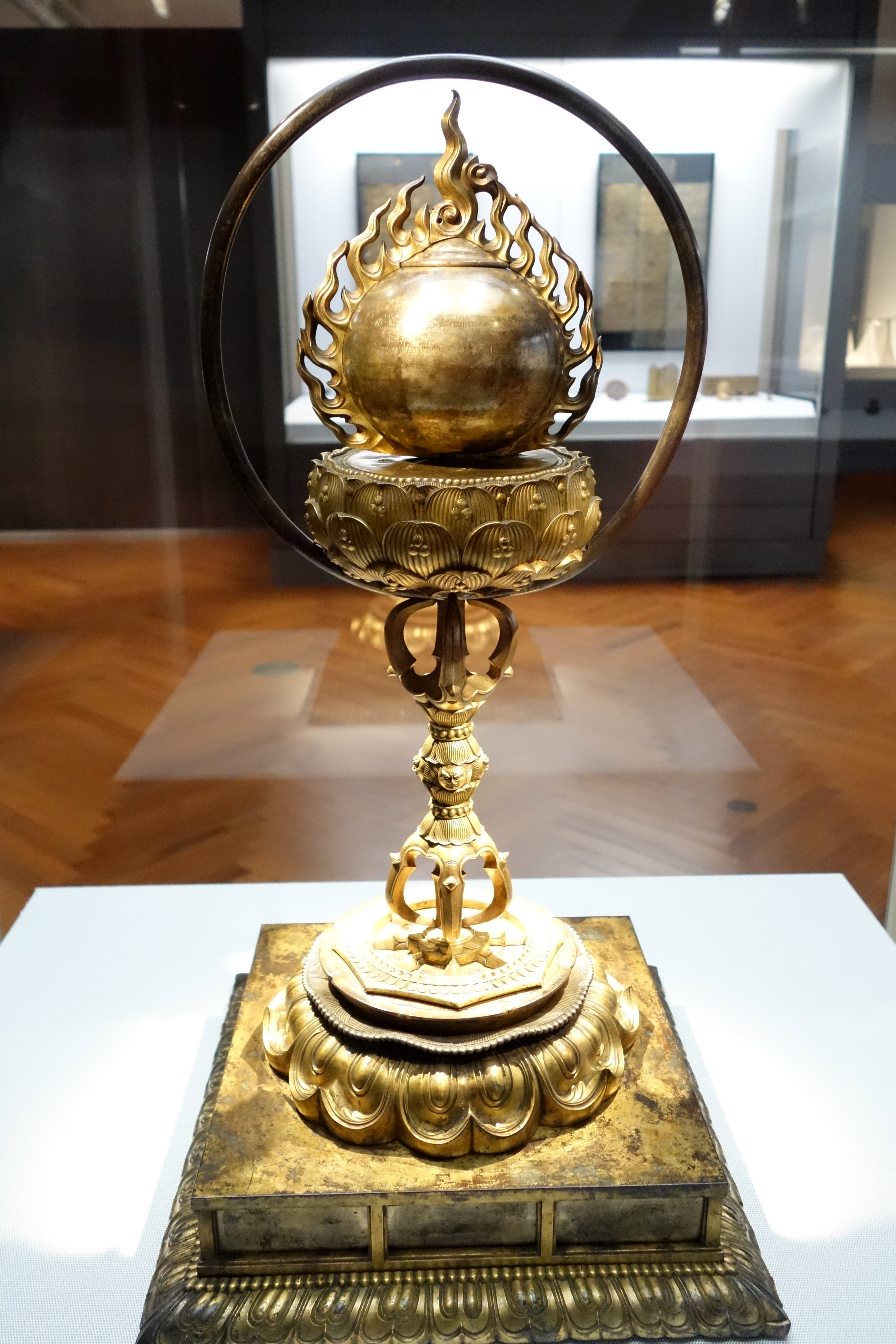
（日本の金工）金銅火焔宝珠形舎利塔 鎌倉時代 重要文化財
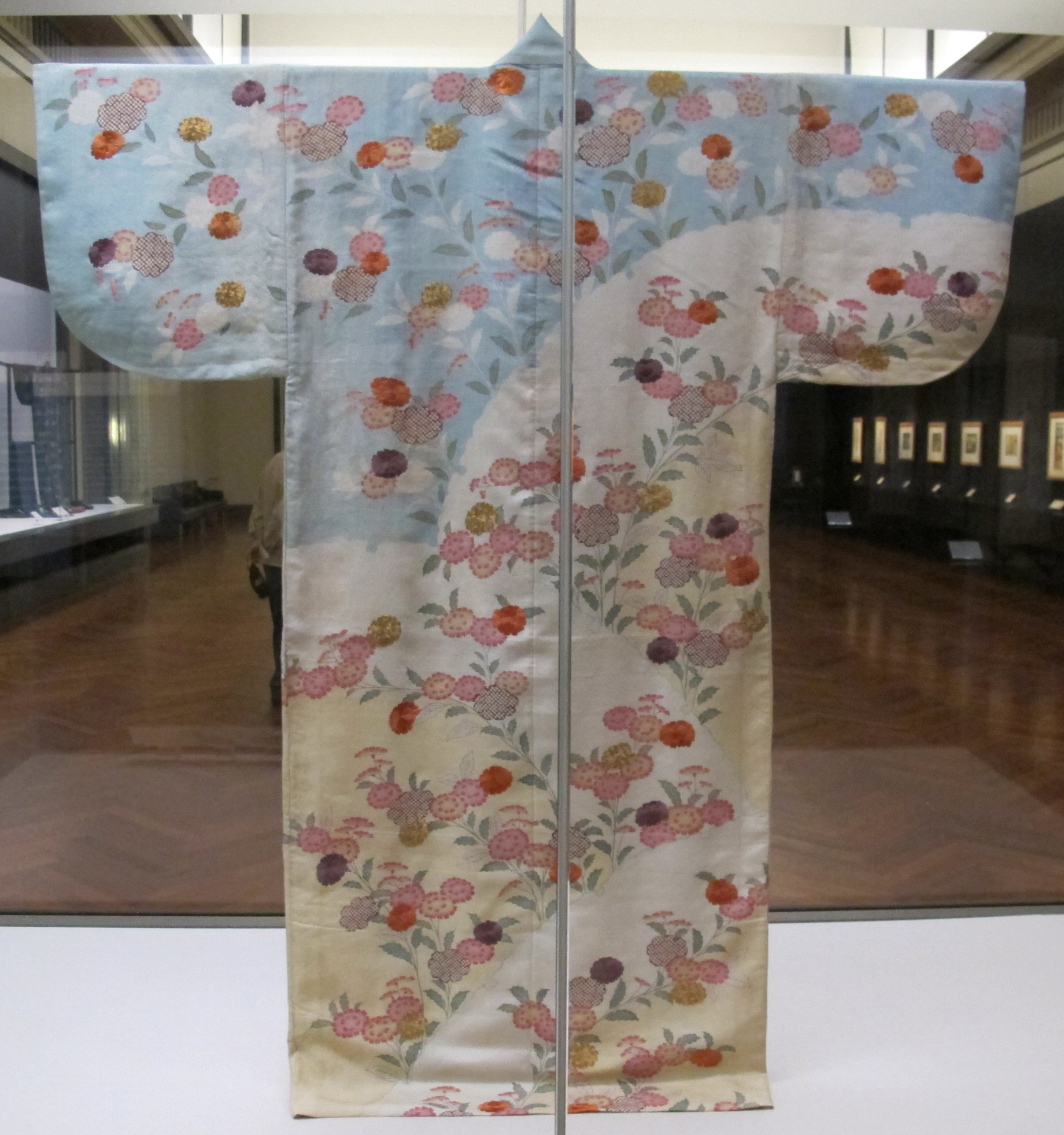
（日本の染織）染分沙綾地雪輪山吹文様小袖 江戸時代18世紀
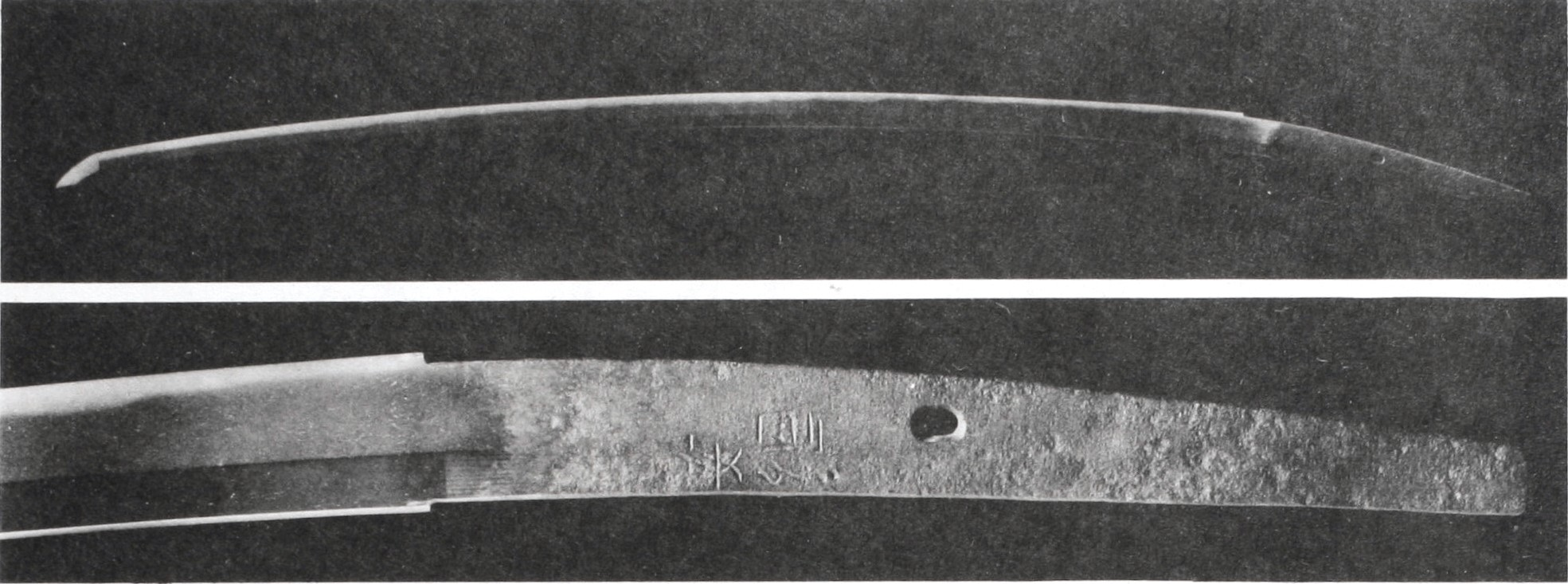
（日本の刀剣）太刀 銘安綱（名物童子切安綱）平安時代 国宝
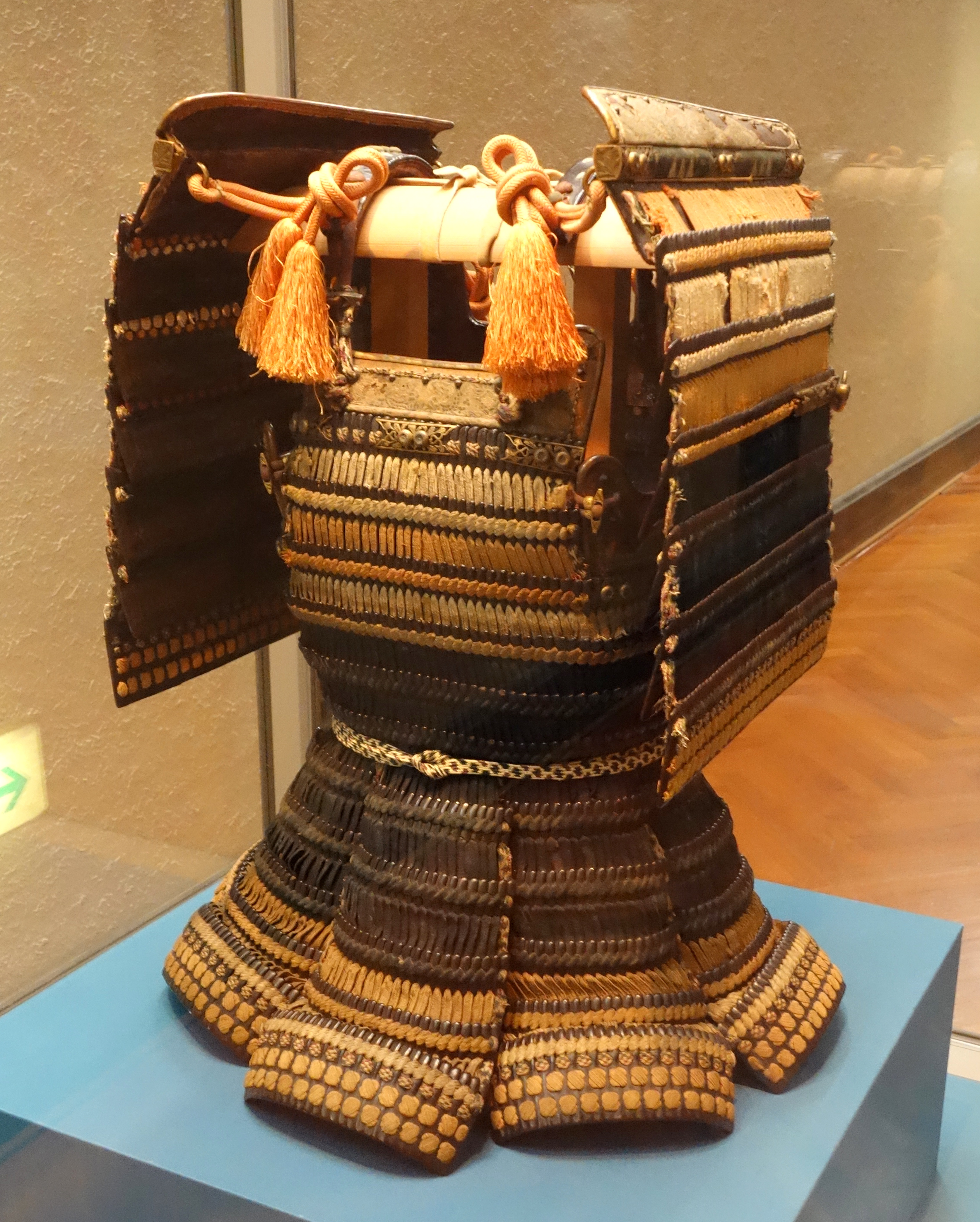
（日本の武具）藍韋紅白糸威腹巻 室町時代 重要文化財
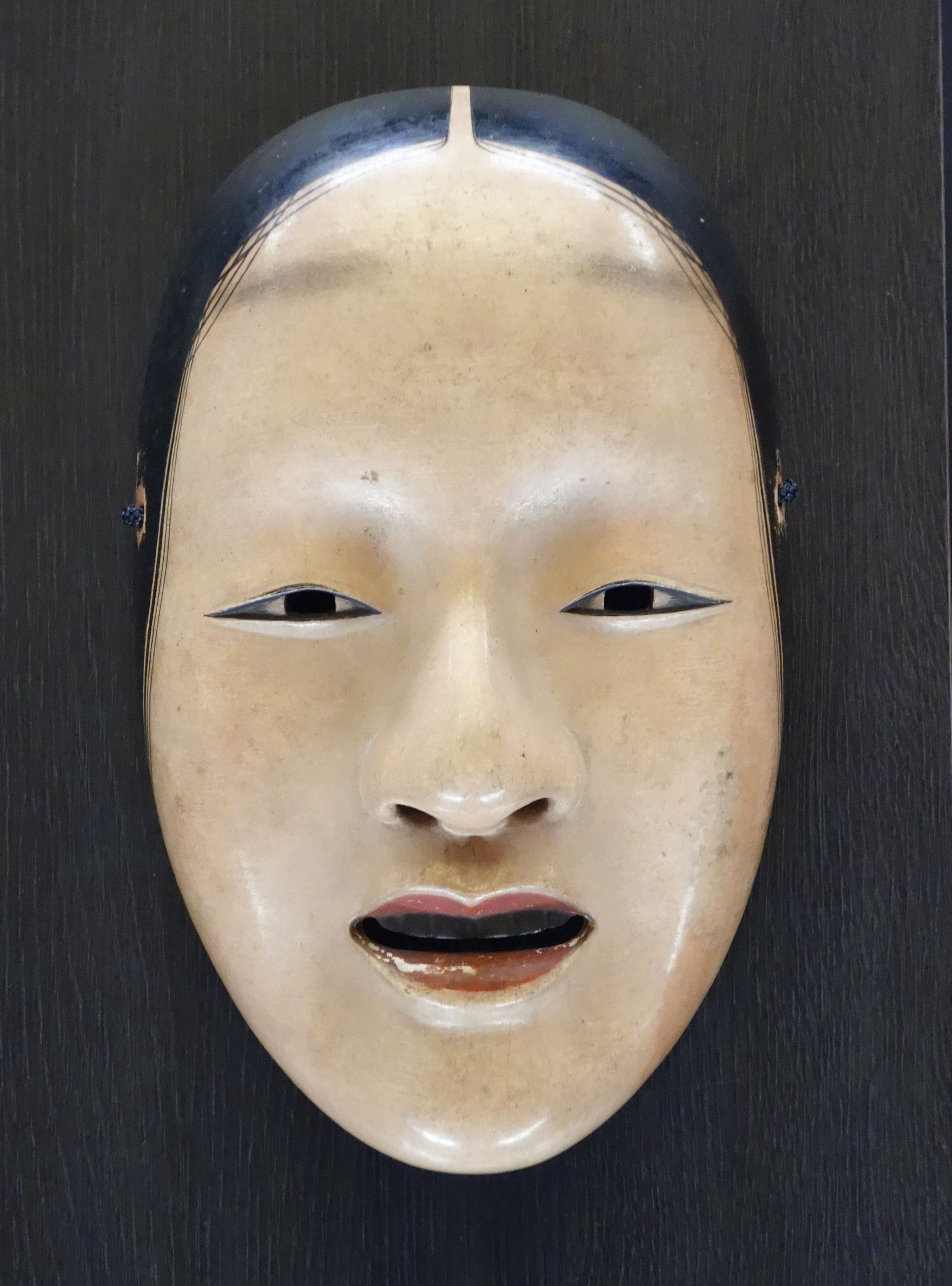
（日本の仮面）能面 増女 重要文化財（金春宗家伝来能面のうち）
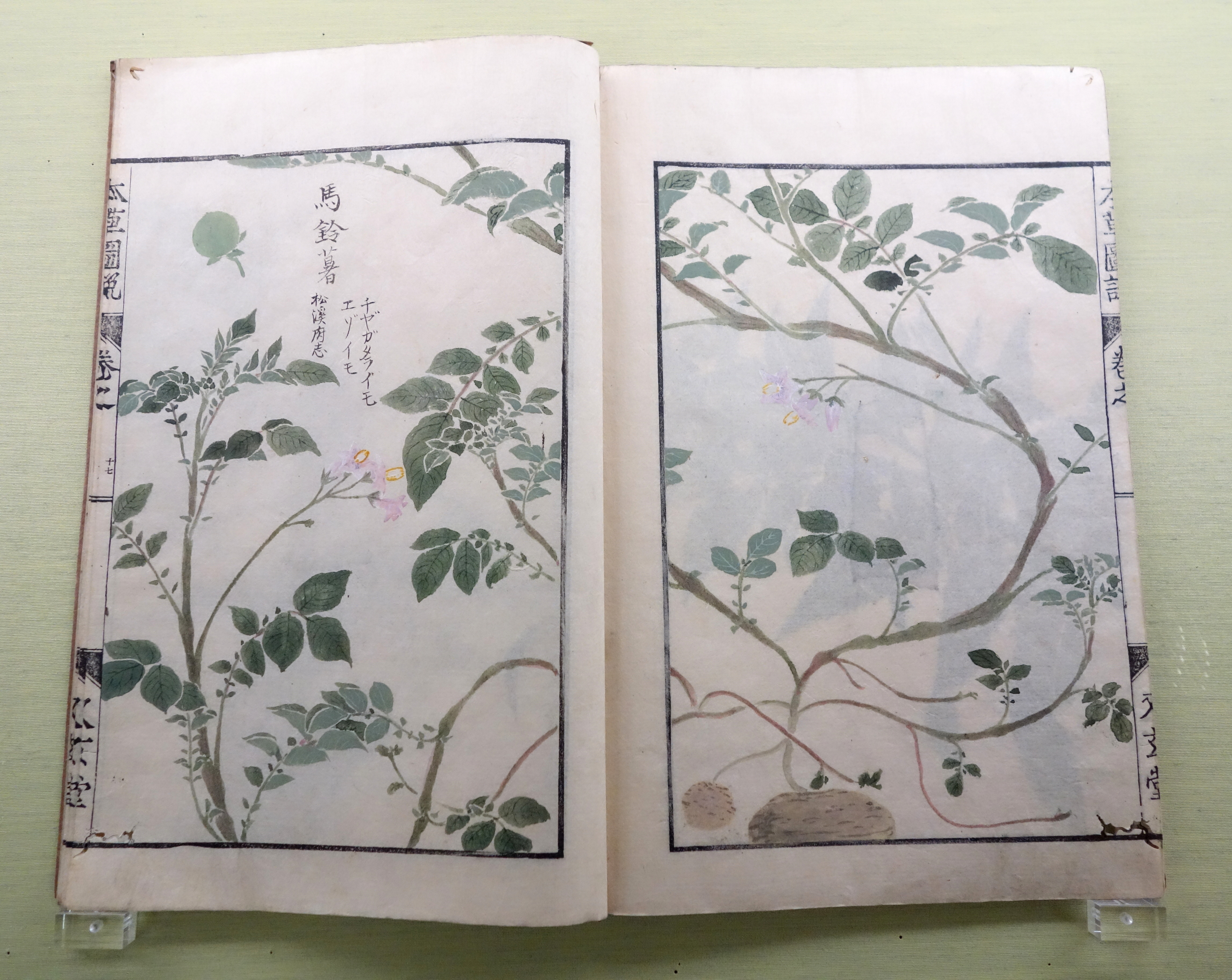
（日本の歴史資料）岩崎灌園『本草図説』江戸時代 19世紀
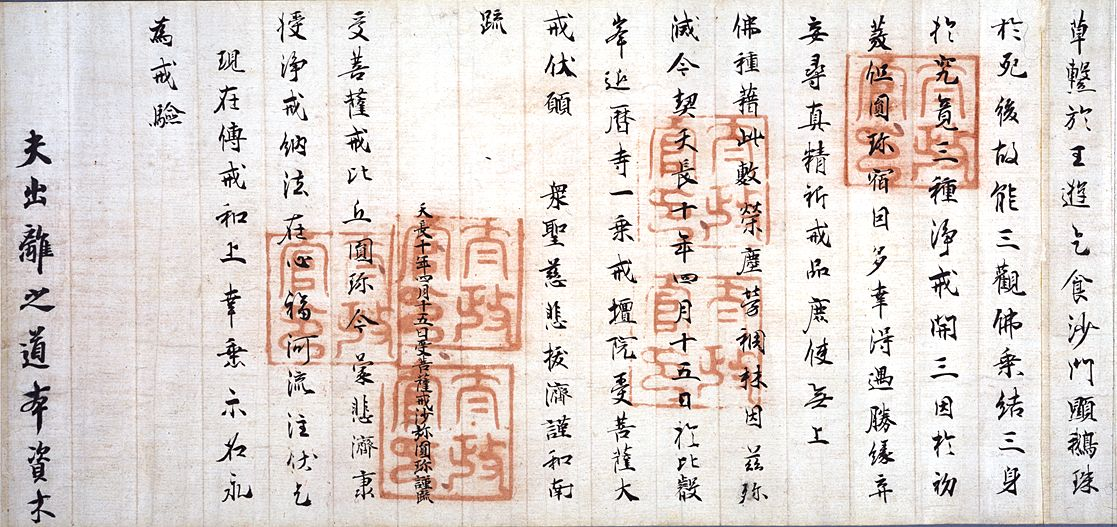
（日本の古文書）円珍戒牒 平安時代 国宝（円珍関係文書典籍のうち）
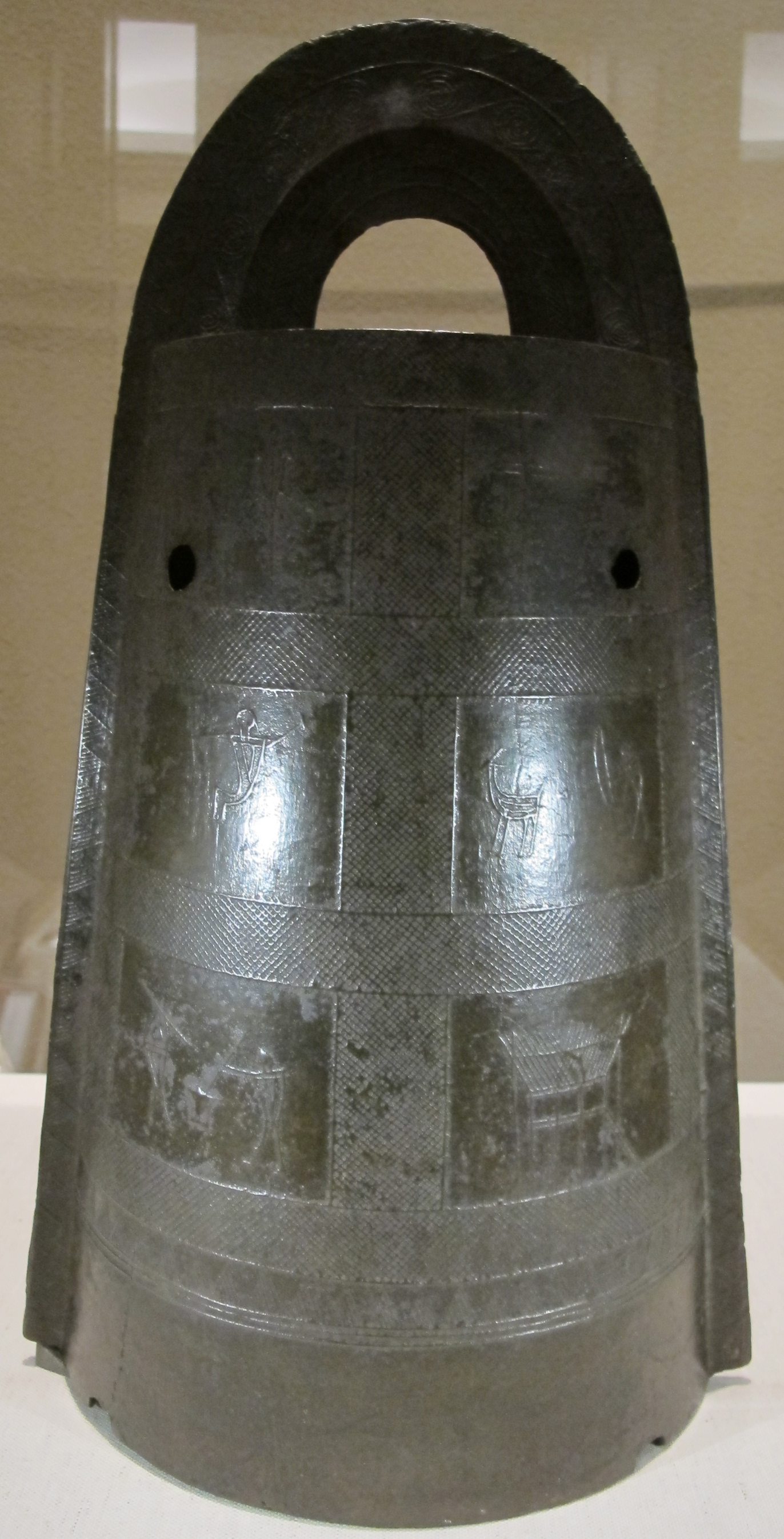
（日本の考古資料 弥生時代）袈裟襷文銅鐸（けさだすきもんどうたく）弥生時代 国宝
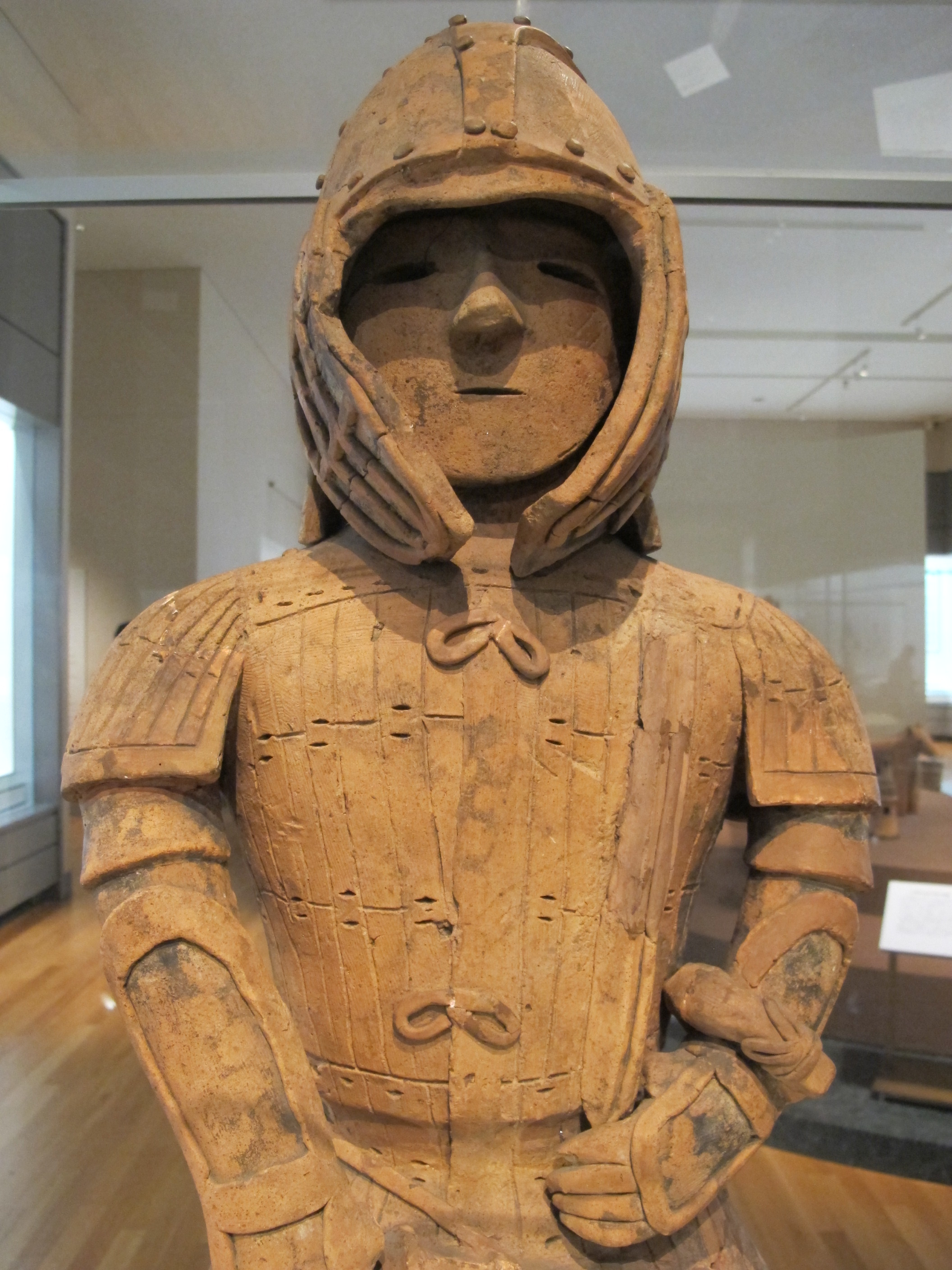
（日本の考古資料 古墳時代）埴輪武装男子立像 群馬県出土 古墳時代 国宝
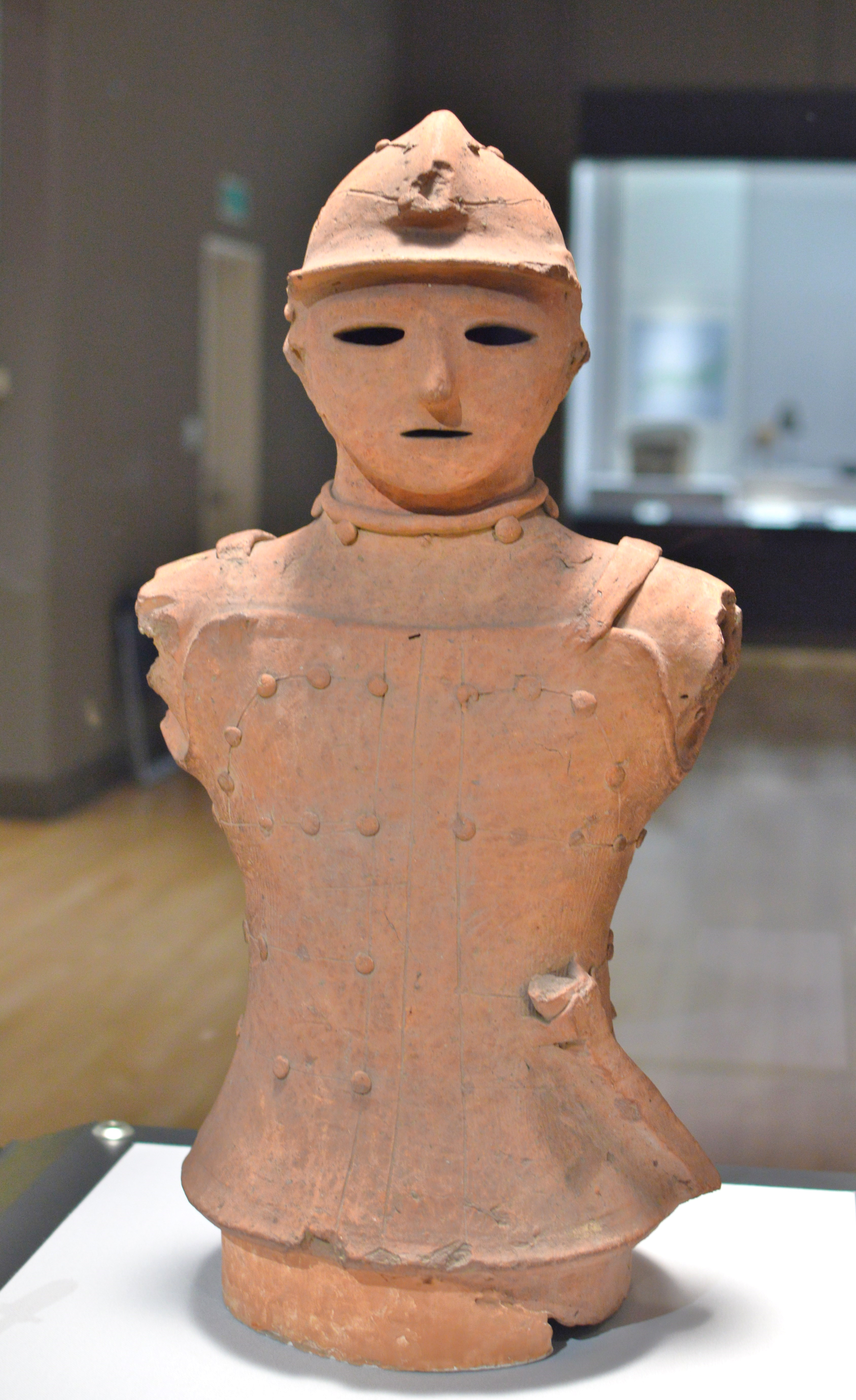
（日本の考古資料 古墳時代）埴輪武装男子像 埼玉県出土 古墳時代 重要文化財
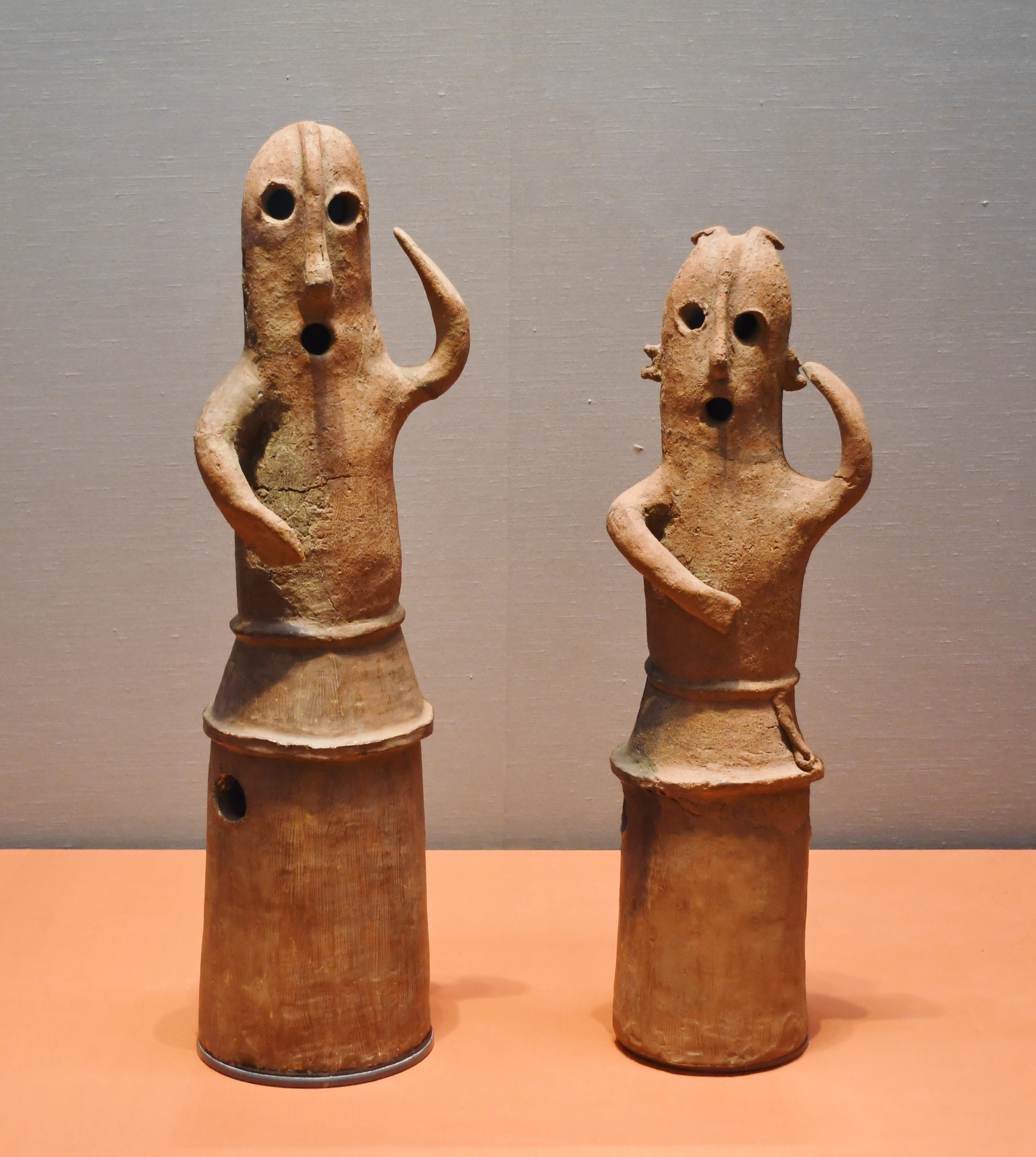
（日本の考古資料 古墳時代）埴輪 踊る人々 埼玉県出土 古墳時代
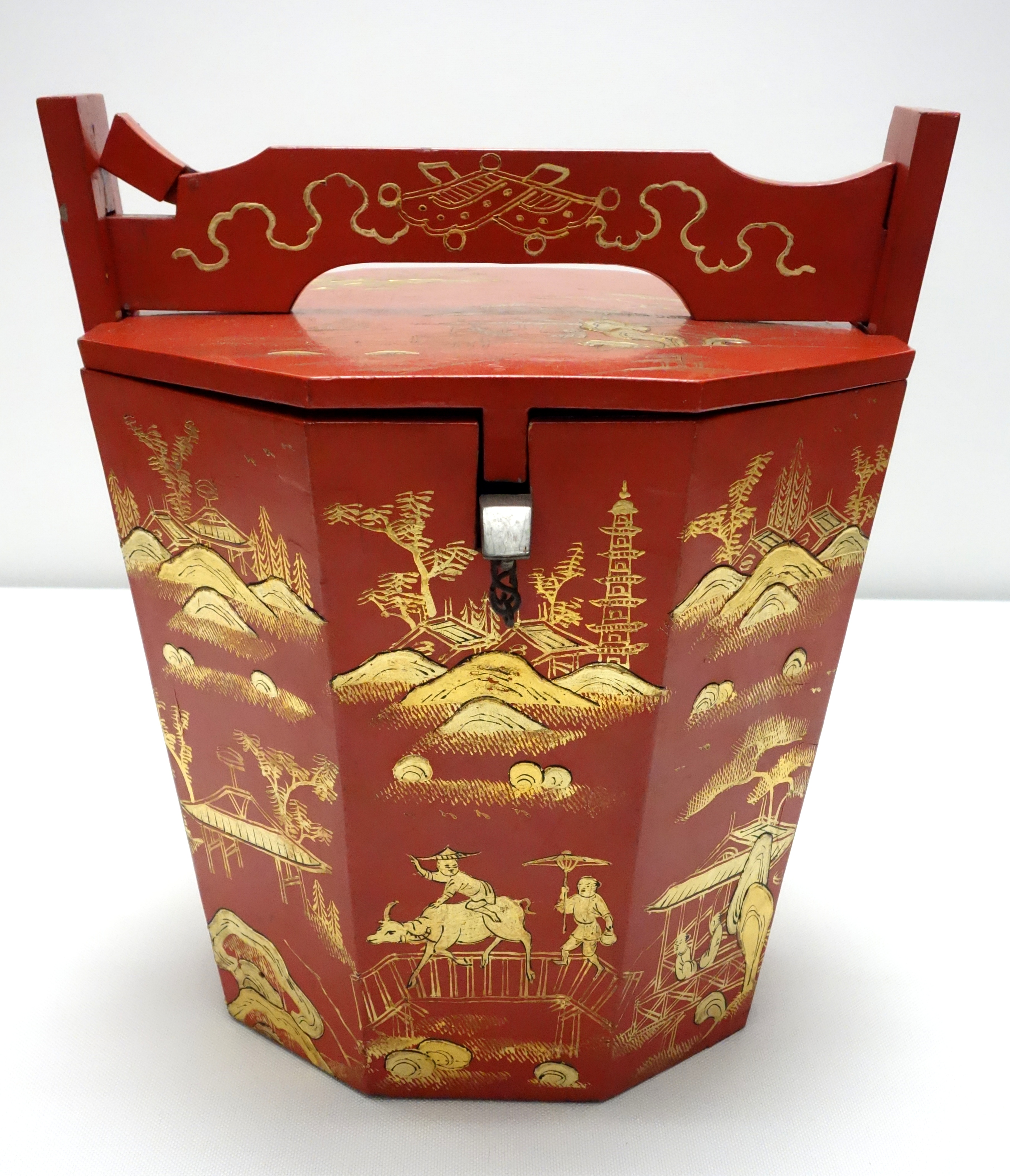
（琉球の工芸）茶庫 第二尚氏時代 19世紀
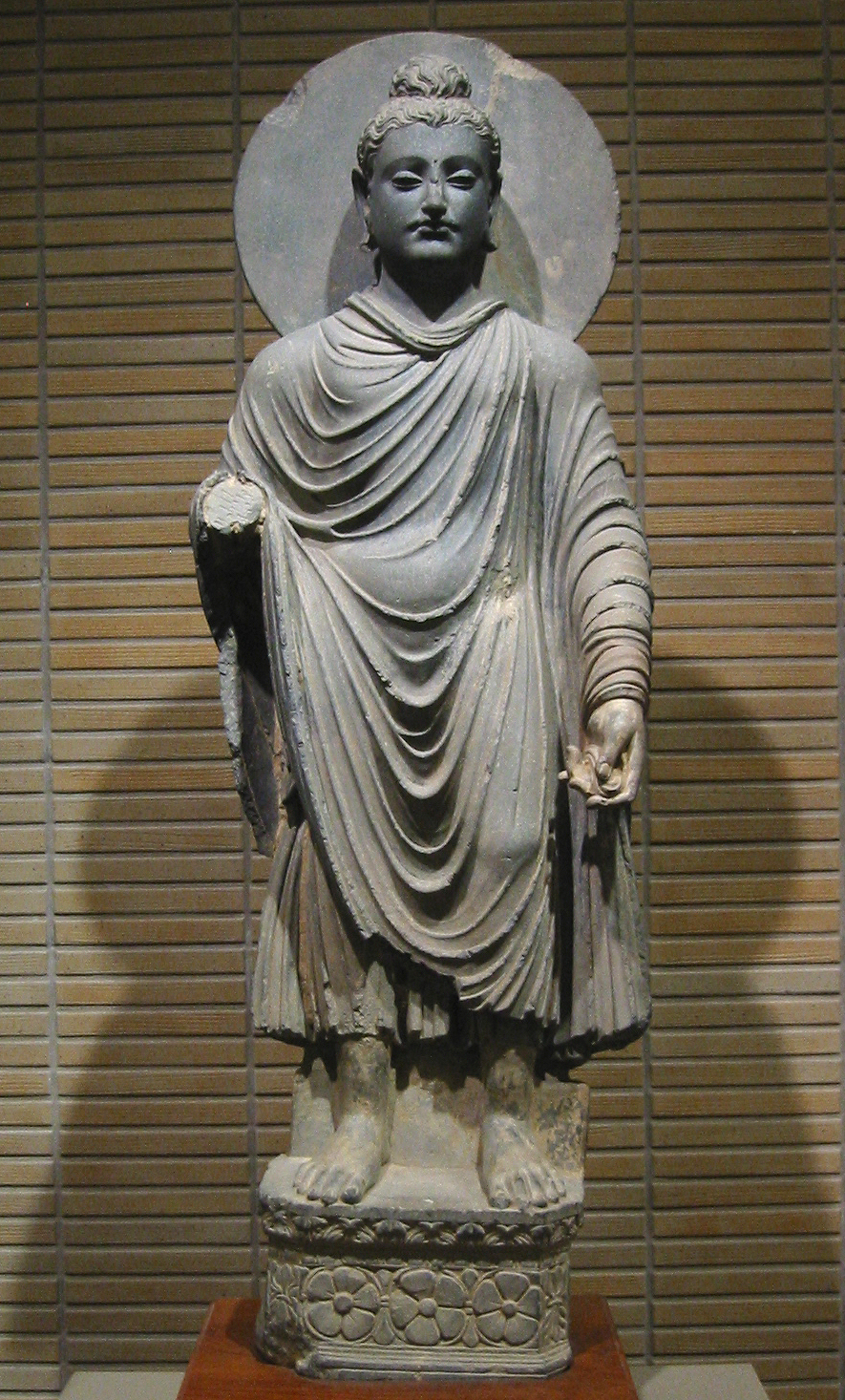
（南アジアの美術）石造仏立像 ガンダーラ 2 - 3世紀
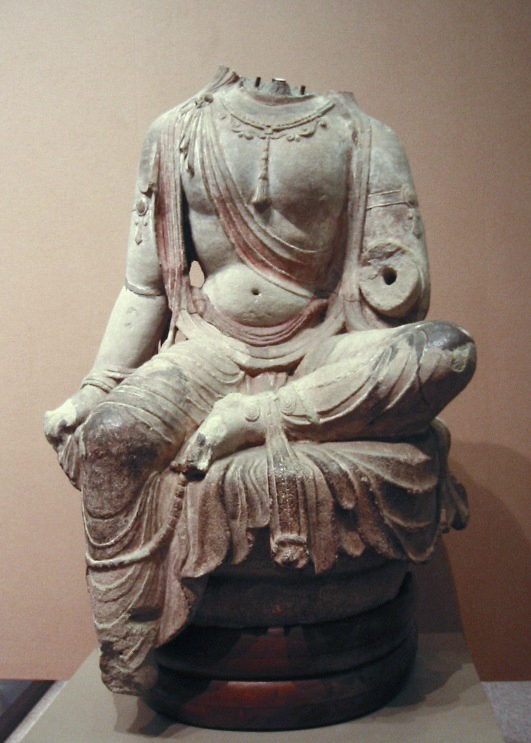
（中国の仏教彫刻）石造菩薩半跏像 唐・天竜山石窟
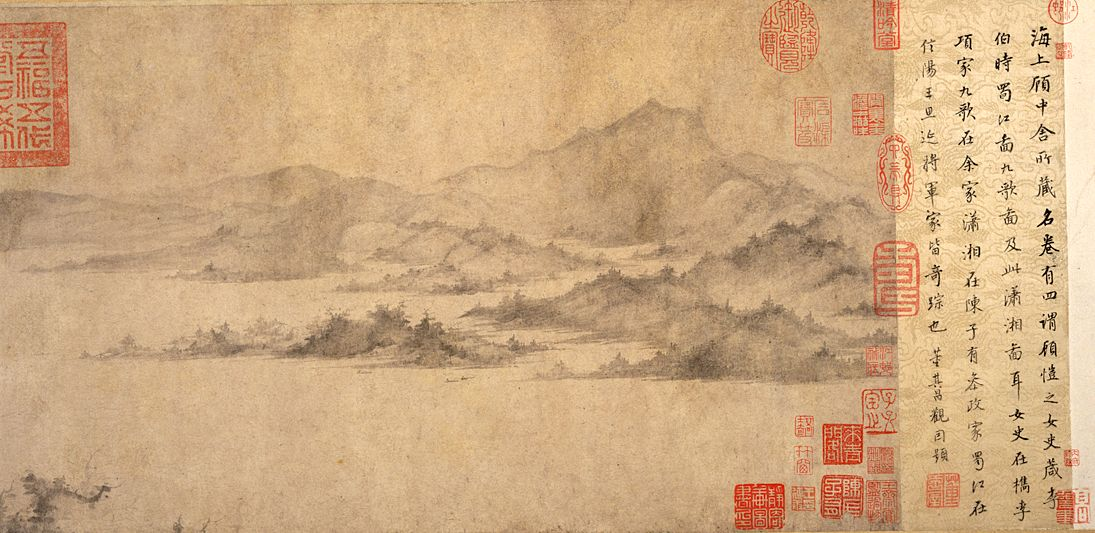
（中国の水墨画）瀟湘臥遊図（部分）舒城李生筆 南宋時代 国宝
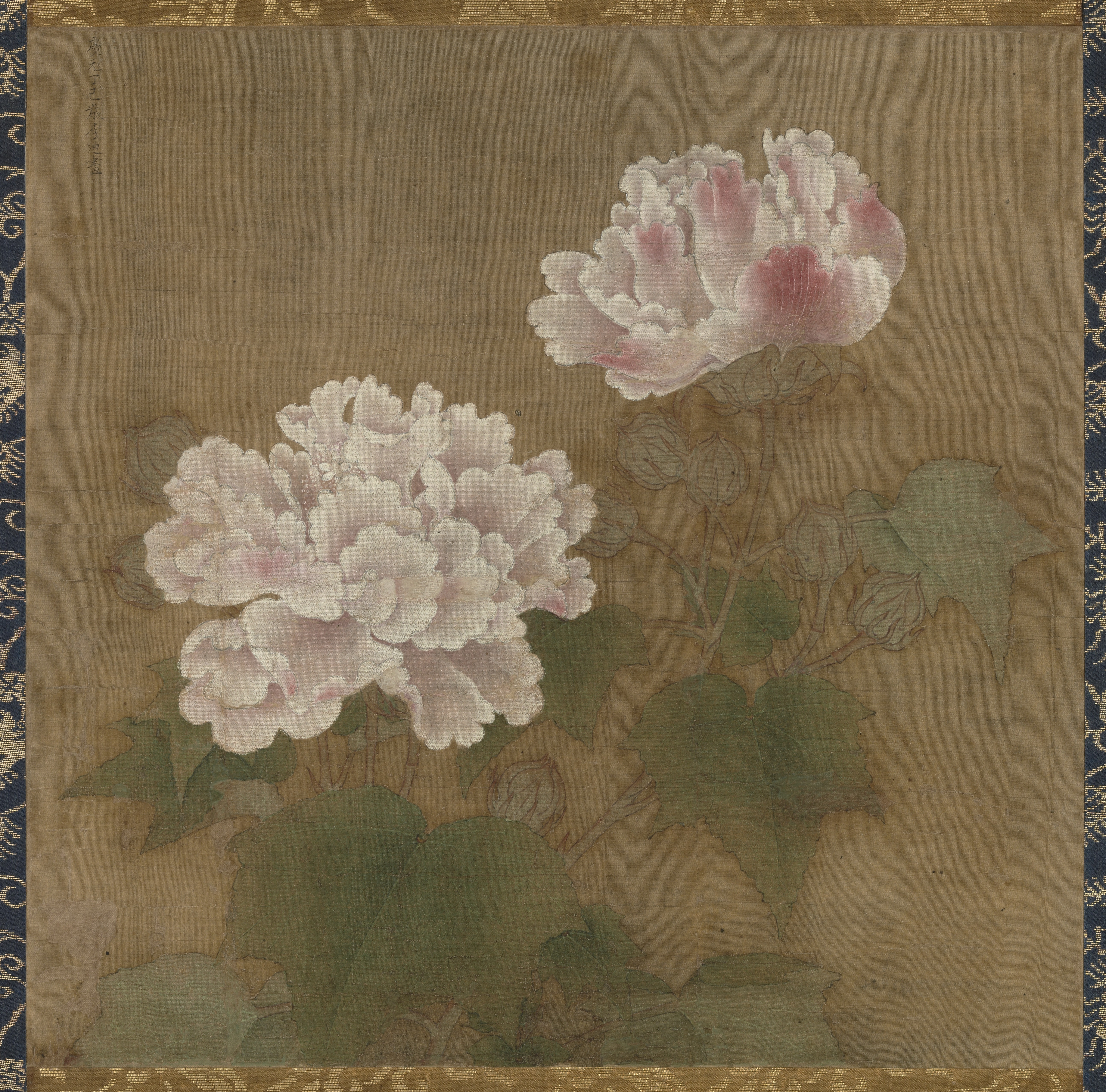
（中国の著色画）紅白芙蓉図のうち紅芙蓉 李迪筆 南宋時代 国宝
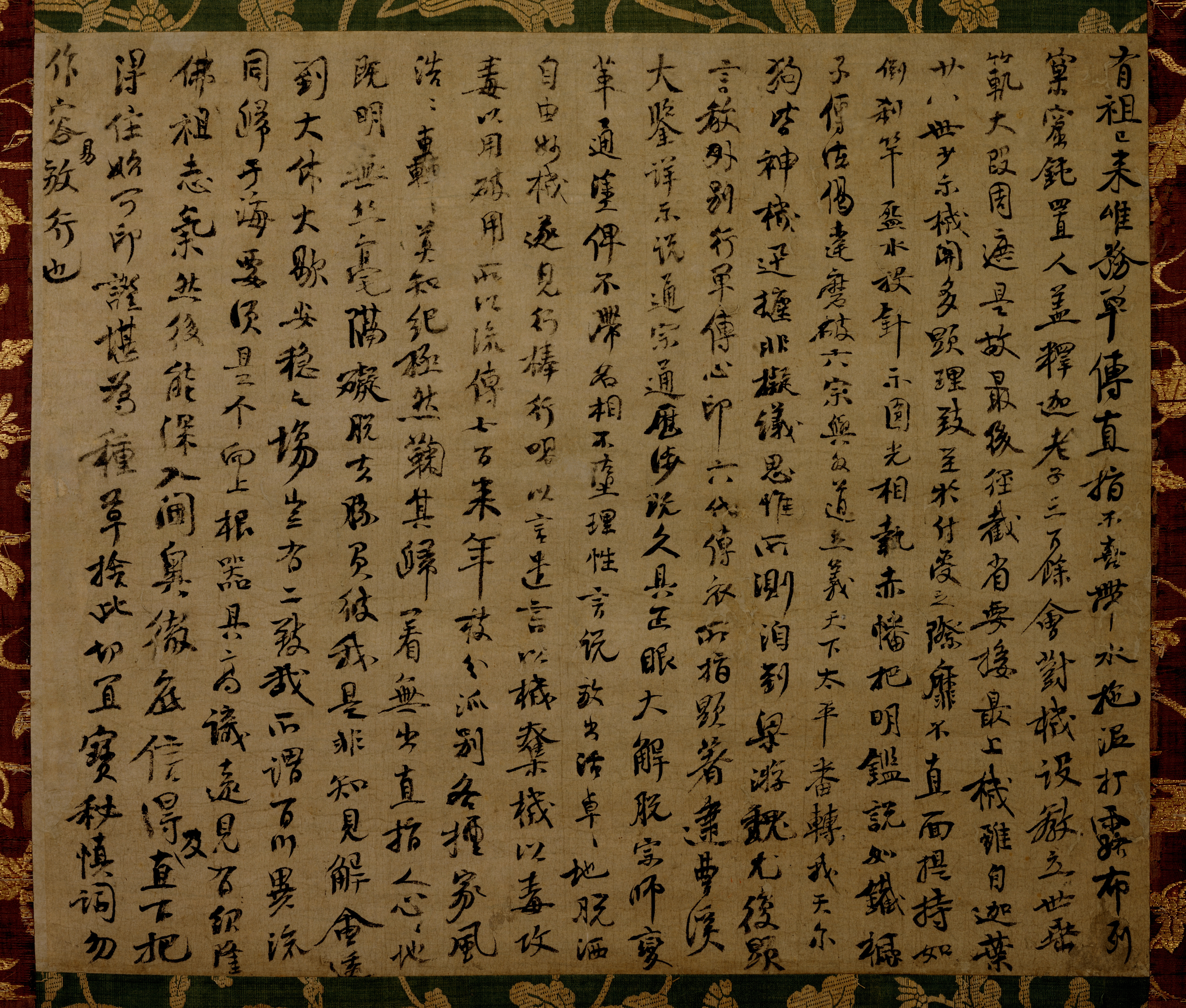
（中国の書跡）圜悟克勤墨蹟 北宋1124年 国宝
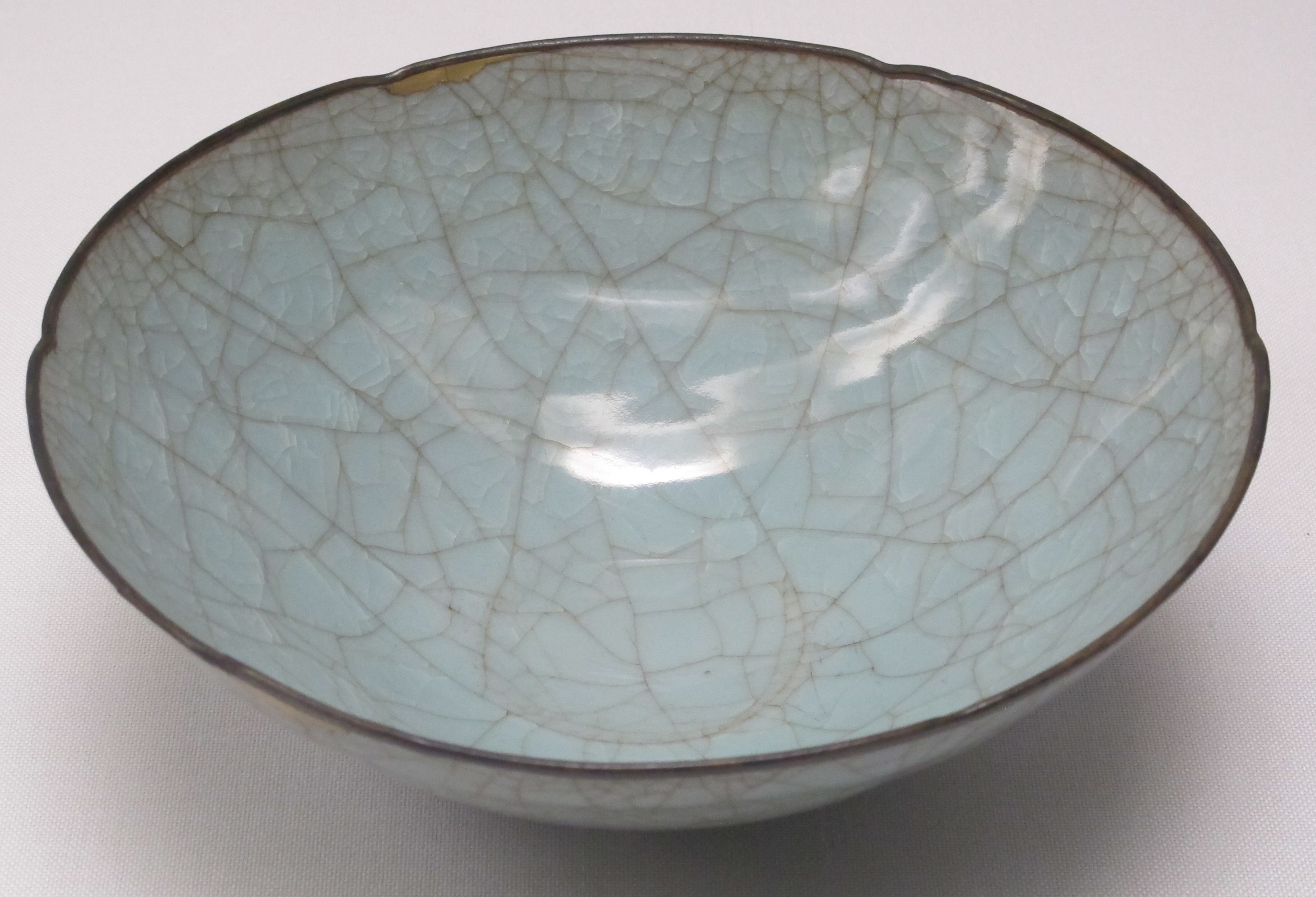
（中国の陶磁）青磁鉢 南宋時代 重要文化財
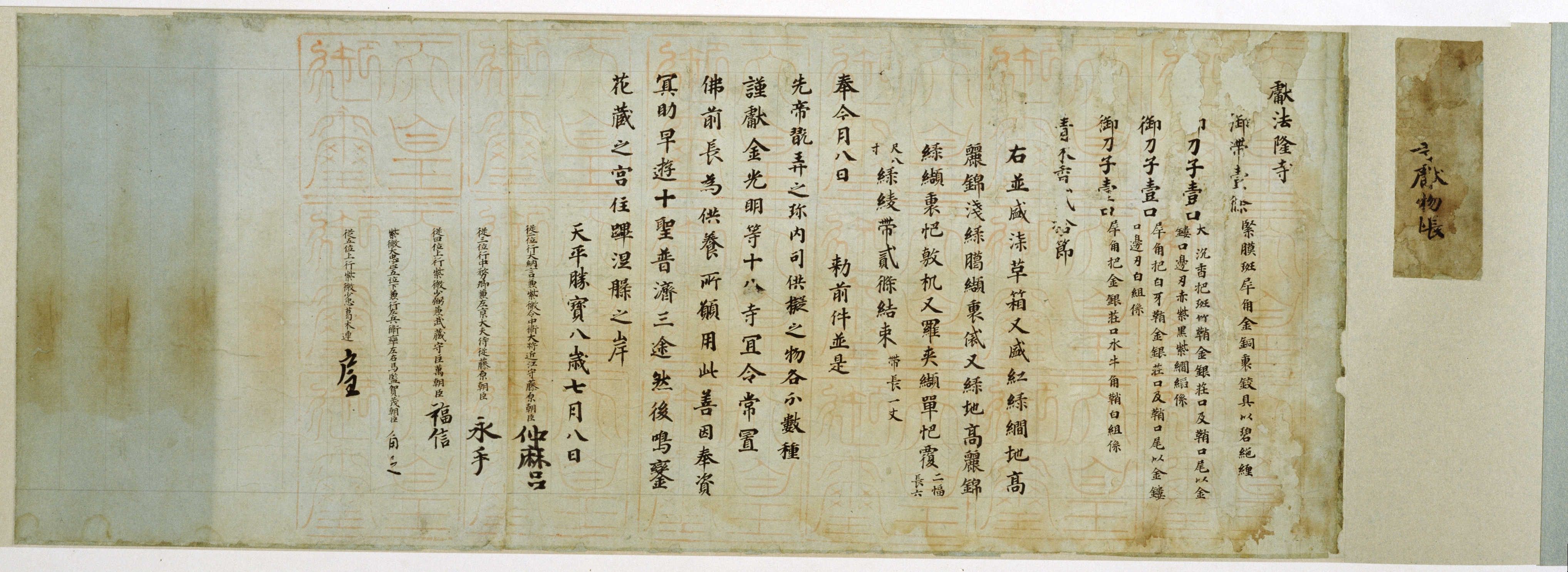
（法隆寺献納宝物）法隆寺献物帳 奈良時代 国宝
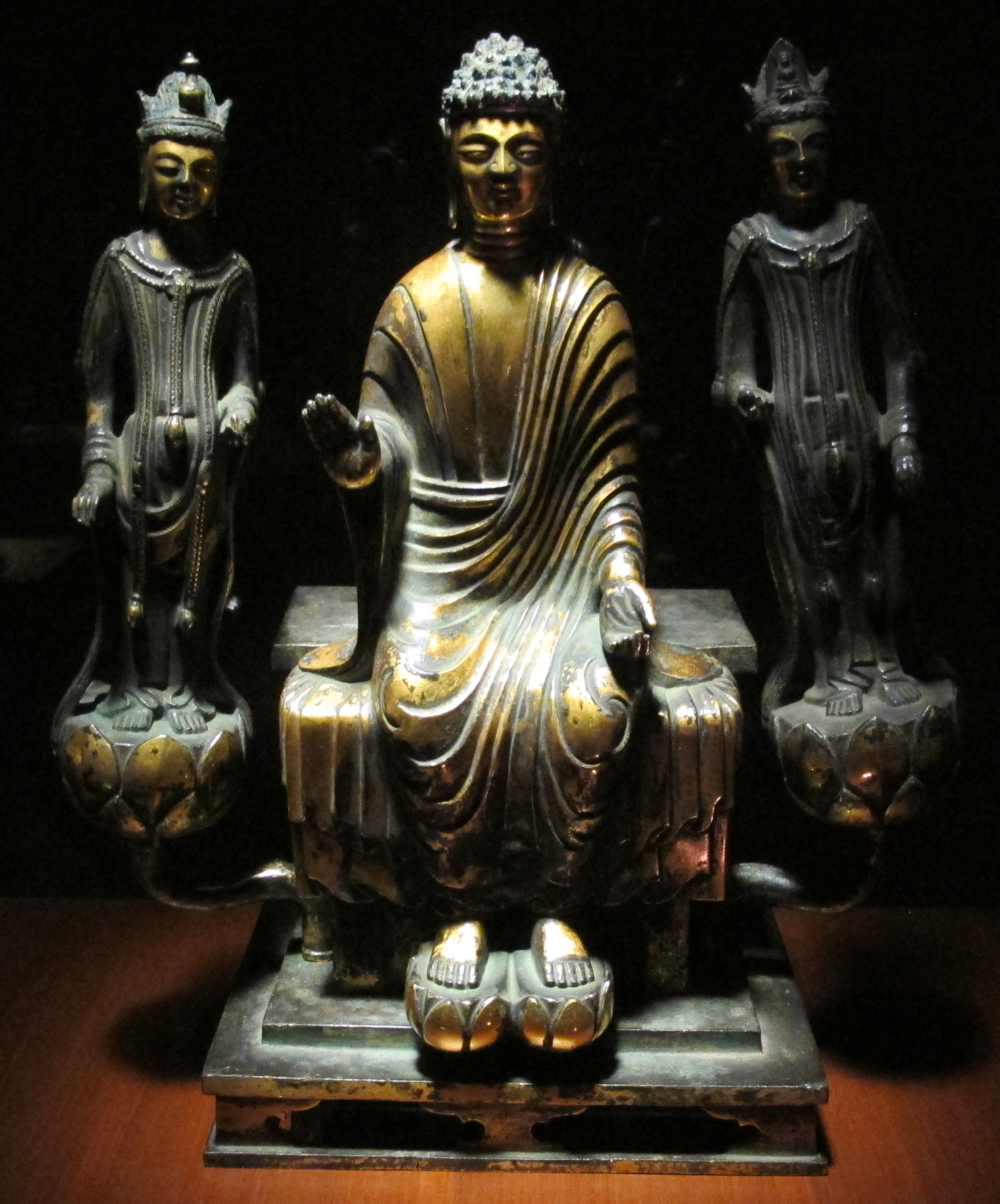
銅造阿弥陀三尊像（法隆寺献納宝物四十八体仏のうち）飛鳥時代後期 重要文化財
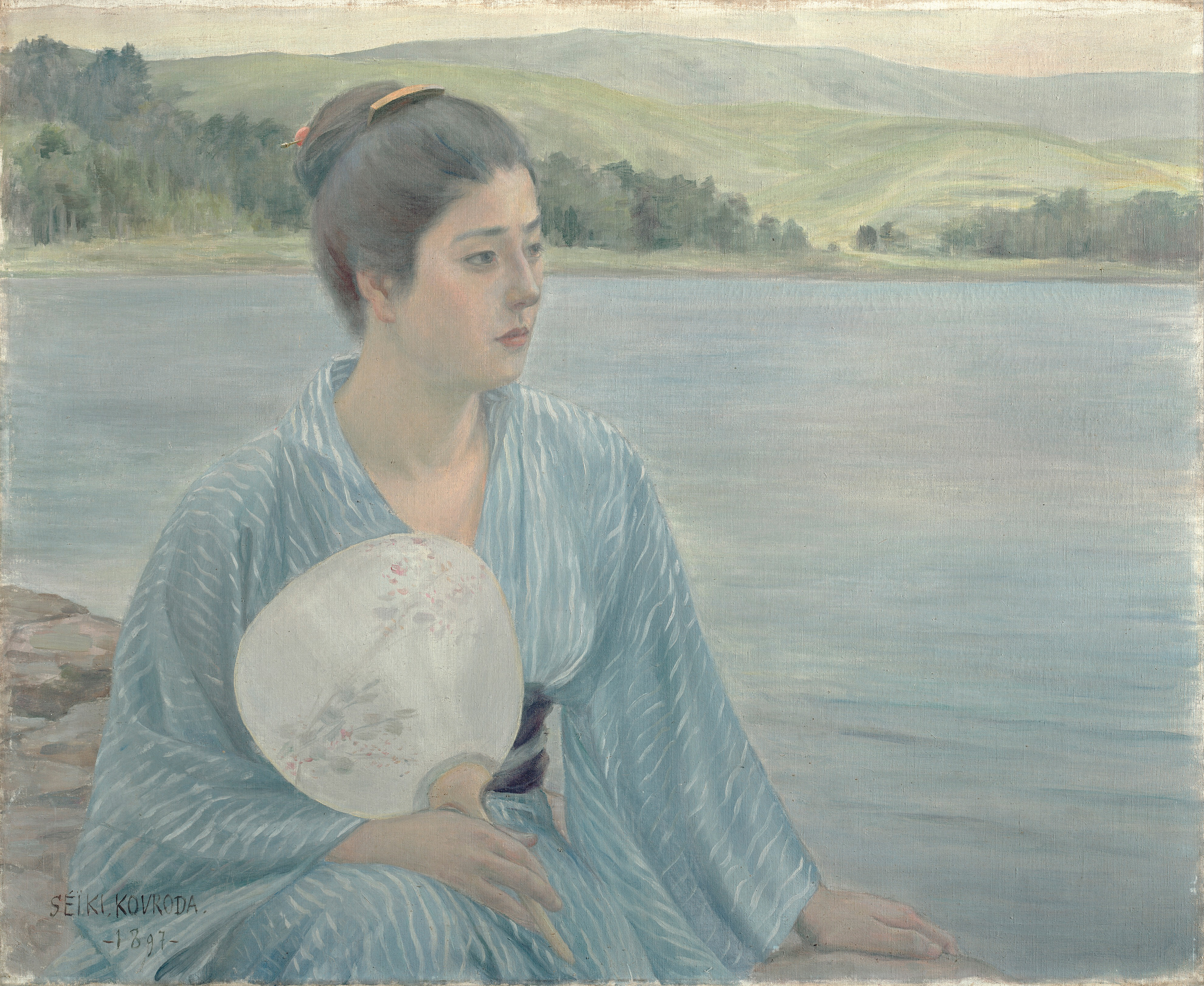
（黒田記念館）黒田清輝 湖畔 明治時代 重要文化財
（クメール美術）浮彫アプサラス像 カンボジア、アンコール時代 12 - 13世紀
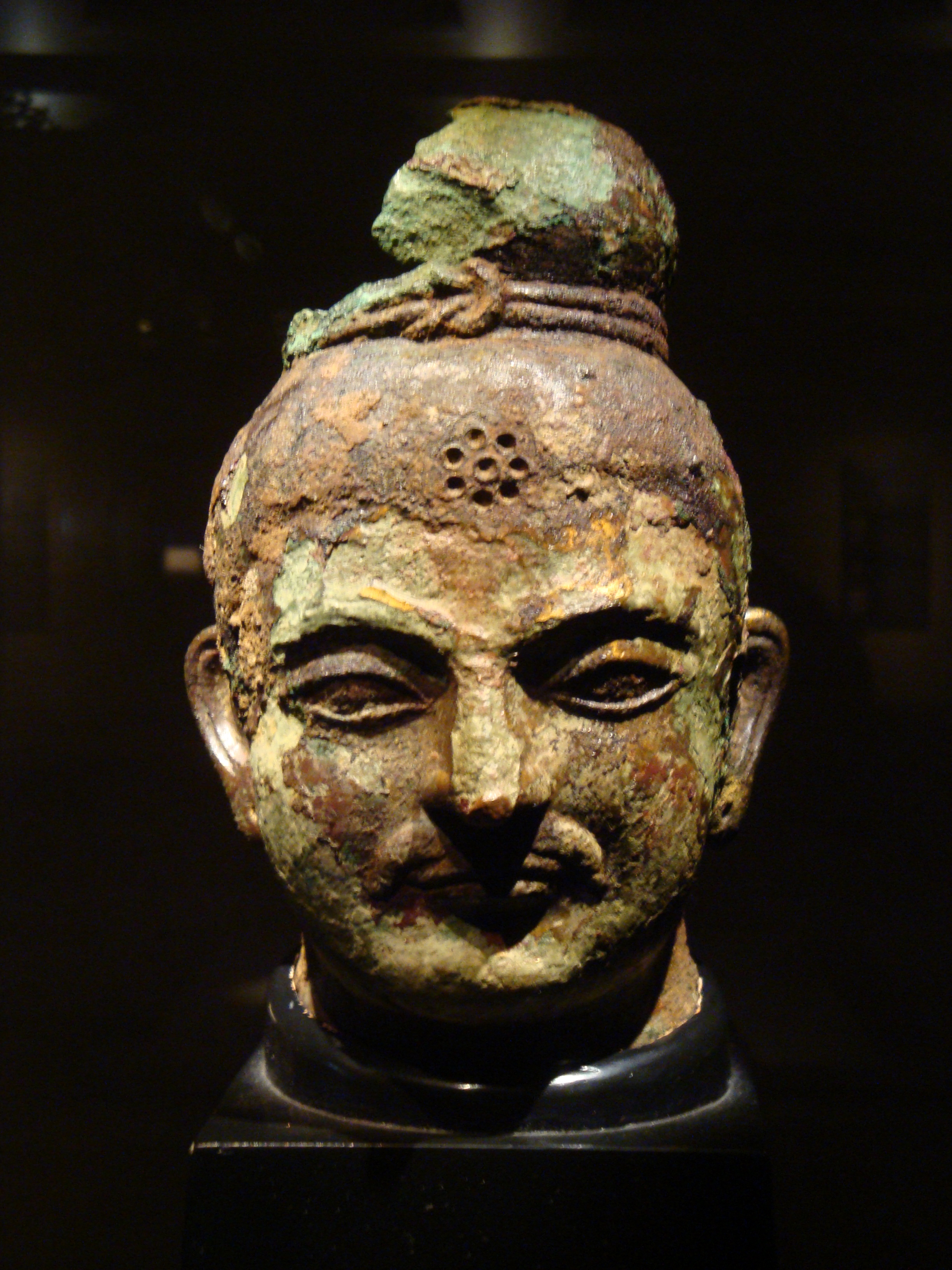
（中央アジアの彫刻）仏頭（銅造） コータン出土 3 - 4世紀 大谷探検隊将来
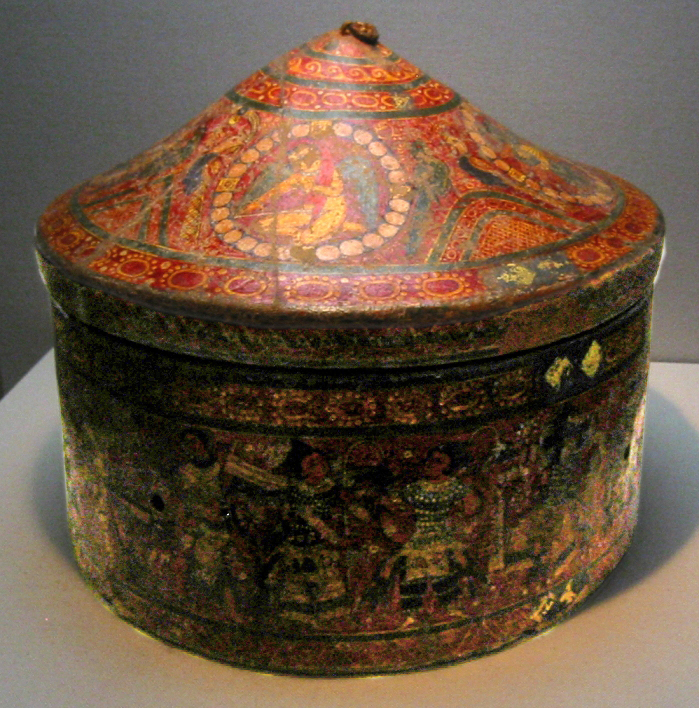
（中央アジアの工芸）舎利容器 スバシ出土 6 - 7世紀 大谷探検隊将来
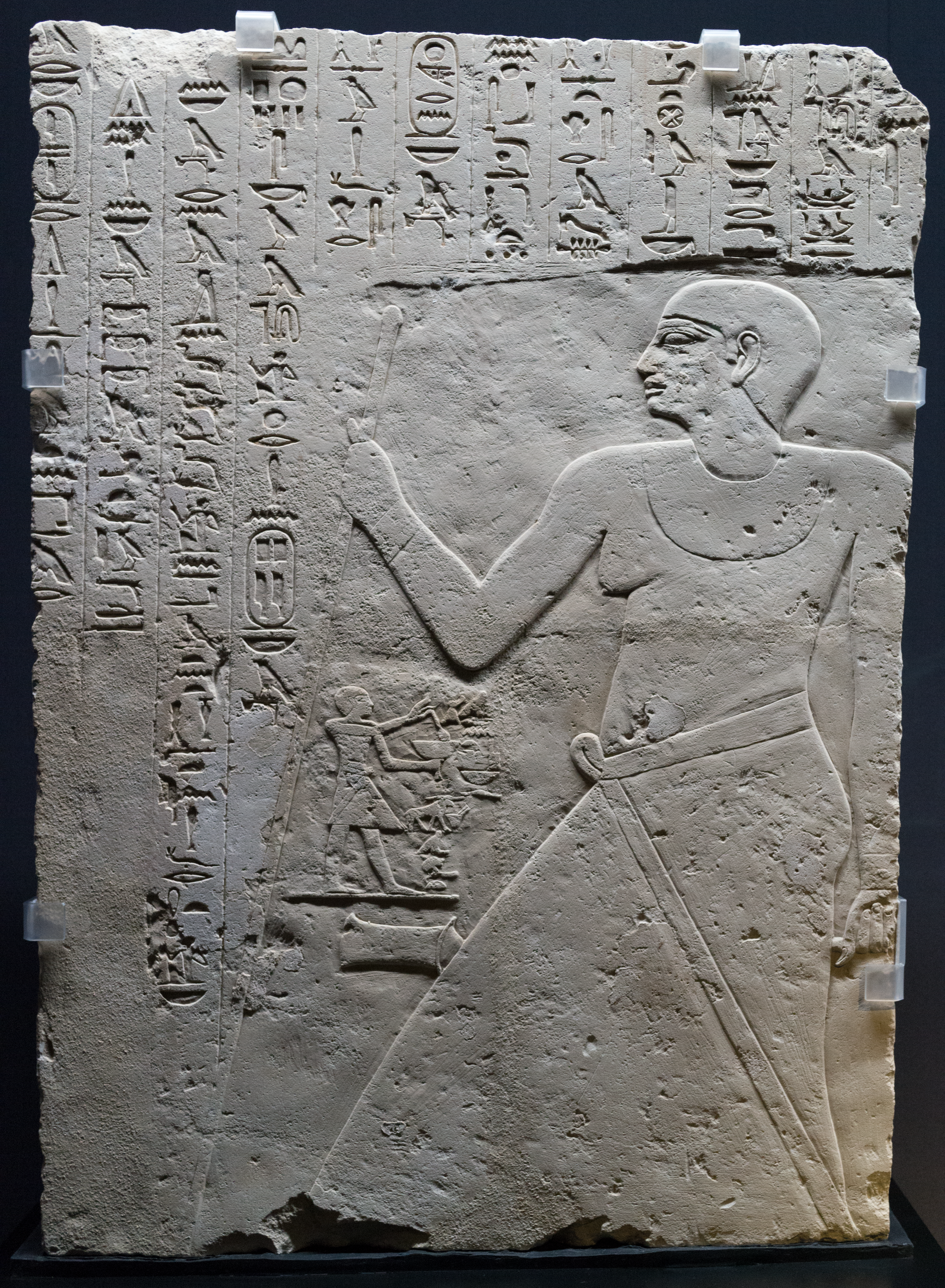
（エジプト美術）イニ像 浮彫サッカーラ出土 古王国時代（第6王朝） 紀元前2 - 3世紀

## 問題

### 運営予算不足
日本政府の文化予算は一貫して低く、2017年の文化予算はフランスの5分の1、韓国の3分の1であった。東京国立博物館の年間予算は20億円とわずかであり、ルーブル美術館の17分の1、大英博物館の5分の1、韓国国立中央博物館の3分の1である。2023年時点で同博物館は電気料金の高騰などにより文化財の修理の延期や施設の光熱費の支払いに苦慮しており、同博物館は政府に予算の増額を要請しているが認められていない。館長はしばしばメディアで窮状を訴えている。

### 韓国の返還要求
韓国政府は、日本に略奪された文化財を当館が所蔵しているとして返還を要求した。他方、1960年代の日韓交渉の際の文部省調査によれば、当館所蔵の文化財はすべて正式に購入したものと答弁された。

## 歴代館長

### 帝室博物館総長
| 代    | 氏名     | 就任時期      | 備考                                                                 |
| ----- | -------- | ------------- | -------------------------------------------------------------------- |
| 初代  | 九鬼隆一 | 1889年ｰ1900年 |                                                                      |
| 第2代 | 股野琢   | 1900年ｰ1917年 | 宮中顧問官を歴任                                                     |
| 第3代 | 森林太郎 | 1917年ｰ1922年 | 軍医総監（軍医中将に相当）を歴任、森鴎外として知られる。在任中に死去 |
| 第4代 | 三宅米吉 | 1922年ｰ1923年 | 宮中顧問官、東京文理科大学初代学長を歴任                             |
| 第5代 | 大島義脩 | 1923年ｰ1932年 | 宮中顧問官、東京音楽学校長、女子学習院長を歴任                       |
| 第6代 | 杉栄三郎 | 1932年ｰ1939年 | 宮中顧問官、日本博物館協会理事長を歴任                               |
| 第7代 | 渡部信   | 1939年ｰ1944年 | 宮中顧問官、貴族院議員、日本郵船監査役を歴任                         |
| 第8代 | 土岐政夫 | 1944年ｰ1946年 | 東京地方検察庁検事を歴任                                             |
| 第9代 | 安倍能成 | 1946年ｰ1947年 | 学習院院長、貴族院勅選議員、文部大臣を歴任                           |

### 東京国立博物館館長
| 代     | 氏名       | 就任時期      | 備考                                                             |
| ------ | ---------- | ------------- | ---------------------------------------------------------------- |
| 第9代  | 安倍能成   | 1947年ｰ1948年 | 帝室博物館総長より続投                                           |
| 第10代 | 上野直昭   | 1949年        | 大阪市立美術館館長、東京美術学校校長を歴任                       |
| 第11代 | 高橋誠一郎 | 1949年ｰ1951年 | 日本藝術院院長、国立劇場会長、文部大臣を歴任                     |
| 第12代 | 浅野長武   | 1951年ｰ1969年 | 華族、貴族院議員。在任中に死去                                   |
| 第13代 | 稲田清助   | 1969年ｰ1976年 | 文部事務次官                                                     |
| 第14代 | 齋藤正     | 1976年ｰ1983年 | 文部事務次官                                                     |
| 第15代 | 村山松雄   | 1983年ｰ1989年 | 文部事務次官                                                     |
| 第16代 | 井内慶次郎 | 1989年ｰ1992年 | 文部事務次官                                                     |
| 第17代 | 佐野文一郎 | 1992年ｰ1997年 | 文部事務次官                                                     |
| 第18代 | 阿部充夫   | 1997年ｰ2000年 | 文部事務次官                                                     |
| 第19代 | 坂元弘直   | 2000年ｰ2001年 | 文部事務次官                                                     |
| 第20代 | 野﨑弘     | 2001年ｰ2007年 | 文部事務次官                                                     |
| 第21代 | 佐藤禎一   | 2007年ｰ2009年 | 文部事務次官、日本学術振興会理事長、ユネスコ日本政府特命全権大使 |
| 第22代 | 銭谷眞美   | 2009年ｰ2022年 | 文部科学事務次官                                                 |
| 第23代 | 藤原誠     | 2022年ｰ現在   | 文部科学事務次官                                                 |